# Liste der Biografien/Bos
Liste der Biografien |
Portal Biografien |
Personensuche
# |
A |
B |
C |
D |
E |
F |
G |
H |
I |
J |
K |
L |
M |
N |
O |
P |
Q |
R |
S |
T |
U |
V |
W |
X |
Y |
Z |
?
 
Ba |
Be |
Bd |
Bg |
Bh |
Bi |
Bj |
Bl |
Bm |
Bn |
Bo |
Br |
Bs |
Bu |
Bw |
By |
Bz
 
Boa–Boc |
Bod |
Boe |
Bof |
Bog |
Boh |
Boi–Bok |
Bol |
Bom |
Bon |
Boo |
Bop |
Boq |
Bor |
Bos |
Bot |
Bou |
Bov–Boz
Die Liste der Biografien führt alle Personen auf, die in der deutschsprachigen Wikipedia einen Artikel haben. Dieses ist eine Teilliste mit 1073 Einträgen von Personen, deren Namen mit den Buchstaben „Bos“ beginnt.

## Bos
- Bos, Abraham P. (* 1943), niederländischer Philosophiehistoriker und Patristiker
- Bos, Alida van den (1902–2003), niederländische Turnerin
- Bos, Arie (1892–1962), niederländischer Karambolagespieler
- Bos, Bert (* 1963), niederländischer Informatiker
- Bos, Caroline (* 1959), niederländische Kunsthistorikerin und Architektin
- Bos, Cyril (* 1972), französischer Radrennfahrer
- Bös, Dieter (1940–2004), österreichischer Jurist und Wirtschaftswissenschaftler
- Bos, Dirk (1862–1916), niederländischer Lehrer, Privatbankier und Politiker, Mitglied der Zweiten Kammer der Generalstaaten
- Bos, Ellen (* 1960), deutsche Politologin und Hochschullehrerin
- Bos, Else (* 1959), niederländische Versicherungsmanagerin und -aufsichtsleiterin
- Bos, Ery (1908–2005), niederländisch-deutsche Schauspielerin
- Bos, Gerrit (* 1948), niederländischer Judaist
- Bos, Henk (1940–2024), niederländischer Mathematikhistoriker
- Bos, Jaap (* 1953), niederländischer Fußballspieler
- Bos, Jan (* 1975), niederländischer Radrennfahrer und Eisschnellläufer
- Bos, Jan Justus (1939–2003), niederländischer Ruderer und Botaniker
- Bos, Jinte (* 2002), niederländische Rollstuhltennisspielerin
- Bos, Jordan (* 2002), australisch-niederländischer Fußballspieler
- Bos, Julien (* 1998), französischer Handballspieler
- Bos, Kees van den (* 1965), niederländischer Sozialpsychologe und Hochschullehrer
- Bos, Kimberley (* 1993), niederländische Skeletonpilotin
- Bös, Klaus (* 1948), deutscher Sportwissenschaftler
- Bos, Lex (* 1957), niederländischer Hockeyspieler
- Bos, Marco (* 1979), niederländischer Radrennfahrer
- Bös, Mathias (1902–1974), deutscher Ausbildungs- und Wissenschaftsmanager der deutschen Luft- und Raumfahrt
- Bös, Mathias (* 1962), deutscher Soziologe und Professor für Angewandte Soziologie an der Philipps-Universität Marburg
- Bos, Michiel van den (* 1975), niederländischer Musiker und Produzent
- Bös, Paul (1920–1967), österreichischer Schauspieler und Kabarettist
- Bos, Peter (* 1950), niederländischer Schauspieler
- Bos, Pieter Roelof (1847–1902), niederländischer Lehrer in den Fächern Niederländisch und Erdkunde
- Bos, Ralf (* 1961), deutscher Koch und Delikatessenhändler
- Bos, René ten (* 1959), niederländischer Philosoph
- Bos, Saskia, niederländische Ausstellungsmacherin, Museumsleiterin und Kunsthistorikerin
- Bos, Stef (* 1961), niederländischer Sänger, Liedermacher und Schauspieler
- Bos, Theo (1965–2013), niederländischer Fußballspieler und -trainer
- Bos, Theo (* 1983), niederländischer Radrennfahrer
- Bos, Wilfried (* 1953), deutscher Erziehungswissenschaftler und Hochschullehrer
- Bos, Willem Hendrik van den (1896–1974), holländisch-südafrikanischer Astronom
- Bos, Willemijn (* 1988), niederländische Hockeyspielerin
- Bos, Wouter (* 1963), niederländischer Politiker (PvdA)

### Bosa
- Bosa von York († 706), Bischof von York
- Bosa, Joey (* 1995), US-amerikanischer American-Football-Spieler
- Bosa, Nick (* 1997), US-amerikanischer American-Football-SpielerNick Bosa (* 1997)

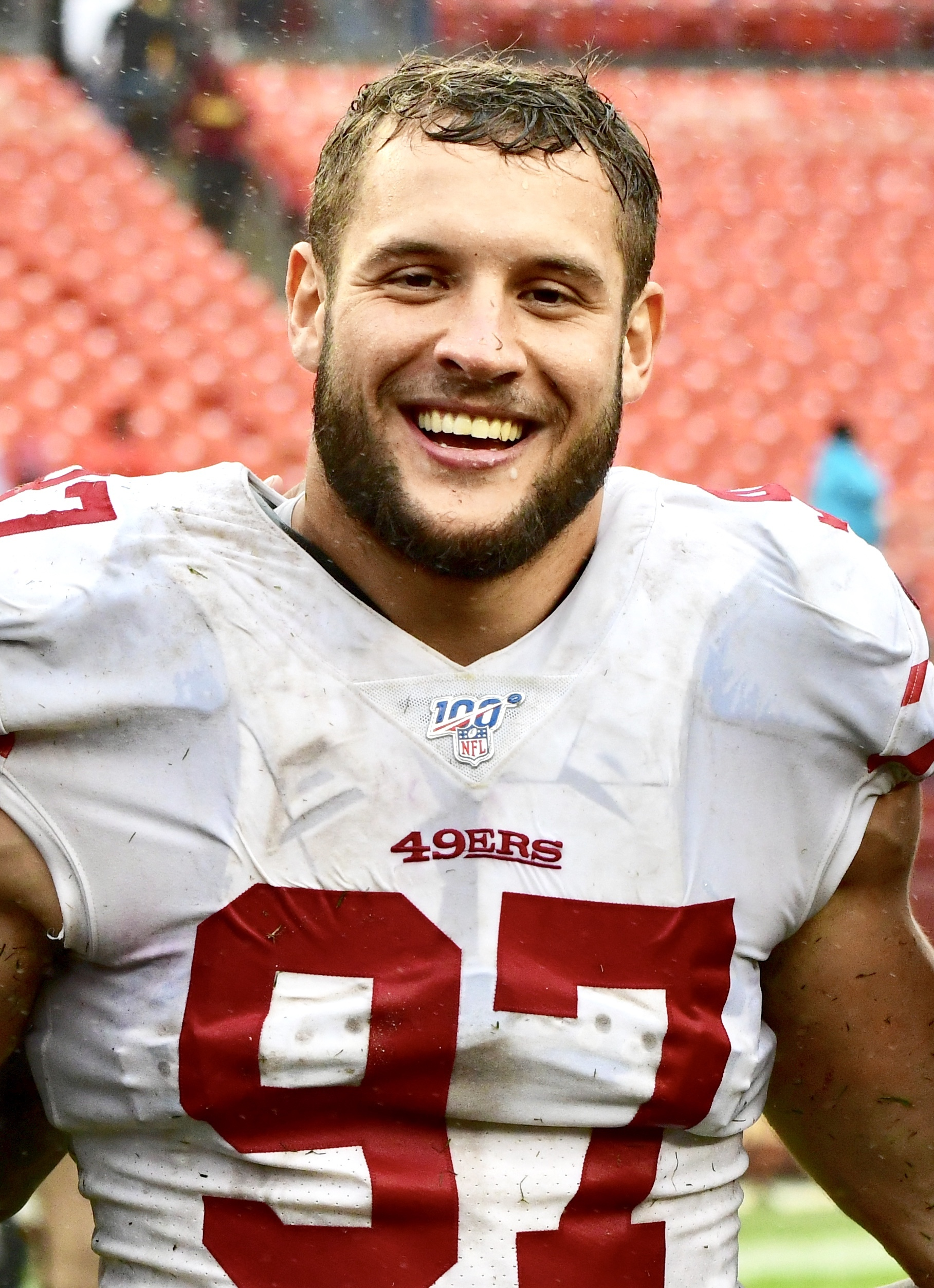
Nick Bosa (* 1997)

- Bosack, Leonard (* 1952), US-amerikanischer Informatiker
- Bosacki, Bartosz (* 1975), polnischer Fußballspieler
- Bosagi, Jakub (1808–1883), armenisch-katholischer Ordensgeistlicher, Generalabt der Mechitaristen von Wien
- Bosaho, Rita (* 1965), äquatorialguineisch-spanische Politikerin und Aktivistin
- Bosak, Aleksander (* 1993), polnischer Automobilrennfahrer
- Bosak, Bogusław (* 1968), polnischer Politiker, Mitglied des Sejm
- Bosak, Jochen (1940–2011), deutscher Pianist des Mainstream Jazz
- Bosak, Jon (* 1947), US-amerikanischer Informatiker
- Bosak, Krzysztof (* 1982), polnischer Politiker, Mitglied des SejmKrzysztof Bosak (* 1982)

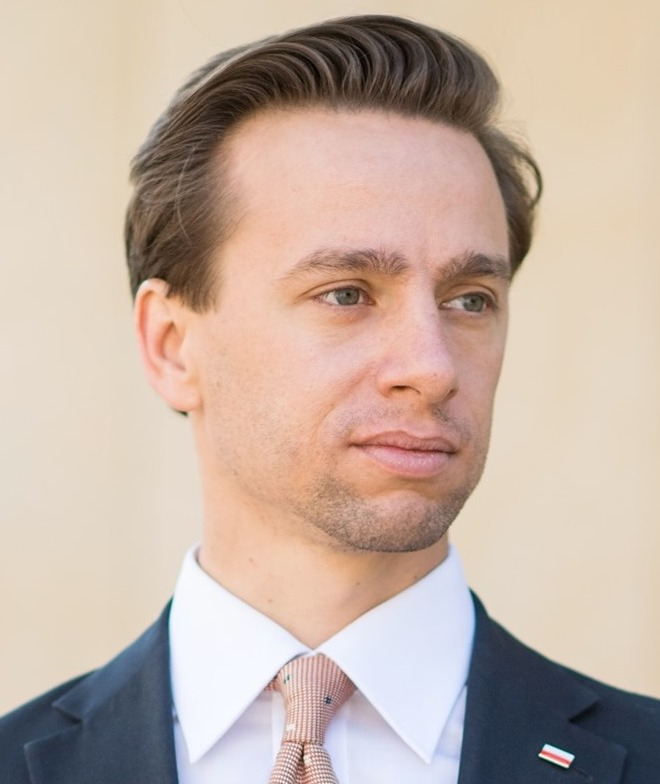
Krzysztof Bosak (* 1982)

- Bosak, Marcin (* 1979), polnischer Schauspieler
- Bosák, Michal (1869–1937), US-amerikanischer Bankier slowakischer (russinischer) Abstammung und Mäzen
- Bosák, Nándor (* 1939), ungarischer römisch-katholischer Geistlicher, emeritierter Bischof von Debrecen-Nyíregyháza
- Bosáková, Eva (1931–1991), tschechoslowakische Kunstturnerin
- Bösand, Philip (* 1984), deutscher Hörspielsprecher
- Bosanquet, Bernard (1848–1923), englischer Philosoph
- Bosanquet, Day (1843–1923), britischer Admiral, Gouverneur von South Australia
- Bosanquet, Lancelot (1903–1984), britischer Mathematiker
- Bosanquet, Robert Holford Macdowall (1841–1912), britischer Astronom und Musiktheoretiker
- Bosas, Antanas (* 1955), litauischer Unternehmer und Politiker
- Bosas, Arnoldas (* 1990), litauischer Eishockeyspieler
- Bosatra, Luigi (1905–1981), italienischer Geher
- Bosatta, Renato (* 1938), italienischer Ruderer

### Bosb
- Bosbach, Caroline (* 1989), deutsche Politikerin (CDU)Caroline Bosbach (* 1989)

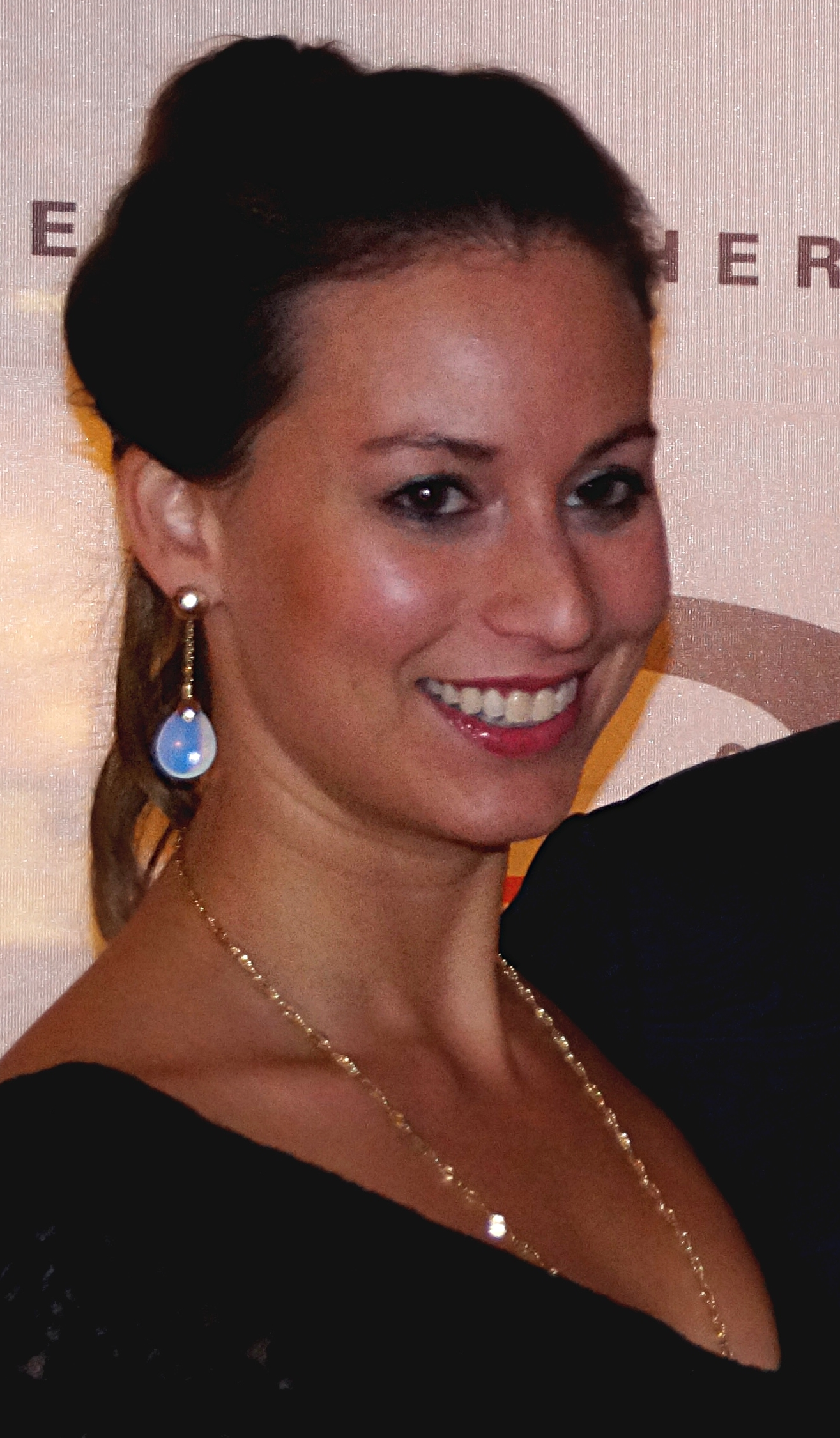
Caroline Bosbach (* 1989)

- Bosbach, Franz (* 1952), deutscher Historiker und Hochschullehrer
- Bosbach, Georg (1953–1972), deutscher Fußballspieler
- Bosbach, Gerd (* 1953), deutscher Mathematiker und Statistiker
- Bosbach, Silke, deutsche Textilkünstlerin und Autorin
- Bosbach, Wolfgang (* 1952), deutscher Politiker (CDU), MdB und Rechtsanwalt
- Bosboom, Johannes (1817–1891), niederländischer Maler
- Bosboom, Nicolaas (1855–1937), niederländischer Generalleutnant und Politiker, Kriegsminister
- Bosboom-Toussaint, Anna Louisa Geertruida (1812–1886), niederländische Schriftstellerin

### Bosc
- Bosc, Adrien (* 1986), französischer Schriftsteller
- Bosc, Adrien Jean-Baptiste du (1760–1851), französischer Divisionsgeneral der Pioniere
- Bosc, Jean (1875–1959), französischer Politiker, Mitglied der Nationalversammlung
- Bosc, Jean (1924–1973), französischer Zeichner und Karikaturist
- Bosc, Laure (* 1988), französische Biathletin
- Bosc, Louis Augustin Guillaume (1759–1828), französischer Naturforscher
- Bosca (* 1988), deutscher RapperBosca (* 1988)

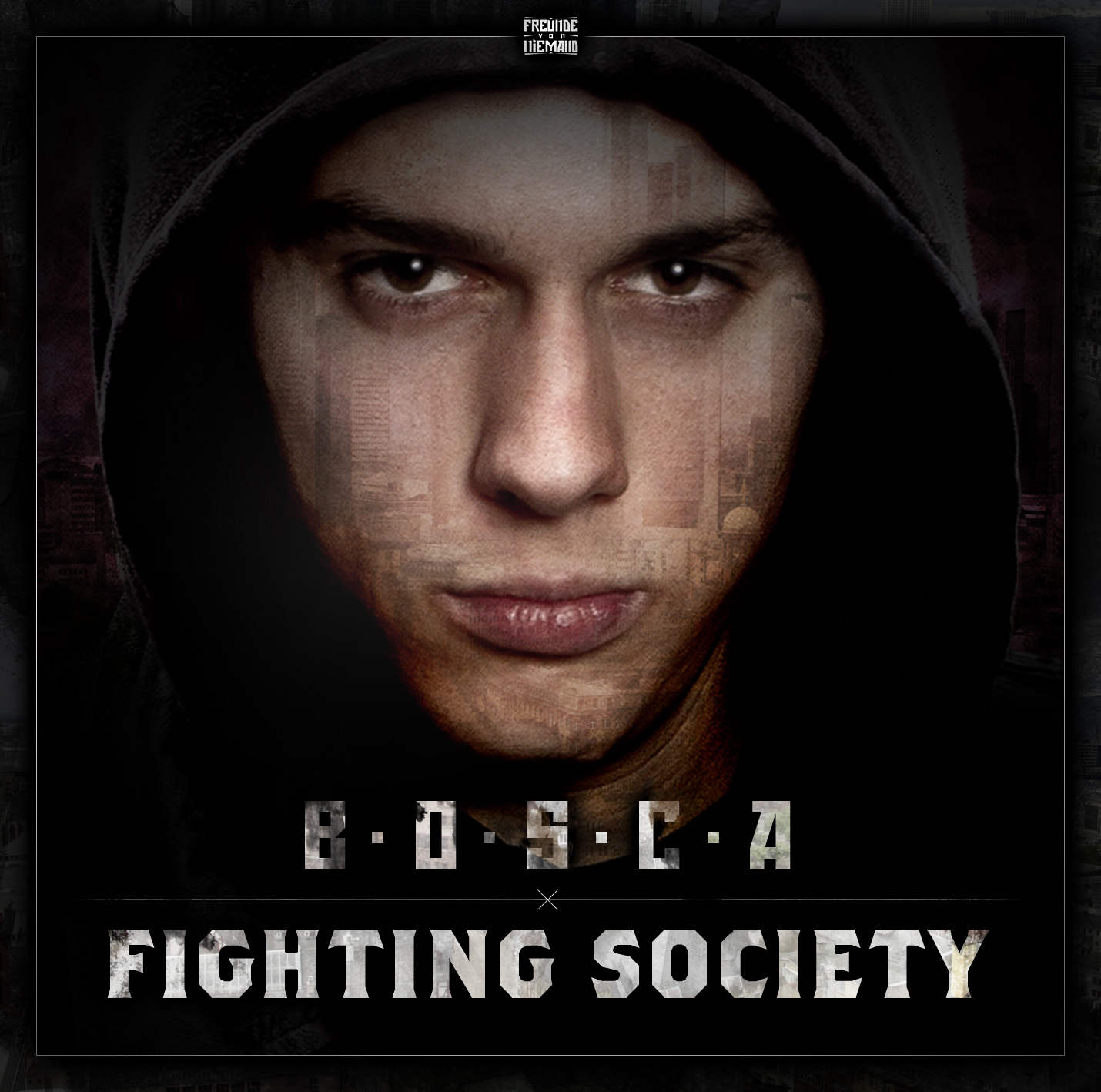
Bosca (* 1988)

- Bosca, Guglielmo (* 1993), italienischer Skirennläufer
- Boscacci, Graziano (* 1969), italienischer Skibergsteiger
- Boscagli, Olivier (* 1997), französischer Fußballspieler
- Boscaglia, Clara (1930–1990), san-marinesische Politikerin, Finanz-, Innen- und Justizministerin
- Boscaglia, Roberto (* 1968), italienischer Fußballtrainer
- Boscán Almogávar, Juan († 1542), spanischer Dichter
- Boscardin Dias, Pedro (* 2003), brasilianischer Tennisspieler
- Boscardin, Maria Bertilla (1888–1922), italienische Krankenpflegerin und katholische Heilige
- Boscarino, Samantha (* 1994), US-amerikanische Schauspielerin
- Boscaro degli Ambrosi, Pier Francesco (* 1955), italienischer Filmregisseur und Drehbuchautor
- Boscaro, Davide (* 2000), italienischer Radrennfahrer
- Boscary-Monsservin, Roland (1904–1988), französischer Politiker (RI, CNIP), Minister, Senator und Mitglied der Nationalversammlung
- Boscawen, Edward (1711–1761), britischer Admiral
- Bosch Ávila, Orlando (1926–2011), kubanischer Kinderarzt und Untergrundkämpfer
- Bosch de la Trinxeria, Carles (1831–1897), katalanischer Schriftsteller
- Bosch i Gimpera, Pere (1891–1974), katalanischer Archäologe und Prähistoriker
- Bosch i Sancho, Xavier (* 1967), katalanischer Journalist und Schriftsteller
- Bosch Kemper, Jeltje de (1836–1916), niederländische Frauenrechtlerin
- Bosch Reitz, Gijs (1860–1938), niederländischer Landschaftsmaler
- Bosch Reitz, Minca (1870–1950), niederländische Bildhauerin und Autorin
- Bosch van Drakestein, Gerard (1887–1972), niederländischer Radrennfahrer
- Bosch van Drakestein, Henk (1928–1993), niederländischer Jazzmusiker
- Bosch van Rosenthal, Lodewijk (1884–1953), niederländischer Jurist und Widerstandskämpfer
- Bosch, Aida (* 1964), deutsche Soziologin
- Bosch, Albert H. (1908–2005), US-amerikanischer Jurist und Politiker
- Bosch, Alexis (* 1966), kubanischer Jazzmusiker (Piano, Komposition, Arrangement)
- Bosch, Anna (1864–1949), deutsche Mäzenin
- Bosch, Anna (* 1973), deutsche Fernsehmoderatorin
- Bosch, Anneke (* 1993), südafrikanische Cricketspielerin
- Bosch, Anthon (* 1996), schwedisch-südafrikanischer Snowboarder
- Bosch, Anton (* 1934), russlanddeutscher Historiker
- Bösch, August (1857–1911), Schweizer Bildhauer
- Bosch, Barbara (* 1958), deutsche Politikerin (parteilos), Oberbürgermeisterin von Reutlingen, Staatsrätin
- Bösch, Beat (* 1971), Schweizer Rollstuhlsportler
- Bösch, Bernd (* 1961), österreichischer Politiker (GRÜNE), Vorarlberger Landtagsabgeordneter
- Bosch, Carl (1797–1883), deutscher Arzt und Abgeordneter der Hechinger Landesdeputation
- Bosch, Carl (1874–1940), deutscher Chemiker, Techniker und Industrieller; NobelpreisträgerCarl Bosch (1874–1940)

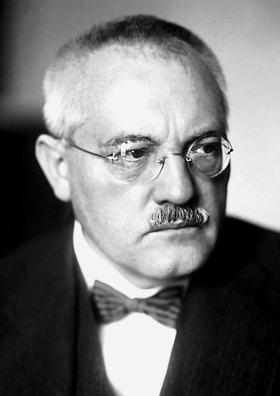
Carl Bosch (1874–1940)

- Bosch, Carl Friedrich Alexander (1843–1904), deutscher Unternehmer
- Bosch, Carles (* 1952), spanischer Filmregisseur und Dokumentarfilmer
- Bosch, Clemens (1899–1955), deutscher Althistoriker und Numismatiker
- Bosch, Cornelia (1925–1945), niederländische Widerstandskämpferin
- Bösch, Daniel (* 1988), Schweizer Schwinger
- Bosch, David (1929–1992), südafrikanischer reformierter Theologe und Missionswissenschaftler
- Bösch, David (* 1978), deutscher TheaterregisseurDavid Bösch (* 1978)

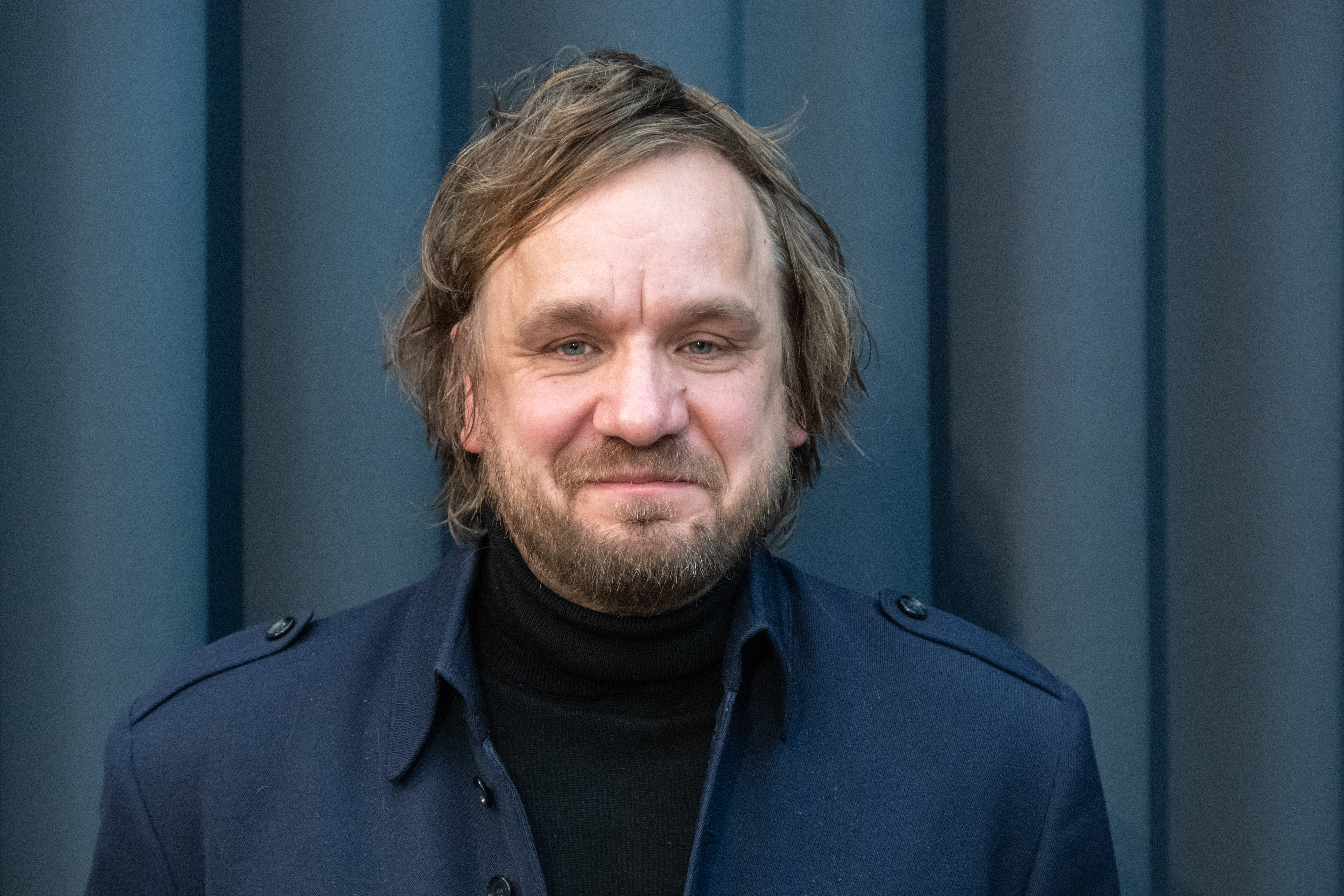
David Bösch (* 1978)

- Bösch, Dina (* 1960), deutsche Gewerkschafterin
- Bosch, Doris (1931–2017), deutsche Erziehungswissenschaftlerin
- Bosch, Edith (* 1980), niederländische Judoka
- Bösch, Emil (1909–1992), Schweizer Politiker (FDP/LdU)
- Bosch, Engelbertus Batavus van den (1789–1851), niederländischer Politiker und Vizeadmiral, Kolonial- und Marineminister
- Bosch, Ernst (1834–1917), deutscher Maler der Düsseldorfer Malerschule (Realismus)
- Bosch, Etienne (1863–1933), niederländischer Maler, Radierer und Lithograf
- Bosch, Eva (* 1941), österreichische Malerin und Grafikerin
- Bösch, Fabian (* 1997), Schweizer Freestyle-Skisportler
- Bosch, Florian (1900–1972), deutscher Bildnis- und Landschaftsmaler und Vertreter der Neuen Sachlichkeit
- Bosch, Francisco (* 1982), spanischer Balletttänzer und Filmschauspieler
- Bosch, Françoise van den (1944–1977), niederländische bildende Künstlerin
- Bösch, Frank (* 1969), deutscher Historiker
- Bosch, Fridolin (1889–1964), deutscher Architekt
- Bosch, Friedrich Wilhelm (1911–2000), deutscher Jurist sowie Hochschullehrer
- Bösch, Fritz, Schweizer Ruderer
- Bosch, Gerda van den (1929–2021), niederländische Bildhauerin
- Bosch, Gerhard (* 1947), deutscher Sozialwissenschaftler und Hochschullehrer
- Bosch, Günther (* 1937), deutsch-rumänischer Tennisspieler und Tennistrainer
- Bosch, Hartmut (* 1941), deutscher Ministerialbeamter und Staatssekretär (Mecklenburg-Vorpommern)
- Bösch, Herbert (* 1954), österreichischer Politiker (SPÖ), Mitglied des Bundesrates, Abgeordneter zum Nationalrat, MdEP
- Bosch, Hermann (1891–1916), deutscher Fußballspieler
- Bosch, Hieronymus († 1516), niederländischer Maler und Zeichner
- Bosch, Hugo von (1782–1865), bayerischer Generalleutnant und Kriegsminister
- Bosch, Iman Jacob van den (1731–1788), niederländischer Mediziner und praktischer Arzt in Den Haag
- Bösch, Irene (* 1940), deutsche Malerin und Grafikerin
- Bosch, Ise (* 1964), deutsche Gründerin, Geschäftsführerin und Erbin
- Bösch, Jakob (* 1942), Schweizer Autor und Psychiater
- Bosch, Jef van den (* 2001), belgischer Eishockeyspieler
- Bosch, Jesse (* 2000), niederländischer Fußballspieler
- Bosch, Jewgenija Bogdanowna (1879–1925), deutsch-russische Funktionärin der Sozialdemokratischen Arbeiterpartei Russlands (SDAPR)
- Bosch, Jimmy (* 1959), US-amerikanischer Latin-Music und Salsa Posaunist und Komponist
- Bösch, Johann Jakob (1849–1912), Schweizer Unternehmer und Politiker
- Bosch, Johann Lonaeus van den (1514–1585), Mediziner; Rhetorikprofessor
- Bosch, Johannes Adrianus van den (1813–1870), niederländischer Generalmajor und Politiker
- Bosch, Johannes van den (1780–1844), holländischer Generalleutnant und Generalgouverneur von Niederländisch-Indien
- Bosch, John (* 1964), niederländischer Autorennfahrer
- Bosch, Jordi (1739–1800), mallorquinischer Orgelbauer und königlich-spanischer Hoforgelbauer
- Bosch, Jorrit (* 1997), deutscher Politiker (Die Linke)
- Bösch, Joseph (1839–1922), Schweizer Architekt
- Bosch, Juan (1909–2001), dominikanischer Politiker, Staatschef und SchriftstellerJuan Bosch (1909–2001)

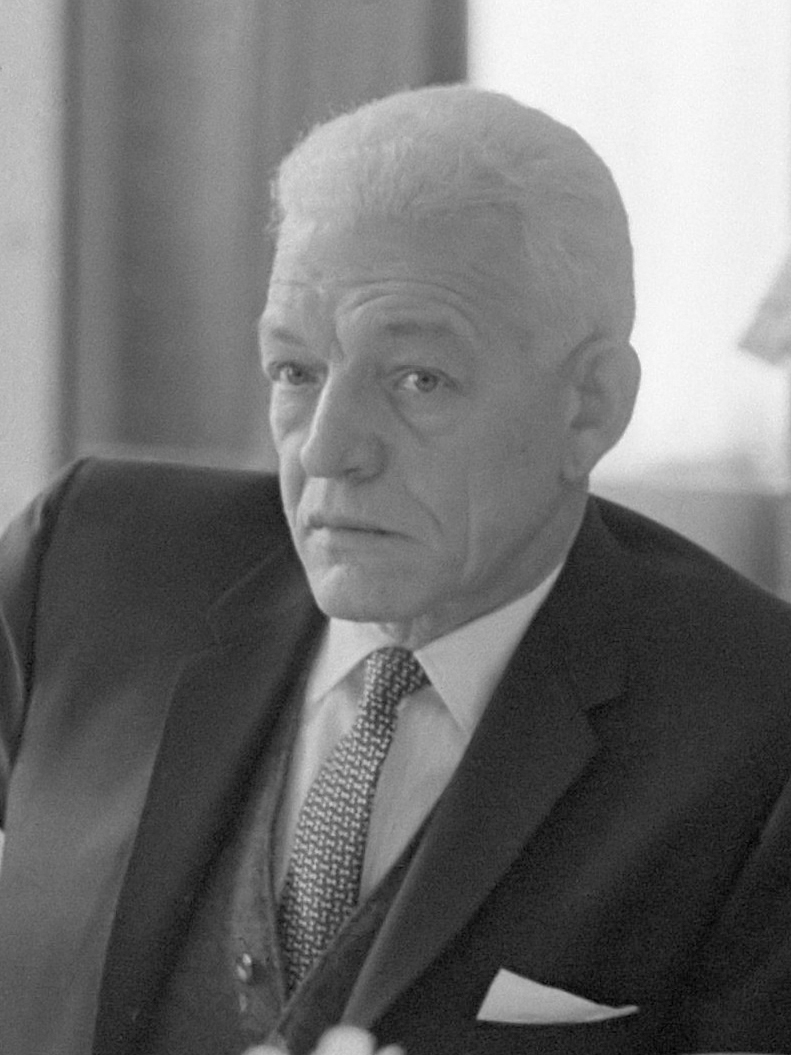
Juan Bosch (1909–2001)

- Bosch, Juan (1925–2015), spanischer Filmregisseur
- Bosch, Kai Robin (* 1997), deutscher Autor und Slam-Poet
- Bösch, Karl (1879–1956), österreichischer Politiker (GdP), Landtagsabgeordneter, Abgeordneter zum Nationalrat
- Bösch, Karl (1883–1952), deutscher Porträt- und Landschaftsmaler sowie Grafiker und Kunsterzieher
- Bosch, Karl (* 1937), deutscher Statistiker und Hochschullehrer
- Bösch, Klaus (* 1963), österreichischer Sandkünstler
- Bösch, Kurt (1907–2000), deutscher Unternehmer, Sammler und Mäzen
- Bösch, Lia-Mara (* 1994), Schweizer Snowboarderin
- Bosch, Linda (* 1983), deutsche Filmeditorin
- Bösch, Lorenz (* 1960), Schweizer Politiker (CVP)
- Bosch, Manfred (* 1947), deutscher Schriftsteller
- Bosch, Marcus (* 1969), deutscher DirigentMarcus Bosch (* 1969)

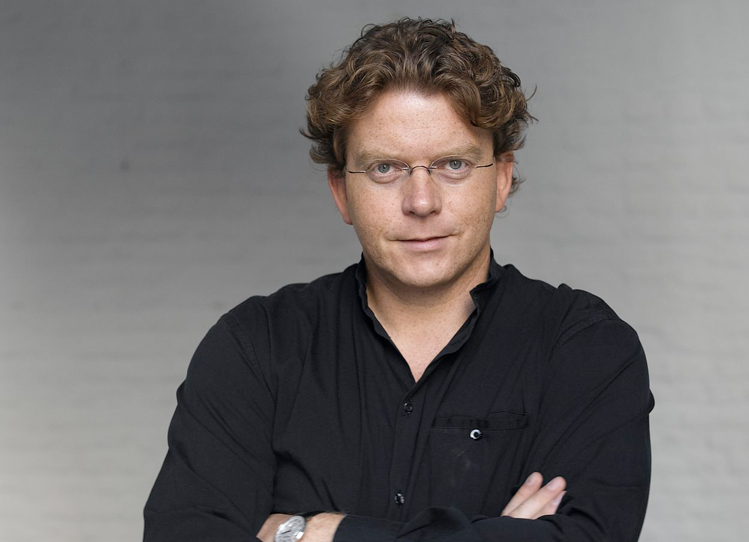
Marcus Bosch (* 1969)

- Bosch, Martha Maria (1917–1997), deutsche Schriftstellerin
- Bösch, Michael (* 1958), deutscher Philosoph und Professor für Philosophie
- Bosch, Mónica (* 1972), spanische Skirennläuferin
- Bösch, Nicolai (* 1998), österreichischer Fußballspieler
- Bosch, Nikolaus (* 1965), deutscher Strafrechtslehrer an der Universität Bayreuth
- Bosch, Otto (1894–1979), deutscher Lehrer und Kreisleiter der NSDAP im Landkreis Schwäbisch Hall (1932–1945)
- Bosch, Patrick (1964–2012), niederländischer Fußballspieler
- Bösch, Paul (1946–2020), Schweizer Journalist und Autor
- Bosch, Paula (* 1956), deutsche Sommelière und Weinautorin
- Bosch, Pere Maria Orts i (1921–2015), valencianischer Schriftsteller, Historiker, Forscher, Heraldiker und Kunstsammler
- Bösch, Petrus († 1461), Abt im Kloster St. Blasien
- Bösch, Reinhard Eugen (* 1957), österreichischer Politiker (FPÖ), Landtagsabgeordneter, Abgeordneter zum Nationalrat, Mitglied des Bundesrates
- Bosch, Reinhold (1887–1973), Schweizer Archäologe
- Bösch, Richard (* 1942), österreichischer Maler
- Bosch, Robert (1861–1942), deutscher IndustriellerRobert Bosch (1861–1942)

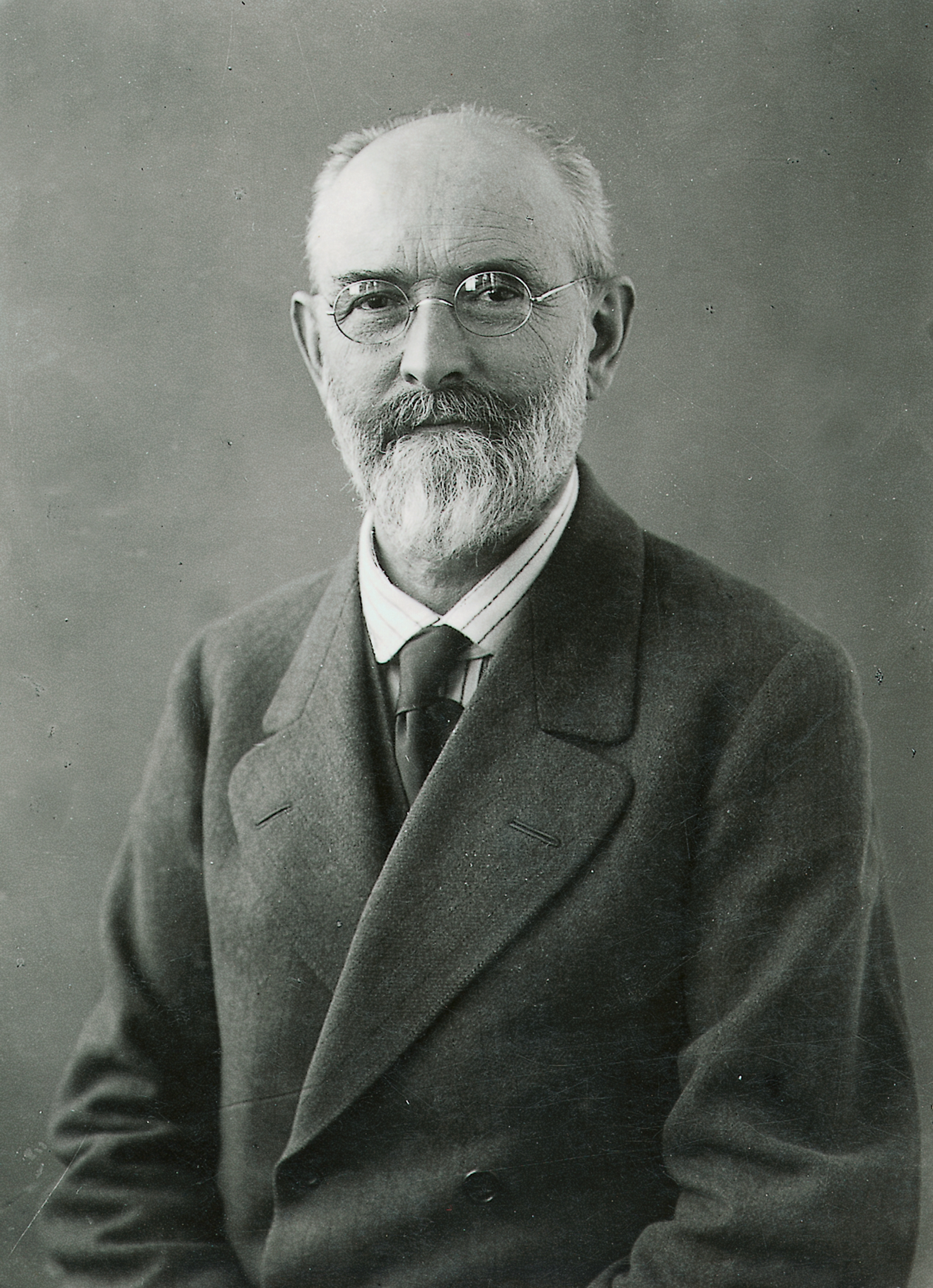
Robert Bosch (1861–1942)

- Bösch, Robert (1922–1983), österreichischer Politiker (VdU, FPÖ), Landtagsabgeordneter
- Bösch, Robert (* 1954), Schweizer Fotograf und Bergsteiger
- Bosch, Robert jun. (1928–2004), deutscher Unternehmer und Sohn von Robert Bosch
- Bösch, Roman (* 1964), Schweizer Schriftsteller
- Bosch, Ruud (* 1984), niederländischer Badmintonspieler
- Bosch, Siegfried (* 1944), deutscher Mathematiker
- Bosch, Susanne (* 1967), deutsche Künstlerin
- Bösch, Tamara (* 1989), österreichische Handballspielerin
- Bosch, Theo (1929–2020), deutscher Ingenieur, Entwickler der elektronischen Weitenmessung in der Leichtathletik
- Bosch, Thierry van den (* 1974), französischer Motorradrennfahrer
- Bosch, Thomas C. G. (* 1955), deutscher Zell- und Entwicklungsbiologe und Zoologe
- Bösch, Udo, Bundeswehroffizier und Angestellter des BND sowie Bundesorganisationsleiter der Partei Die Republikaner.
- Bosch, Ulrich (* 1957), deutscher Orthopäde und Unfallchirurg
- Bosch, Ulrich (* 1966), deutscher bildender Künstler
- Bosch, Vajèn van den (* 1998), niederländische MusicaldarstellerinVajèn van den Bosch (* 1998)

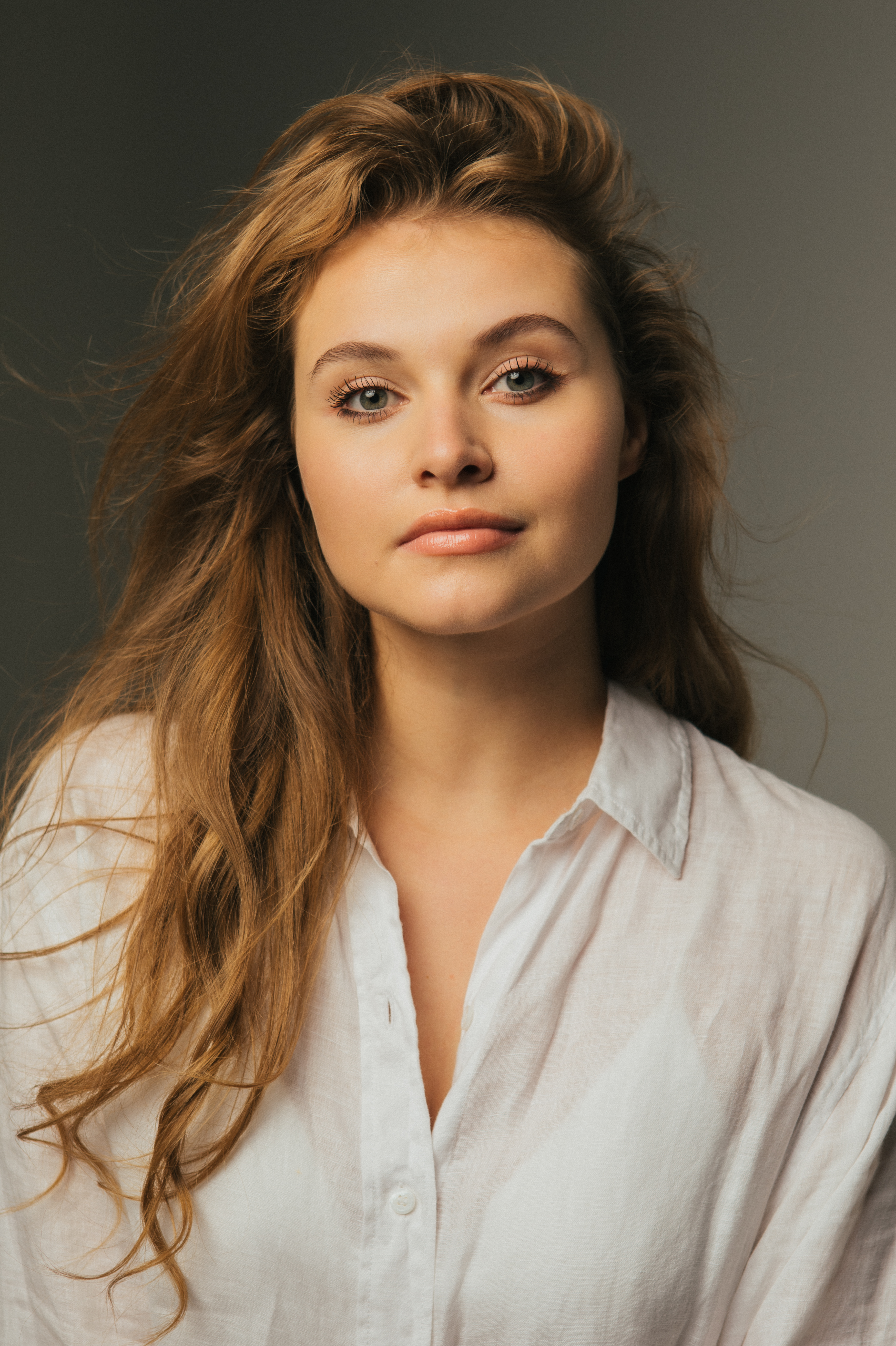
Vajèn van den Bosch (* 1998)

- Bösch, Walter (* 1940), österreichischer Jurist und Politiker (SPÖ), Landtagsabgeordneter, Mitglied des Bundesrates
- Bosch, Werner (1901–1970), deutscher Wirtschaftswissenschaftler und Hochschullehrer
- Bosch, Werner (1916–1992), deutscher Orgelbauer
- Bösch-Rüttimann, Sabrina (* 1993), Schweizer Unihockeyspielerin
- Bösch-Vetter, Christine (* 1982), österreichische Politikerin (GRÜNE)
- Bösch-Widmer, Daniela (* 1977), Schweizer Politikerin (Die Mitte/CVP)
- Boschanow, Ewgeni (* 1984), bulgarischer Pianist
- Boschanow, Konstantin (* 1968), bulgarischer Filmemacher
- Boschanow, Nikolaj (* 1994), bulgarischer Eishockeyspieler
- Boschanowa, Sofija (* 1967), bulgarische Leichtathletin
- Bösche, Burchard (1946–2019), deutscher Jurist, Gewerkschafter und Autor von Büchern zu den Genossenschaften
- Bösche, Ernst-Dieter (* 1942), deutscher Kommunalpolitiker in Erftstadt
- Bösche, Jürgen W. (1928–2015), deutscher Jurist
- Boschee, Joshua (* 1982), US-amerikanischer Politiker
- Boscheinen, Walter (* 1952), deutscher römisch-katholischer Theologe und Lieddichter
- Boschek, Anna (1874–1957), österreichische Politikerin (SPÖ), Abgeordnete zum Nationalrat
- Böschemeyer, Uwe (* 1939), deutscher PsychotherapeutUwe Böschemeyer (* 1939)

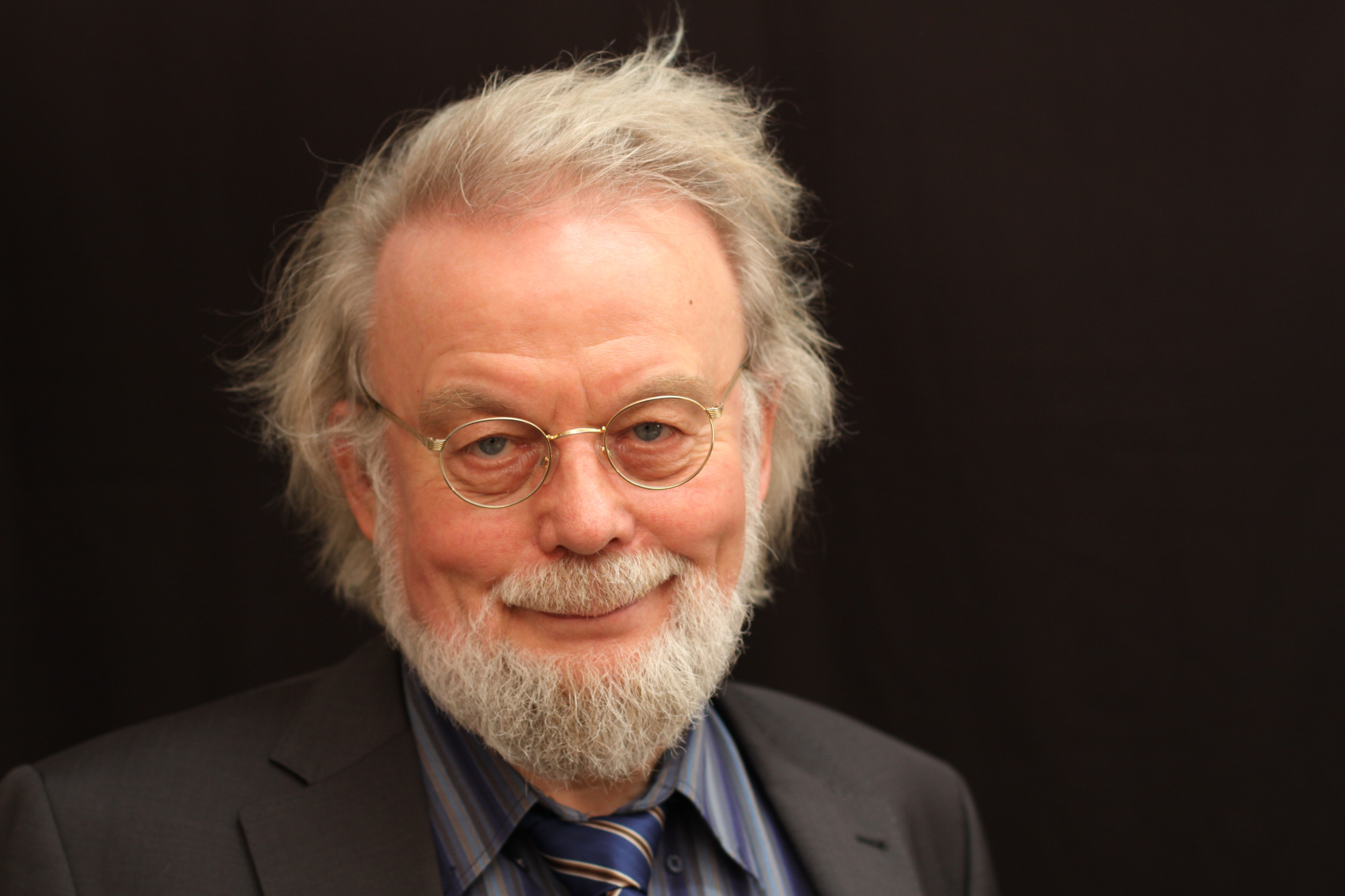
Uwe Böschemeyer (* 1939)

- Böschen, Heinrich (* 1887), deutscher Gewerkschafter und kommunistischer Politiker
- Böschen, Silke (* 1969), deutsche Journalistin, Fernsehmoderatorin und Schriftstellerin
- Böschen, Sybille (* 1954), deutsche Politikerin (SPD), MdBB
- Boschenow, Kirill Wiktorowitsch (* 2000), russischer Fußballspieler
- Böschenstein, Bernhard (1931–2019), Schweizer Literaturwissenschaftler
- Böschenstein, Hermann (1905–1997), Schweizer Journalist
- Böschenstein, Johann (1472–1540), deutscher Hebraist, Kirchenlieddichter und Mathematiker
- Böschenstein, Johann Georg (1804–1885), Schweizer Politiker und Richter
- Böschenstein, Niki (* 1985), Schweizer Kunstturner
- Böschenstein-Schäfer, Renate (1933–2003), schweizerisch-deutsche Literaturwissenschaftlerin und Universitätsdozentin
- Boscher, Anton von (1814–1887), württembergischer Jurist und Landtagsabgeordneter
- Boscherie, Bruno (* 1951), französischer Florettfechter
- Boschero, Dominique (* 1934), französische Schauspielerin
- Boschert, Kerstin (* 1983), deutsche Fußballspielerin
- Boschert, Reinhold (* 1947), deutscher Weitspringer
- Boschetti, Isabella, Geliebte von Federico II. Gonzaga
- Boschetti, Therese (1847–1919), österreichische Kinderdarstellerin und Opernsängerin (Sopran)
- Boschetti-Alberti, Maria (1879–1951), Schweizer Pädagogin
- Boschey, Édouard (1907–1988), belgisch-schweizerischer Art-brut-Künstler
- Boschi, Enzo (1942–2018), italienischer Geophysiker
- Boschi, Giovanni Carlo (1715–1788), italienischer Geistlicher und Kardinal
- Boschi, Giulia (* 1962), italienische Schauspielerin und Autorin
- Boschi, Giulio (1838–1920), italienischer Geistlicher, Erzbischof von Ferrara und Kardinal
- Boschi, Giuseppe Maria, italienischer Opernsänger (Bass)
- Boschi, Hélène (1917–1990), schweizerisch-französische Pianistin
- Boschi, Luca (* 1972), san-marinesischer Politiker, Capitano Reggente des Landes
- Boschi, Maria Elena (* 1981), italienische Juristin und Politikerin (Partito Democratico), Mitglied der CameraMaria Elena Boschi (* 1981)

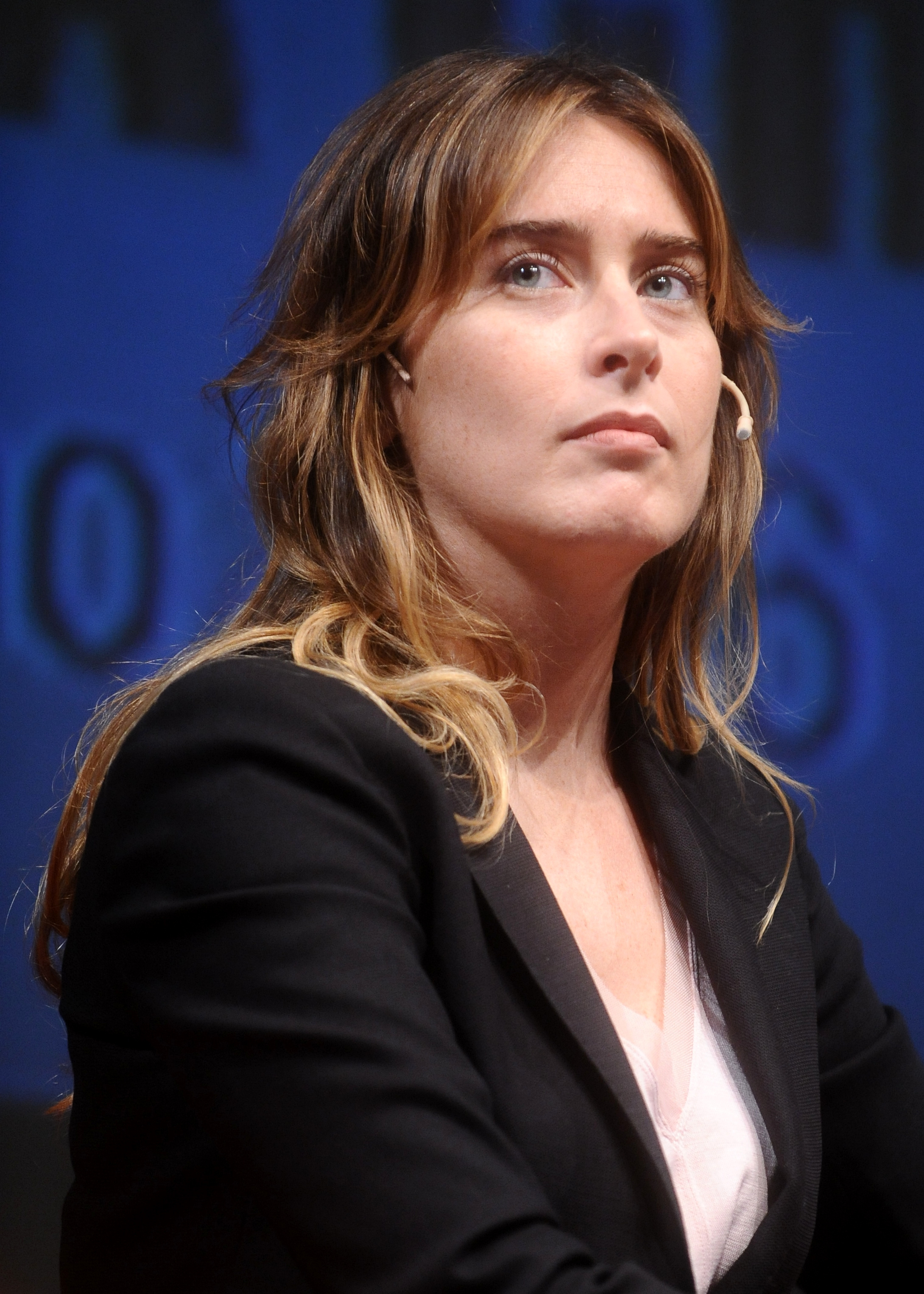
Maria Elena Boschi (* 1981)

- Boschiero, Devis (* 1981), italienischer Boxer
- Boschigt Dschonon († 1627), Herrscher der Tümed-Mongolen
- Boschikow, Wassil (* 1988), bulgarischer Fußballspieler
- Boschilia, Bruno (* 1983), brasilianischer Fußballschiedsrichterassistent
- Boschilia, Gabriel (* 1996), brasilianisch-italienischer Fußballspieler
- Boschilow, Dobri (1884–1945), bulgarischer Politiker und Ministerpräsident
- Boschilow, Georgi (* 1987), bulgarischer Fußballspieler
- Boschilowa, Dessislawa (* 1992), bulgarische Schiedsrichterin der Billardvariante SnookerDessislawa Boschilowa (* 1992)

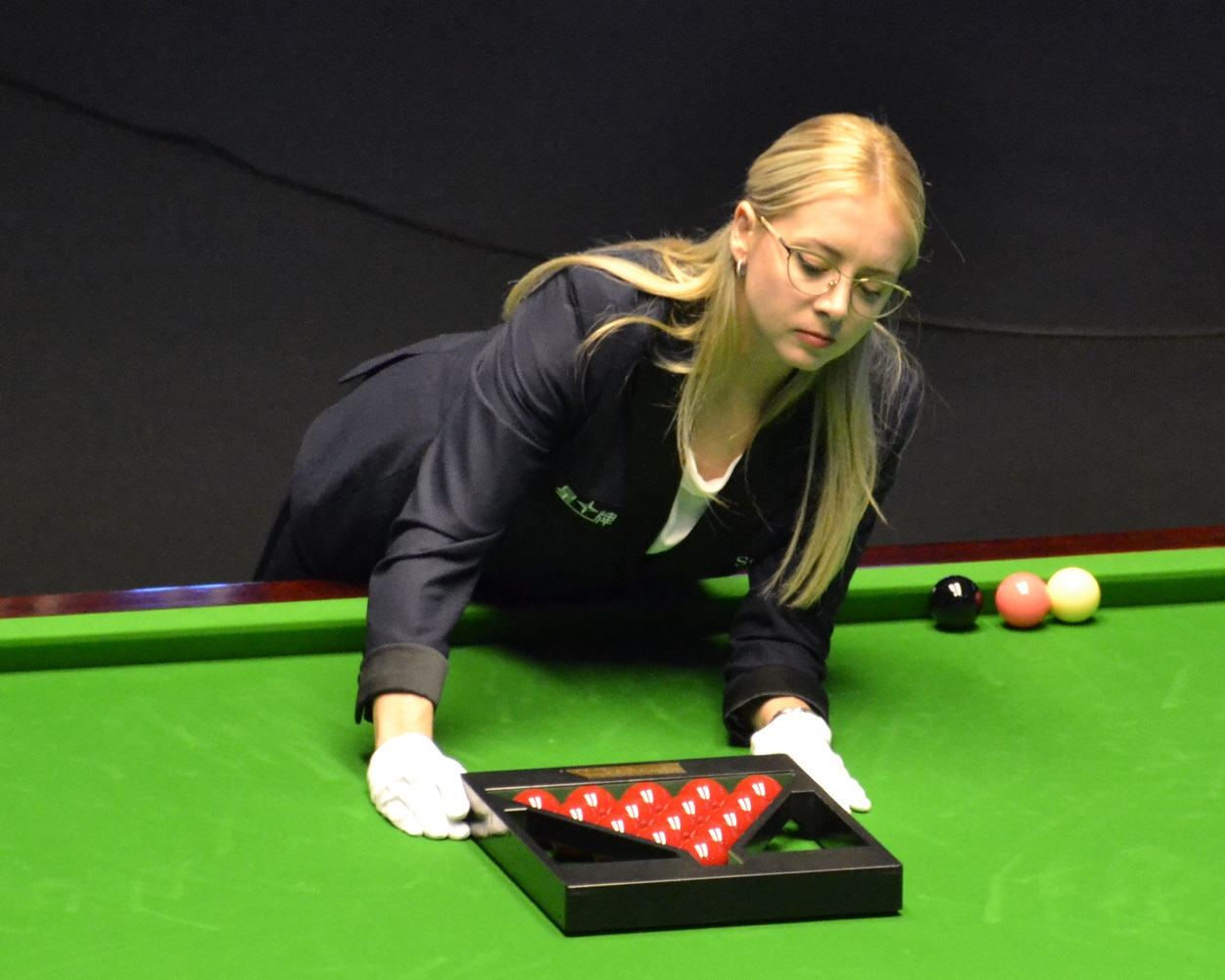
Dessislawa Boschilowa (* 1992)

- Boschilowa, Zwetana (* 1968), bulgarische Judoka
- Boschin, Sergei Witaljewitsch (* 1994), russischer Fußballspieler
- Boschinow, Todor (1931–1992), bulgarischer Politiker
- Boschinow, Waleri (* 1986), bulgarischer Fußballspieler
- Boschinow, Wassil (1888–1966), bulgarischer Komponist
- Boschinowa, Daniela (* 1960), bulgarische Bürgerrechtlerin und Politikerin
- Boschjew, Oleg Felewitsch (* 1961), sowjetischer Eisschnellläufer
- Boschke, Friedrich L. (1920–1999), deutscher Chemiker und Wissenschaftsautor
- Boschker, Sander (* 1970), niederländischer Fußballtorhüter
- Boschki, Reinhold (* 1961), deutscher katholischer Religionspädagoge und Hochschullehrer
- Boschkor, Lara (* 1999), deutsche Geigerin
- Boschkow, Aleksandar (1951–2009), bulgarischer Politiker
- Boschkow, Stefan (1923–2014), bulgarischer Fußballspieler und -trainer
- Boschkow, Walentin (* 1958), bulgarischer Skispringer
- Boschkow, Wassil (* 1956), bulgarischer Oligarch und Unternehmer
- Boschkowa, Swetla (* 1951), bulgarische Diskuswerferin
- Boschma, Hilbrand (1893–1976), niederländischer Zoologe und Hochschullehrer
- Boschma-Berkhout, Suze (1922–1997), niederländische Bildhauerin
- Boschman, Laurie (* 1960), kanadischer Eishockeyspieler
- Boschmann, Daniel (* 1980), deutscher ModeratorDaniel Boschmann (* 1980)

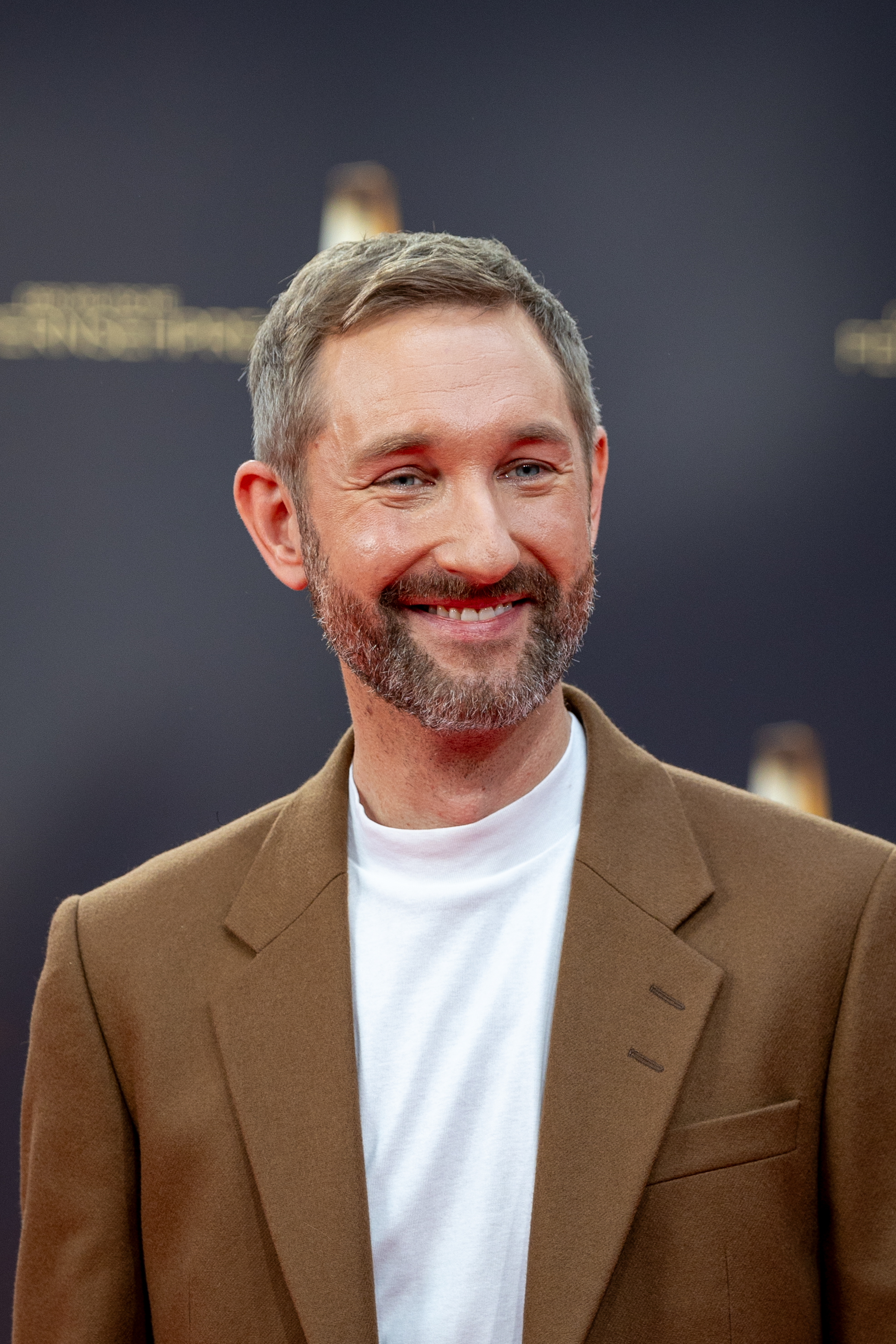
Daniel Boschmann (* 1980)

- Boschmann, Friedrich (1903–1965), deutscher Politiker (NSDAP, SRP), MdR und SA-Führer
- Boschmann, Werner (* 1950), deutscher Autor und Verleger
- Boschnjak, Nikolai Konstantinowitsch (1830–1899), russischer Marine-Offizier und Entdecker
- Boscho, Domenico († 1721), italienischer Stuckateur
- Boschtschuk, Wolodymyr (* 1982), ukrainischer Skispringer
- Boschulte, Laura (1896–1980), deutsche Politikerin (SPD), MdL
- Boschung, Bruno (* 1963), Schweizer Politiker (CVP)
- Boschung, Dietrich (* 1956), Schweizer Archäologe
- Boschung, Franz (1868–1938), Schweizer Landwirt und Politiker
- Boschung, Noah (* 2001), Schweizer Unihockeyspieler
- Boschung, Peter (1912–1999), Schweizer Mediziner, Mundart-Schriftsteller und Kulturpolitiker
- Boschung, Ralph (* 1997), Schweizer Automobilrennfahrer
- Boschung, Urs (* 1946), Schweizer Medizinhistoriker
- Boschvogel, F. R. (1902–1994), flämischer Schriftsteller
- Boschwitz, Rudy (* 1930), US-amerikanischer Unternehmer und Politiker (Republikaner)
- Boschwitz, Ulrich A. (1915–1942), deutscher Schriftsteller
- Bosco Cárceres, João (1972–2022), osttimoresischer Politiker und Unabhängigkeitsaktivist
- Bosco, Anthony Gerard (1927–2013), US-amerikanischer Geistlicher, römisch-katholischer Bischof von Greensburg
- Bosco, Bartolomeo (1793–1863), italienischer Zauberkünstler
- Bosco, Don (1815–1888), italienischer katholischer Priester, Jugendseelsorger und OrdensgründerDon Bosco (1815–1888)

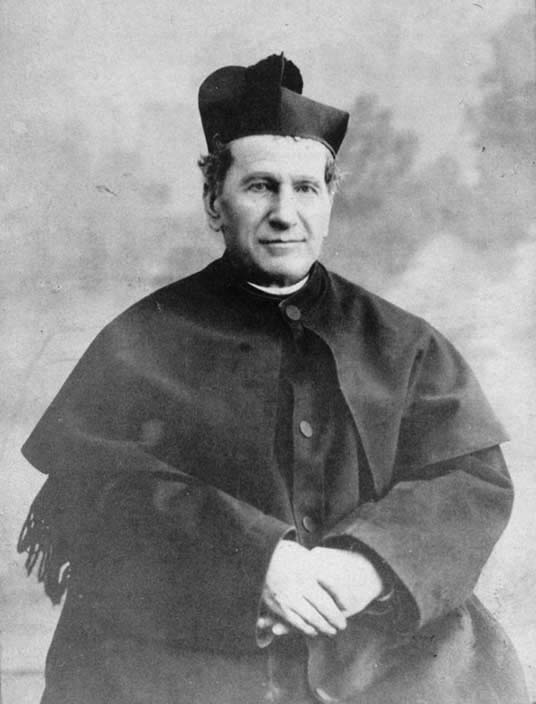
Don Bosco (1815–1888)

- Bosco, Douglas H. (* 1946), US-amerikanischer Politiker
- Bosco, Eugenia (* 1997), argentinische Regattaseglerin
- Bosco, Giacinto (1905–1997), italienischer Politiker und Jurist
- Bosco, Gianfabio (1936–2010), italienischer Komiker und Schauspieler
- Bosco, Giorgio (* 1932), italienischer Diplomat im Ruhestand
- Bosco, Henri (1888–1976), französischer Schriftsteller
- Bosco, João (* 1946), brasilianischer Komponist, Sänger und Gitarrist
- Bosco, Juan (* 1935), mexikanischer Fußballspieler
- Bosco, Léa, französische Schauspielerin
- Bosco, Mauro (* 1938), italienischer Schauspieler
- Bosco, Monique (1927–2007), franko-kanadische Dichterin, Schriftstellerin, Journalistin und Hochschullehrerin
- Bosco, Philip (1930–2018), US-amerikanischer Schauspieler
- Bosco, Silvina (1966–2019), argentinische Schauspielerin
- Bosco, Teresio (1931–2019), italienischer Ordenspriester, Autor und Journalist
- Boscoli, Andrea (1550–1606), italienischer Maler
- Boscono, Mariacarla (* 1980), italienisches Fotomodell
- Boscoop, Cornelis († 1573), franko-flämischer Komponist, Sänger und Organist der Renaissance
- Boscoscuro, Martina (* 1988), italienische Volleyballspielerin
- Boscovits, Fritz (1871–1965), Schweizer Maler, Karikaturist und Graphiker

### Bose
- Bose, Schweizer Basketballspielerin
- Böse Fuchs (* 1995), deutsche Multiinstrumentalistin, Musikproduzentin, Shouterin und TongestalterinBöse Fuchs (* 1995)

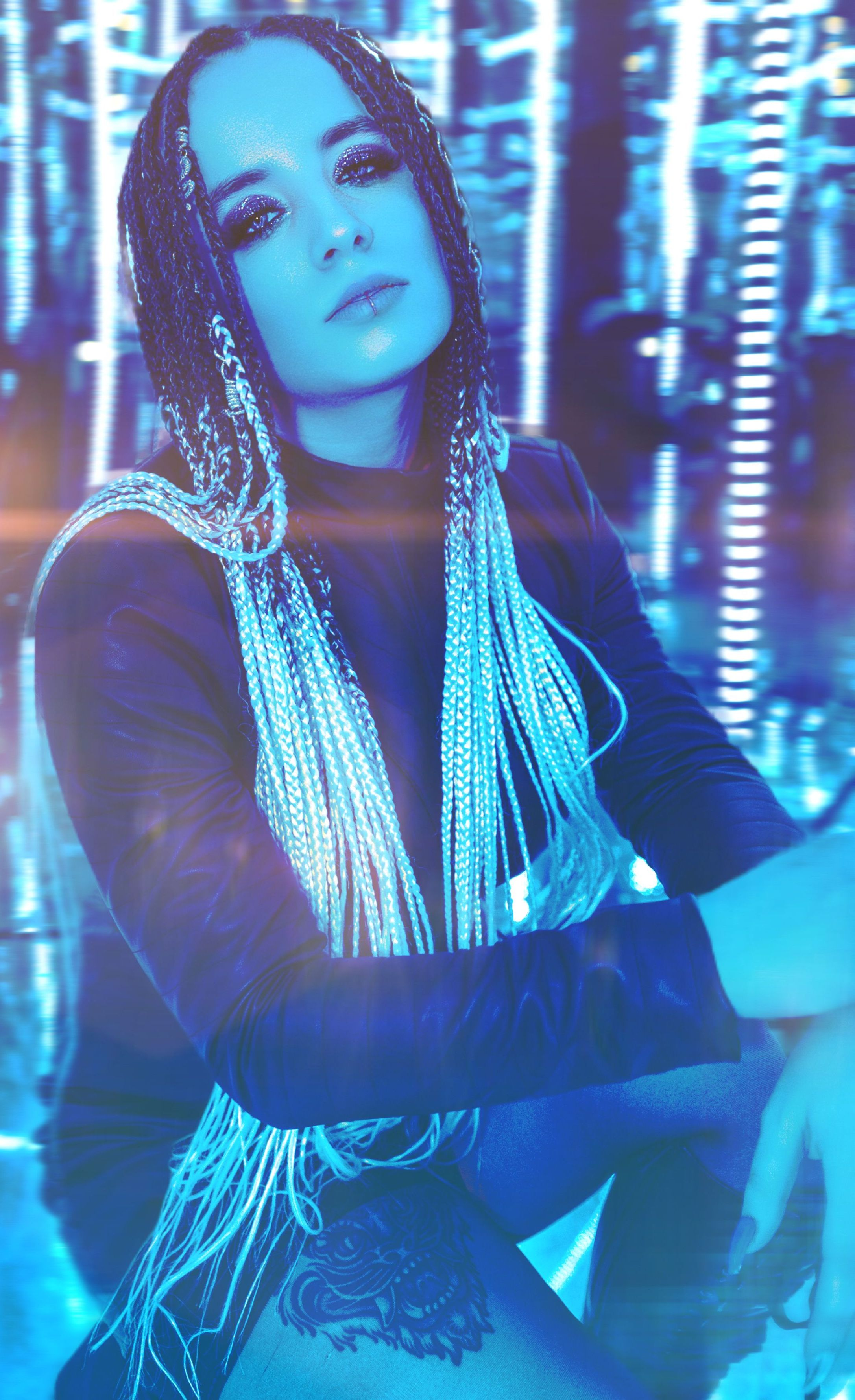
Böse Fuchs (* 1995)

- Bose, Adam Heinrich (1667–1749), königlich-polnischer General der Infanterie, Gouverneur von Wittenberg
- Bose, Adolph Heinrich (1734–1797), kursächsischer Kammerherr, Hofmarschall der KurfürstinHofbeamter und Rittergutsbesitzer
- Bose, Amar G. (1929–2013), US-amerikanischer Elektroingenieur und Gründer der Bose Corporation
- Bose, Arthur von (1838–1898), sächsischer Amtshauptmann
- Bose, August von (1787–1862), königlich-sächsischer wirklicher Geheimer Rat und Hofmarschall
- Bosé, Bimba (1975–2017), spanische Schauspielerin, Sängerin und Fotomodell
- Bose, Buddhadeva (1908–1974), indischer Dichter, Dramatiker, Romancier, Kritiker, Journalist und Universitätslehrer
- Bose, Carl August von (1814–1887), Geheimer Rat und Naturwissenschaftler
- Bose, Carl Fedor von (1856–1919), deutscher kaiserlicher Regierungsrat, Mitglied der Generaldirektion der Reichseisenbahnen im Reichsland Elsaß-Lothringen
- Bose, Carl Johann Haubold von (1704–1777), kurhessischer General der Infanterie, Staatsminister und Gouverneur von Kassel
- Bose, Carl Melchior (1681–1741), Domherr des Hochstifts Merseburg
- Bose, Carol (1596–1657), kursächsischer Oberst, Amtshauptmann und Rittergutsbesitzer
- Bose, Caspar (1645–1700), deutscher Handels- und Ratsherr
- Böse, Christian (1674–1760), deutscher Oberfaktor, Hütteninspektor, Kirchenpatron und Königlich Großbritannischer und Kurfürstlich Braunschweig-Lüneburgischer Oberamtmann
- Bose, Christoph Dietrich der Ältere (1628–1708), Gutsbesitzer und königlich-polnischer und kursächsischer Geheimer Rat
- Bose, Christoph Dietrich der Jüngere (1664–1741), Reichspfennigmeister und wirklicher Geheimer Rat
- Bose, Curt von (1808–1884), deutscher Jurist, Bibliothekar, Numismatiker und Hofrat
- Bose, Debaki (1898–1971), indischer Filmregisseur und Drehbuchautor
- Böse, Emil (1868–1927), deutscher Geologe
- Böse, Ernst (1868–1949), deutscher Marine-Generalstabsarzt der Reichsmarine
- Böse, Ernst (1901–1962), deutscher Politiker (KPD, SPD), Direktor der Hamburger Polizeifachschule
- Bose, Ernst Gottlob (1723–1788), deutscher Botaniker und Mediziner
- Bose, Ewald (1880–1943), deutscher Verwaltungsjurist
- Böse, Frank (* 1969), deutscher Fußballspieler
- Bose, Friedrich Carl von (1737–1764), deutscher Domherr
- Bose, Friedrich von (1822–1890), deutscher Kammerherr und Theaterintendant
- Bose, Friedrich Wilhelm August Carl von (1753–1809), kursächsischer Minister, Wirklicher Geheimer Rat und Oberhofmarschall
- Böse, Fritz (1886–1959), deutscher Architekt, Baubeamter, Bauforscher und Fotograf
- Bose, Fritz (1906–1975), deutscher Musikethnologe
- Bose, Fritz von (1865–1945), deutscher Komponist
- Bose, Georg (1650–1700), deutscher Handels- und Leipziger Ratsherr
- Bose, Georg Heinrich (1682–1731), deutscher Handelsherr und der Namensgeber des Bosehauses in Leipzig
- Bose, Georg Matthias (1710–1761), deutscher Physiker und Astronom
- Bose, Gottfried Christian (1619–1671), deutscher lutherischer Theologe
- Bose, Günter Karl (* 1951), deutscher Gestalter, Herausgeber, Autor und Verleger
- Böse, Hans (1929–1978), deutscher Ringer
- Bose, Hans-Jürgen von (* 1953), deutscher KomponistHans-Jürgen von Bose (* 1953)

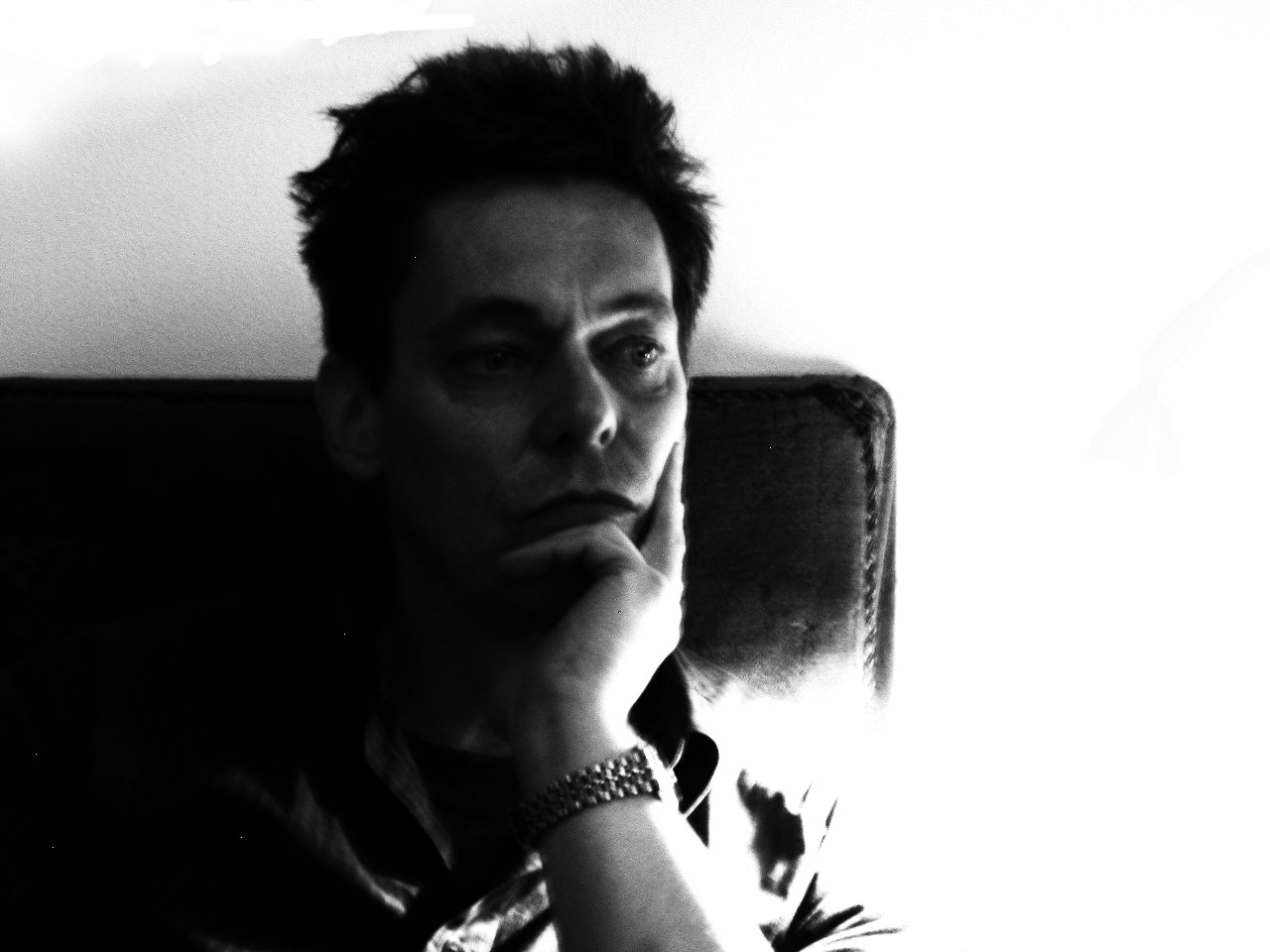
Hans-Jürgen von Bose (* 1953)

- Böse, Harald (* 1945), deutscher Biathlontrainer, inoffizieller Mitarbeiter der DDR-Staatssicherheit
- Bose, Harald von (* 1955), deutscher Datenschutzexperte
- Böse, Heinrich (1783–1867), deutscher Kaufmann und Offizier
- Böse, Heinrich (1889–1968), deutscher Lehrer und Abgeordneter (SPD)
- Bose, Herbert von (1893–1934), deutscher Offizier, Nachrichtendienstler, Staatsbeamter und Widerstandskämpfer gegen den NationalsozialismusHerbert von Bose (1893–1934)

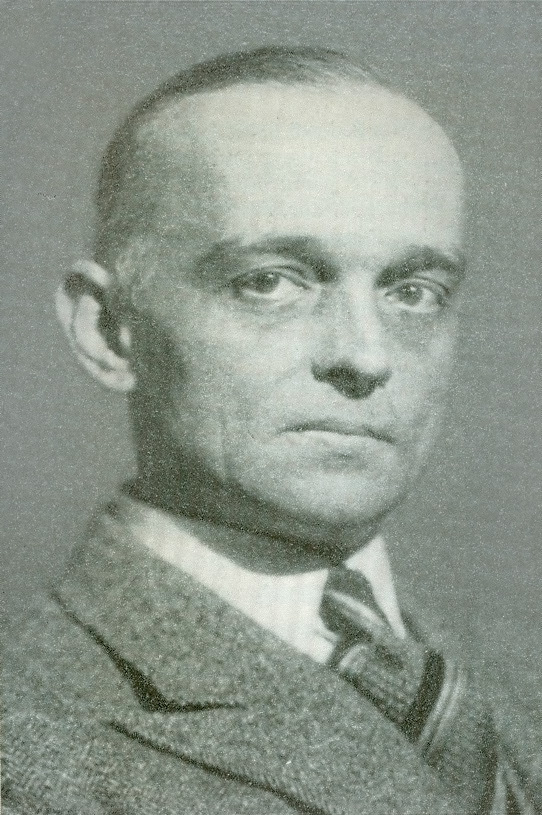
Herbert von Bose (1893–1934)

- Böse, Hermann (1870–1943), Musiklehrer, Dirigent und Widerstandskämpfer gegen den Nationalsozialismus
- Bose, Hugo von (1808–1856), deutscher Geograph und Statistiker
- Bose, Jagadish Chandra (1858–1937), indischer Physiker und Botaniker
- Bose, Jens-Andrees (* 1944), deutscher Dirigent
- Bose, Jobst Hilmar von (1897–1949), deutscher Oberst
- Böse, Johann (1739–1804), deutscher Zuckerfabrikant in Bremen
- Bose, Johann Andreas (1626–1674), deutscher Historiker und Philologe
- Bose, Johann Balthasar (1658–1712), Dompropst des Hochstifts Meißen und Oberhofmeister der Königin von Polen
- Böse, Johann Carl (1802–1870), deutscher Jurist und Senator der Hansestadt Lübeck
- Bose, Johann Friedrich Carl von (1685–1728), deutscher Jurist und Domherr
- Böse, Johann Georg († 1700), deutscher lutherischer Theologe
- Bose, Johann II. († 1463), Bischof von Merseburg
- Böse, Johannes (1879–1955), deutscher Pädagoge
- Bose, Julius von (1809–1894), preußischer General der Infanterie
- Böse, Karl (1940–2013), deutscher Politiker (SPD), MdL
- Bose, Karl August Joseph Friedrich von (1763–1826), königlich-sächsischer Generalmajor und später preußischer Generalleutnant
- Bose, Karl Ernst von (1726–1789), preußischer Generalmajor, Chef des Garnisonsregiments Nr. 1
- Bose, Karl Friedrich Wichmann von (1769–1839), preußischer Generalmajor und Brigadier der 4. Gendarmerie-Brigade
- Böse, Karl Gottfried (1828–1886), deutscher Lehrer und Autor
- Bose, Karl von (1784–1844), Oberhofmarschall und Intendant des Hoftheaters Wiesbaden
- Bose, Klaus (* 1940), deutscher Maler, Zeichner und Grafiker
- Böse, Konrad (1852–1938), deutscher Zeichner und Maler
- Böse, Kristin (* 1973), deutsche Kunsthistorikerin und Hochschullehrerin
- Böse, Kuno (* 1949), deutscher Historiker und Politiker (FDP, später CDU)
- Bose, Louise von (1813–1883), deutsche Förderin von Kunst und Wissenschaft
- Bosè, Lucia (1931–2020), italienische Schauspielerin
- Böse, Luisa (* 1999), deutsche Schauspielerin
- Böse, Martin (* 1969), deutscher Rechtswissenschaftler
- Bosé, Miguel (* 1956), spanischer Sänger und SchauspielerMiguel Bosé (* 1956)

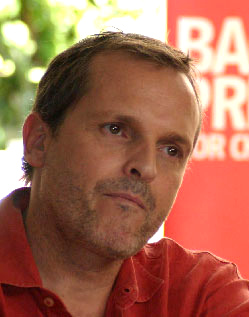
Miguel Bosé (* 1956)

- Böse, Oskar (1924–2016), deutscher Vertriebenenfunktionär
- Bose, Priyanka (* 1982), indische Schauspielerin
- Bose, Rahul (* 1967), indischer Filmschauspieler, Autor und Regisseur
- Bose, Raj Chandra (1901–1987), indischer Mathematiker und Statistiker
- Bose, Reshmi (* 1986), indische Leichtathletin
- Böse, Roland (* 1947), deutscher Ruderer
- Bose, Satyendranath (1894–1974), indischer Physiker
- Bose, Shyamal (* 1961), indischer Geistlicher und römisch-katholischer Bischof von Baruipur
- Bose, Sterling (1906–1958), US-amerikanischer Jazzmusiker
- Bose, Subhash Chandra (1897–1945), Führer der indischen UnabhängigkeitsbewegungSubhash Chandra Bose (1897–1945)

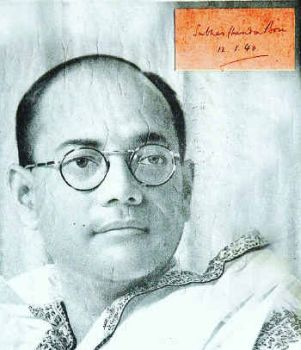
Subhash Chandra Bose (1897–1945)

- Bose, Thilo von (1880–1934), preußischer Offizier und Autor
- Böse, Wilfried (1949–1976), deutscher Terrorist
- Böse, Wilhelm (1883–1944), deutscher Widerstandskämpfer gegen das NS-Regime
- Bose, Wolf Dietrich († 1734), sachsen-merseburgischer Geheimer Rat, Vizekanzler und Rittergutsbesitzer
- Bose-Pfaff, Anita (* 1942), deutsche Politikerin (SPD), Hochschullehrerin
- Bösebeck, Werner, deutscher Tischtennisspieler
- Boseck, Helmut (1931–2012), deutscher Mathematiker
- Boseck, Karl-Heinz (* 1915), deutscher Mathematiker
- Bosek, Peter (* 1968), österreichischer Bankmanager
- Bosek-Kienast, Karl (1895–1983), österreichischer Schriftsteller und Lehrer
- Boseka, Pilar Buepoyo, äquatorialguineische Politikerin
- Böseke, Harry (1950–2015), deutscher Schriftsteller
- Bosel, Bischof von Worcester
- Bösel, Albert (1834–1920), deutscher Botaniker und Schulrektor
- Bösel, Benedikt (* 1984), deutscher Unternehmer, Autor
- Bösel, Dominic (* 1989), deutscher Boxer
- Bösel, Philipp J. (* 1961), deutscher Fotograf und Grafikdesigner
- Bösel, Rainer Maria (* 1944), österreichisch-deutscher Hirnforscher
- Bösel, Sebastian (* 1994), deutscher Fußballspieler
- Bosel, Siegmund (* 1893), Großkaufmann, Bankier und BörsenspekulantSiegmund Bosel (* 1893)

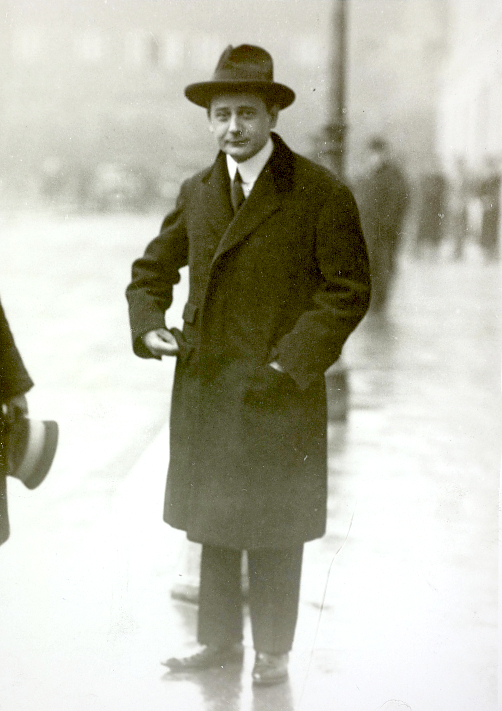
Siegmund Bosel (* 1893)

- Böselager, Caspar von (1687–1758), Abt von Corvey
- Boselli, Élisabeth (1914–2005), französische Militär- und Zivilpilotin
- Boselli, Enrico (* 1957), italienischer Politiker
- Boselli, Felice (1650–1732), italienischer Maler
- Boselli, Juan (* 1994), uruguayischer Fußballspieler
- Boselli, Juan Manuel (* 1999), uruguayischer Fußballspieler
- Boselli, Mauro (* 1985), argentinischer Fußballspieler
- Boselli, Paolo (1838–1932), italienischer Politiker, Mitglied der Camera
- Boselli, Pietro (* 1988), italienischer Ingenieur, ehemaliger Mathematikdozent und Model
- Boselli, Tony (* 1972), US-amerikanischer American-Football-Spieler
- Boselmann, Helmut (1948–2007), österreichischer Künstler
- Boseman, Chadwick (1976–2020), US-amerikanischer SchauspielerChadwick Boseman (1976–2020)

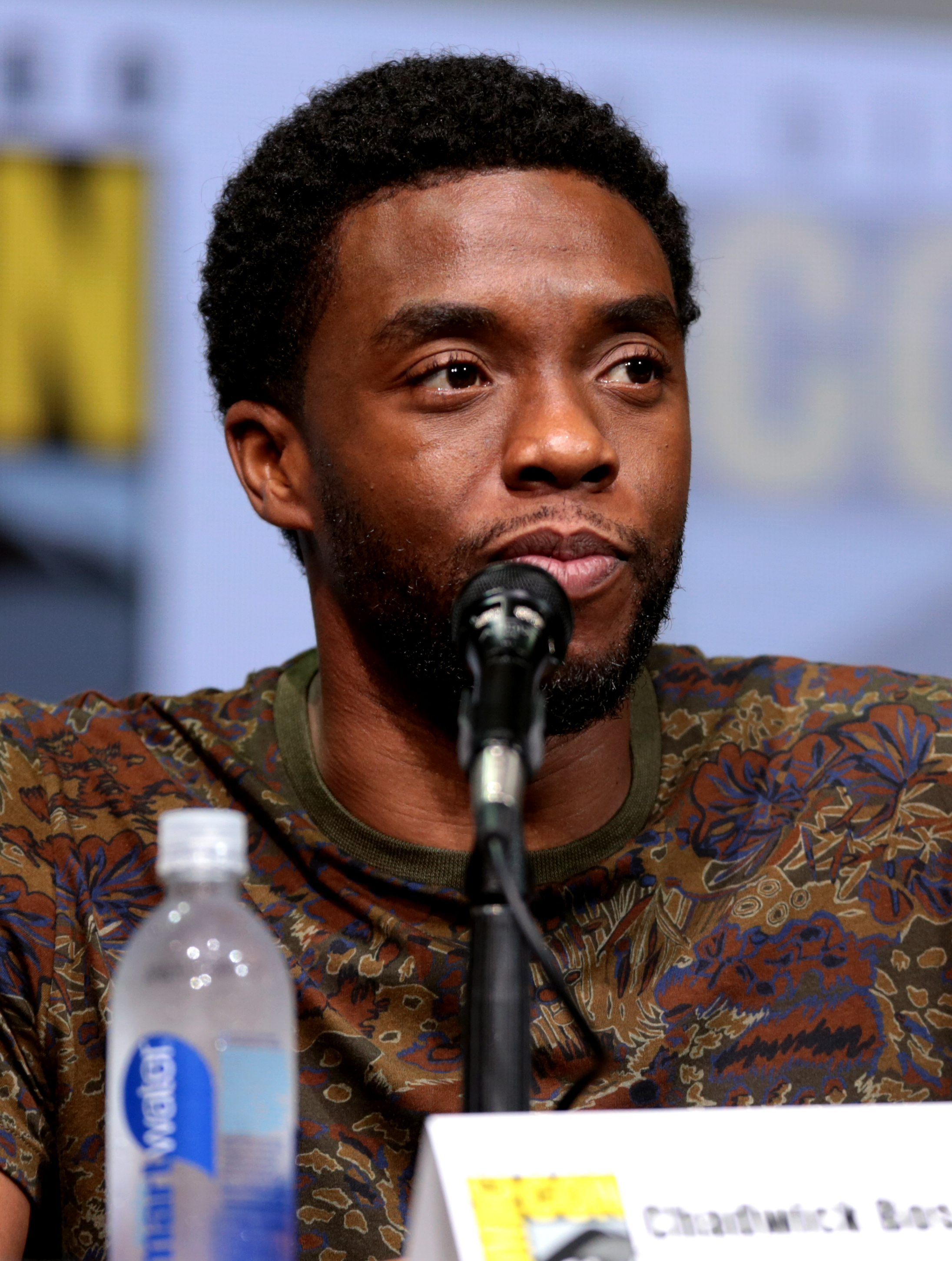
Chadwick Boseman (1976–2020)

- Bösen, Willibald (* 1938), deutscher Theologe
- Bösenberg, Friedrich Wilhelm (1841–1903), deutscher Kaufmann und Amateurarachnologe
- Bösenberg, Heinrich (1745–1828), deutscher Theaterschauspieler, Komiker, Sänger und Bühnenautor
- Bösenberg, Max (1847–1918), deutscher Architekt
- Bösenberg, Peter (* 1970), deutscher Fotograf, Drehbuchautor und Regisseur
- Bösendorfer, Ignaz (1794–1859), österreichischer InstrumentenbauerIgnaz Bösendorfer (1794–1859)

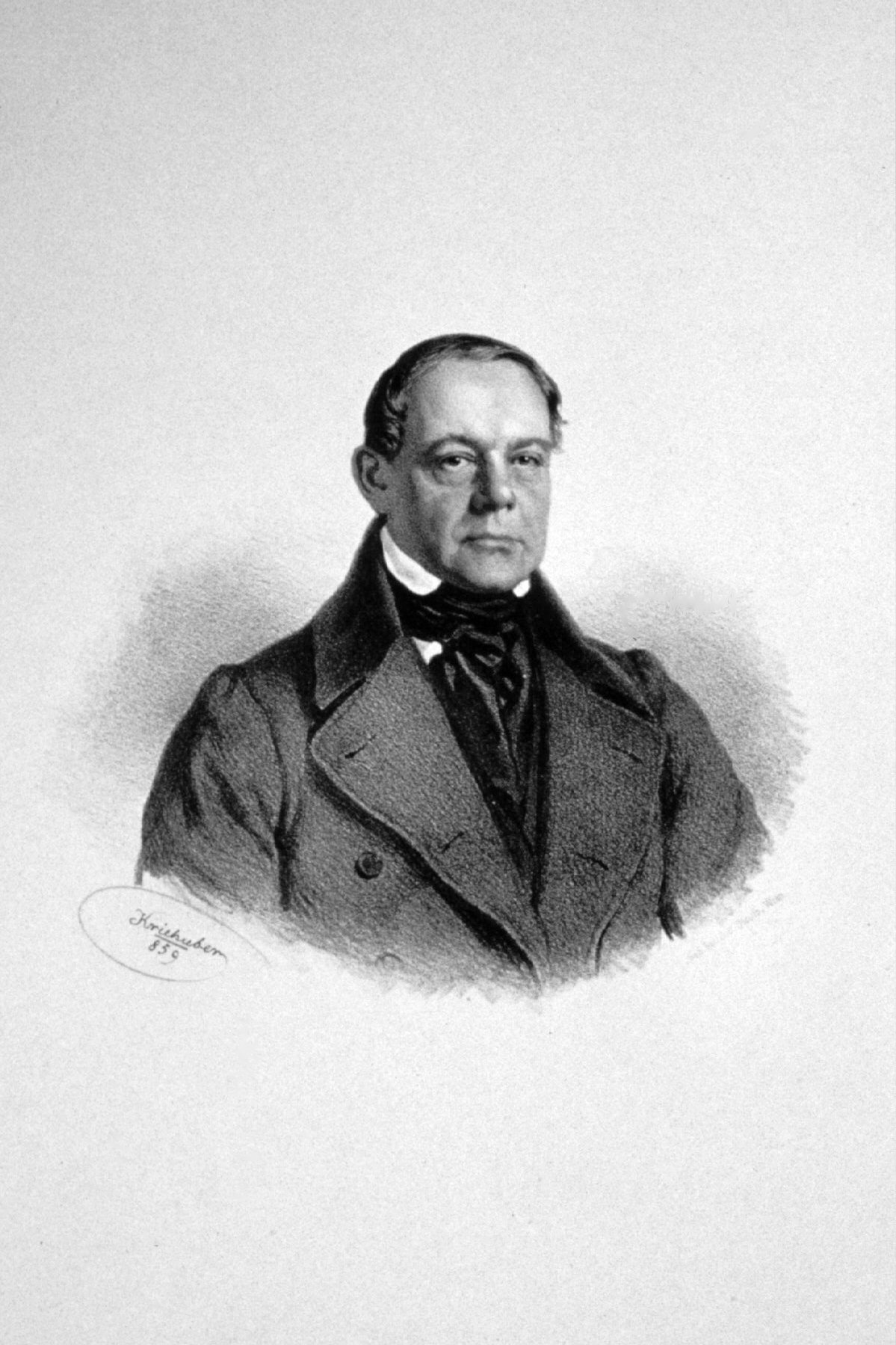
Ignaz Bösendorfer (1794–1859)

- Bösendorfer, Ludwig (1835–1919), österreichischer Instrumentenbauer
- Bosenius, Ellen (1915–1995), deutsche Sängerin und Hochschulprofessorin für Gesang
- Bosenius, Rudolf (1888–1960), deutscher Pionier der Luftfahrt
- Bosenius, Stephan (* 1976), deutscher Hörspielproduzent, Autor, Herausgeber und Geschäftsführer
- Boser, Friedrich (1809–1881), deutscher Genre- und Porträtmaler der Düsseldorfer Schule
- Böser, Jakob (1875–1951), deutscher Heimatforscher und Lehrer
- Boser, Patricia (* 1967), Schweizer Moderatorin
- Boser, Petronella (1910–1994), deutsche Mezzosopranistin
- Boser, Sandra (* 1976), deutsche Politikerin (Bündnis 90/Die Grünen), MdL
- Boserup, Caroline (* 1969), dänische Journalistin
- Boserup, Ester (1910–1999), dänische Agrarökonomin
- Boserup, Julia (* 1991), US-amerikanische Tennisspielerin
- Boseto, Leslie (* 1933), salomonischer Geistlicher und Politiker, Abgeordneter und Minister
- Bosetti, Alessandro (* 1973), italienischer Performance-Künstler, Komponist und Jazzsaxophonist
- Bosetti, Giulio (1930–2009), italienischer Schauspieler und Theaterregisseur
- Bosetti, Hermine (1875–1936), österreichische Opernsängerin (Koloratursopran) und Gesangspädagogin
- Bosetti, Romeo (1879–1948), italienisch-französischer Akrobat, Schauspieler, Filmregisseur, Drehbuchautor und Filmproduzent
- Bosetti, Sarah (* 1984), deutsche Autorin, Satirikerin, Bühnenliteratin, Komikerin und ModeratorinSarah Bosetti (* 1984)
- Bosetus, Zinngießer

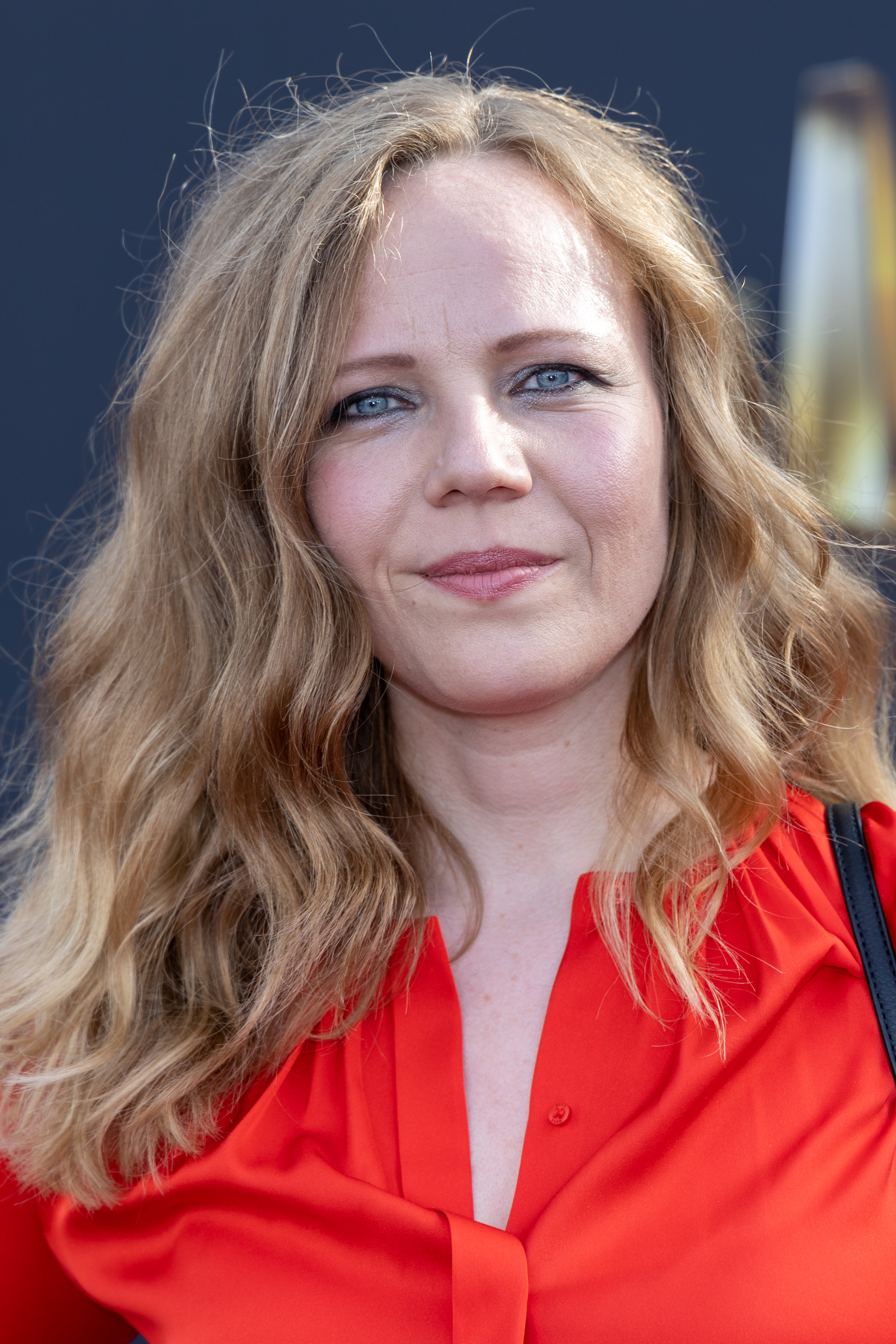
Sarah Bosetti (* 1984)

- Bosetzky, Horst (1938–2018), deutscher Soziologe und Schriftsteller
- Bösewiel, Johann († 1755), deutscher Autor und Amtsvogt der Vogtei Uetersen

### Bosg
- Boşgezenyan, Artin (1861–1923), osmanisch-armenischer Parlamentsabgeordneter
- Bosgraaf, Erik (* 1980), niederländischer Blockflötist und Musikologe

### Bosh
- Bosh (* 1992), französischer Rapper und Schauspieler
- Bosh, Chris (* 1984), US-amerikanischer Basketballspieler
- Boshab, Évariste (* 1956), kongolesischer Politiker, stellv. Premierminister, Innen- und Sicherheitsminister der Demokratischen Republik Kongo
- Boshart, Wilhelm (1815–1878), deutscher Landschaftsmaler
- Bosher, Matt (* 1987), US-amerikanischer American-Football-Spieler
- Bösherz, Konrad (* 1983), deutscher Synchronsprecher und SchauspielerKonrad Bösherz (* 1983)

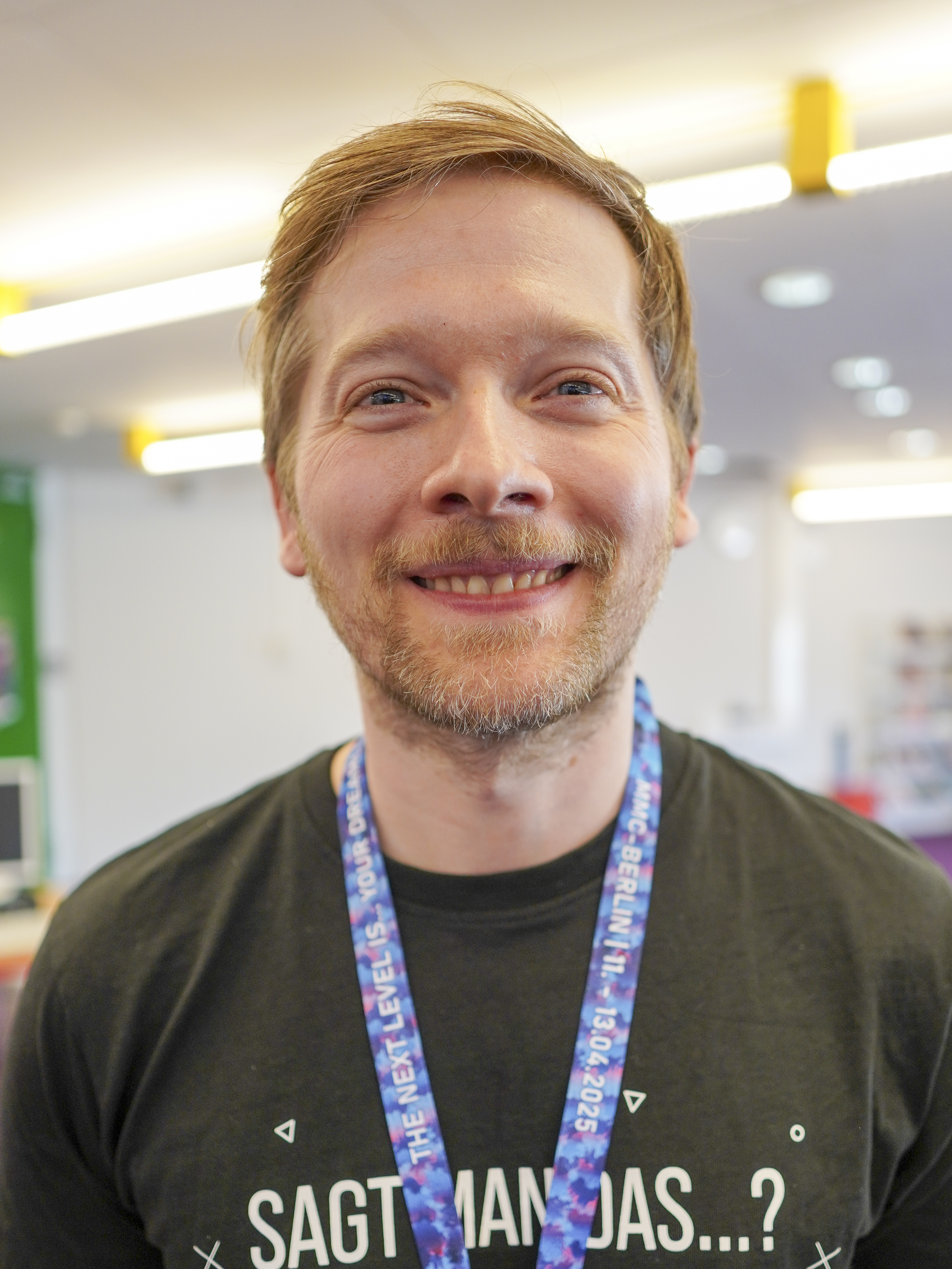
Konrad Bösherz (* 1983)

- Boshinow, Alexandyr (1878–1968), bulgarischer Maler
- Boshnak, Aliya (* 2000), jordanische Sprinterin
- Boshof, Egon (* 1937), deutscher Historiker
- Boshoff, Delina (* 1956), südafrikanische Tennisspielerin

### Bosi
- Bosi, Alfredo (1936–2021), brasilianischer Hochschulprofessor, Literaturwissenschaftler und -kritiker
- Bosi, Stefano (* 1954), italienischer Tischtennisspieler und -funktionär
- Bosi, William (* 1998), britischer Sportkletterer
- Bosia, Claudio (* 1983), italienischer Freestyle-Skier
- Bosianu, Constantin (1815–1882), rumänischer Politiker und Jurist
- Bosic, Andrea (1919–2012), slowenischer Schauspieler
- Bosić, Mladen (* 1961), bosnisch-herzegowinischer Politiker der Srpska Demokratska Stranka
- Bosier, Roy (1931–2006), Schweizer Schauspieler, Schauspiellehrer und Choreograf
- Bösiger, Beat (* 1970), Schweizer Gemüseproduzent und Politiker (SVP)
- Bösiger, Christian (* 1984), Schweizer Badmintonspieler
- Bösiger, Johannes (* 1962), deutscher Drehbuchautor und Filmproduzent
- Bösiger, Paul (1929–1977), Schweizer SchauspielerPaul Bösiger (1929–1977)

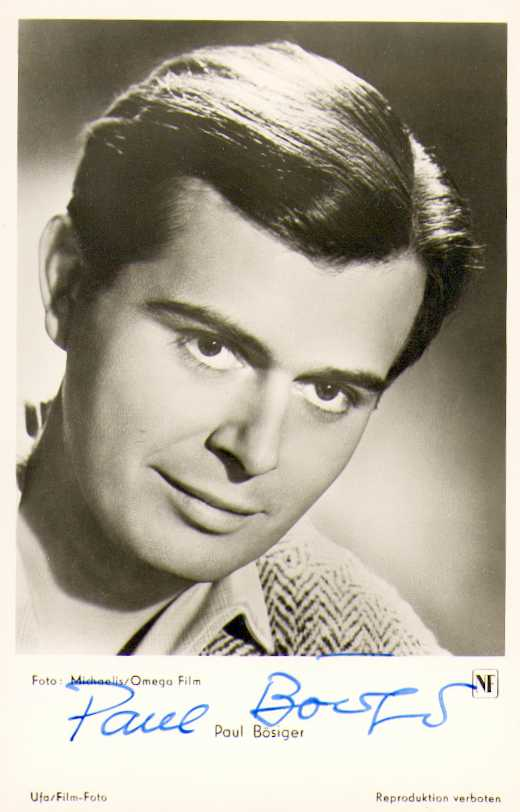
Paul Bösiger (1929–1977)

- Bösiger, Walter (1878–1960), Schweizer Architekt und Politiker
- Bösigk, Franz Ludwig (1830–1880), deutscher Bibliothekar und Autor
- Bosilek, Ran (1886–1958), bulgarischer Schriftsteller
- Bösing, Horst (* 1954), deutscher Musiker, Komponist, Produzent, Sound Designer, Keyboarder und Diplom-Biologe
- Bösing, Kai-David (* 1994), deutscher Fußballspieler
- Bösing, Laurenz (1933–2024), deutscher Altphilologe und Bibliothekar
- Bösing, Lothar (* 1952), deutscher Pädagoge und Basketballfunktionär
- Bösing, Wilhelm (1902–1949), deutscher Politiker (NSDAP), MdR
- Bösinger, Rolf (* 1966), deutscher politischer Beamter (SPD)
- Bosingwa, José (* 1982), portugiesischer Fußballspieler
- Bosinski, Gerhard (1911–1985), deutscher evangelischer Theologe
- Bosinski, Gerhard (* 1937), deutscher Prähistoriker und Museumsleiter
- Bosinski, Hannelore (1938–2007), deutsche Prähistorikerin
- Bosinski, Hartmut A. G. (* 1956), deutscher Sexualmediziner und Psychotherapeut
- Bosinski, Ilse, deutsche Autorin
- Bosio, Antonio († 1629), italienischer Christlicher Archäologe
- Bosio, Bartolomeo di, Landschaftsbaumeister und Architekt
- Bosio, François Joseph (1768–1845), französischer Bildhauer
- Bosio, Gherardo (1903–1941), italienischer Architekt, Ingenieur und Stadtplaner
- Bosio, Harald (1906–1980), österreichischer Skilangläufer, Skispringer und Nordischer Kombinierer
- Bosio, Maria (* 1942), italienische Filmregisseurin und Drehbuchautorin
- Bosio, Rory (* 1984), US-amerikanische Berg- und Ultramarathonläuferin
- Bosio, Tommaso († 1539), italienischer Geistlicher und Bischof von Malta
- Bosio, Victoria (* 1994), argentinische Tennisspielerin
- Bosisio, Gabriele (* 1980), italienischer Radrennfahrer
- Bosisio, Liù (* 1936), italienische Schauspielerin und Synchronsprecherin
- Bosisio, Lorenzo (* 1944), italienischer Radrennfahrer
- Bosísio, Paulo (1900–1985), brasilianischer Admiral, Marineminister
- Bositxonova, Elmira (* 1958), usbekische Ärztin, Staatsmännin und Politikerin Usbekistans

### Bosk
- Boskamp, Hans (1932–2011), niederländischer Fußballspieler und Schauspieler
- Boskamp, Johan (* 1948), niederländischer Fußballspieler und -trainer
- Boskamp, Melvin (* 1990), niederländischer Radrennfahrer
- Böske, Björn Ingmar (* 1991), deutscher Film- und Theaterschauspieler
- Boske, Nadine (* 1986), deutsche Schauspielerin
- Bösken, Franz (1909–1976), deutscher Musikpädagoge und Orgelforscher
- Bösken, Karl (1895–1970), deutscher Politiker der CDU
- Bösken, Lorenz (1891–1967), deutscher Maler
- Bosker, Marcel (* 1997), niederländischer Eisschnellläufer
- Boskin, Michael (* 1945), US-amerikanischer Wirtschaftswissenschaftler, Hochschullehrer, Manager und Unternehmer
- Bosklopper, Stienette (* 1961), niederländische Filmproduzentin und Drehbuchautorin
- Bosko, Oswald (1907–1944), österreichischer Gerechter unter den Völkern
- Boškov, Vujadin (1931–2014), jugoslawischer Fußballspieler und -trainerVujadin Boškov (1931–2014)

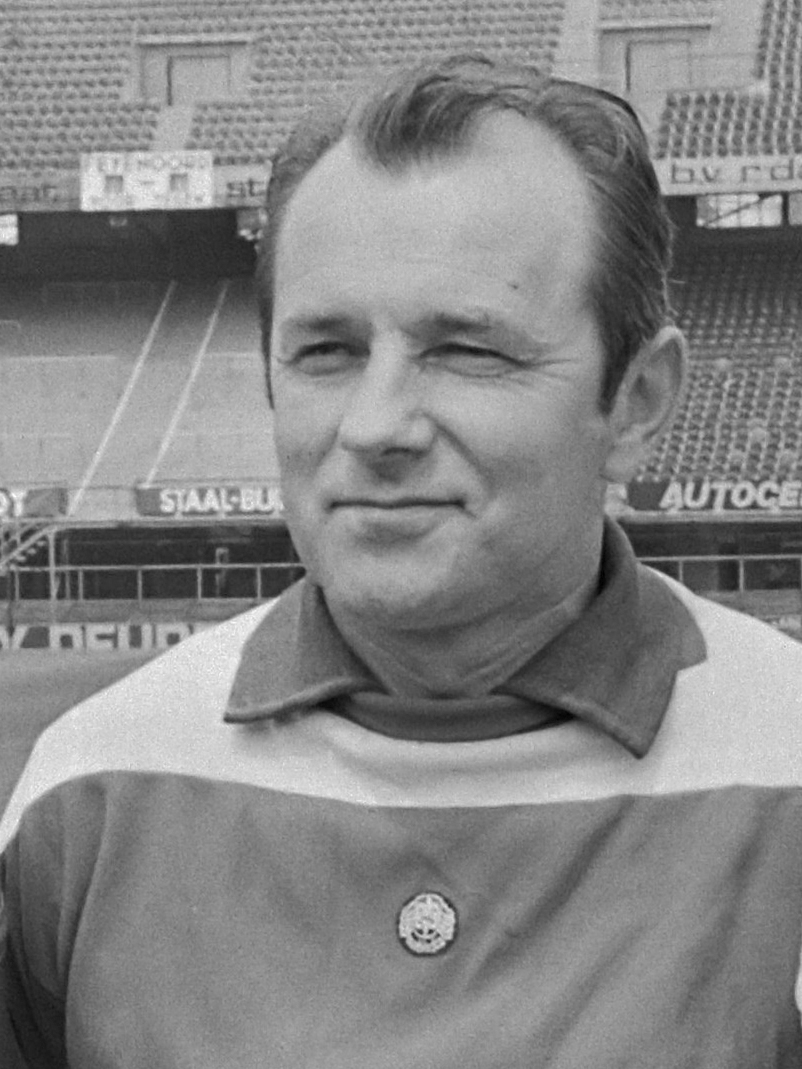
Vujadin Boškov (1931–2014)

- Bošković, Ana (* 2001), montenegrinische Leichtathletin
- Bošković, Branko (* 1980), montenegrinischer Fußballspieler
- Bošković, Danko (* 1982), deutscher Fußballspieler
- Bošković, Dragan (* 1985), montenegrinischer Fußballspieler
- Bošković, Ivan (* 1982), montenegrinischer Fußballspieler
- Bošković, Lea (* 1999), kroatische Tennisspielerin
- Bošković, Luka (* 2006), serbischer Leichtathlet
- Bošković, Miho (* 1983), kroatischer Wasserballspieler
- Bošković, Novak (1989–2019), serbischer Handballspieler
- Bošković, Pavle (* 1998), montenegrinischer E-Sportler
- Bošković, Rugjer Josip (1711–1787), Mathematiker, Physiker und katholischer PriesterRugjer Josip Bošković (1711–1787)

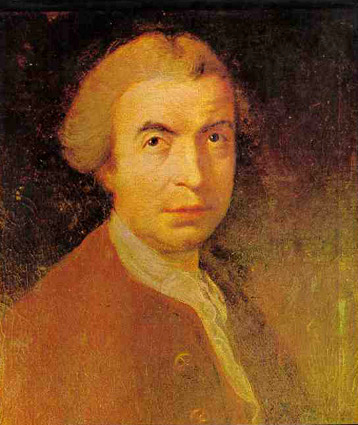
Rugjer Josip Bošković (1711–1787)

- Bošković, Stefan (* 1983), montenegrinischer Schriftsteller, Drehbuchautor, Dramaturg und Hochschullehrer
- Bošković, Stefan (* 1996), serbischer Eishockeyspieler
- Bošković, Tijana (* 1997), serbische Volleyballspielerin
- Boskovitch, Alexander Uriah (1907–1964), israelischer Komponist und Musikpädagoge
- Boskovits, Miklós (1935–2011), ungarisch-italienischer Kunsthistoriker
- Boškovska, Nada (* 1959), jugoslawisch-Schweizer Historikerin sowie Professorin für Osteuropäische Geschichte an der Universität Zürich
- Boskovsky, Willi (1909–1991), österreichischer Violinist und Dirigent
- Boskowitz und Černahora, Anna Maria von († 1625), Fürstin von Liechtenstein
- Boskowitz und Černahora, Tobias von († 1493), mährischer Adliger; Feldhauptmann in ungarischen und habsburgische Diensten

### Bosl
- Bösl, Cara (* 1997), deutsche FußballtorhüterinCara Bösl (* 1997)

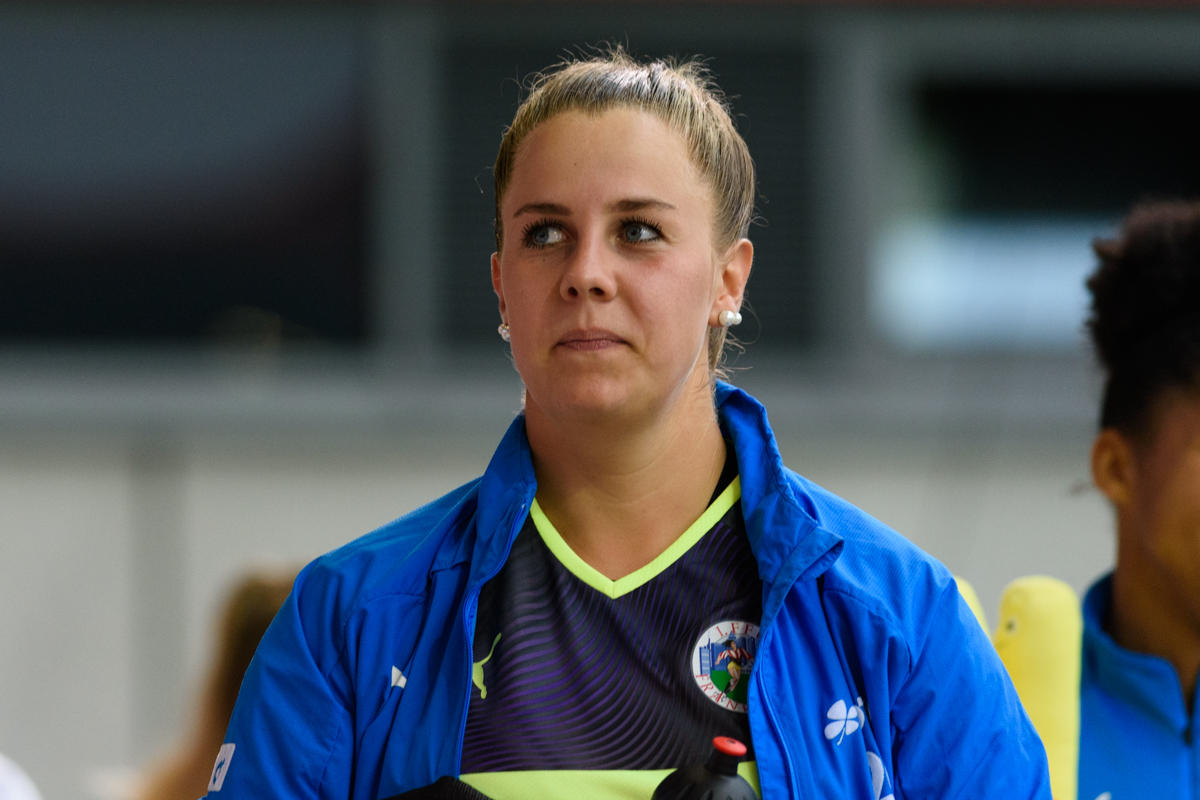
Cara Bösl (* 1997)

- Bösl, Dominik (* 1983), deutscher Manager, Informatiker und Wissenschaftstheoretiker
- Bösl, Eduard (1925–2000), deutscher Missionsbischof
- Bösl, Enrique (* 2004), deutsch-dominikanischer Fußballspieler
- Bosl, Heinz (1946–1975), deutscher Tänzer
- Bosl, Karl (1908–1993), deutscher Historiker
- Bösl, Wolfgang (* 1989), deutscher Nordischer Kombinierer
- Boslak, Vanessa (* 1982), französische Stabhochspringerin
- Bosler, Jakob (1822–1893), deutscher Politiker und württembergischer Landtagsabgeordneter
- Bosler, Jean (1878–1973), französischer Astronom, Astrophysiker und Astrochemiker
- Bosler, Otto (1872–1950), deutscher Gesandter und Ministerialbeamter
- Boslet, Ludwig (1860–1951), deutscher Organist und Komponist
- Bosley, Todd (* 1984), US-amerikanischer Schauspieler
- Bosley, Tom (1927–2010), US-amerikanischer Schauspieler
- Boslough, Mark, US-amerikanischer Physiker
- Boşluk, Arif (* 2003), türkischer Fußballspieler

### Bosm
- Bosma, Javier (* 1969), spanischer Beachvolleyballspieler
- Bosma, Jelle (* 2003), niederländischer Volleyballspieler
- Bosma, Josephine (* 1962), niederländische Kunstkritikerin und Featureautorin
- Bosma, Martin (* 1964), niederländischer Politiker und Journalist
- Bosman, Coco (* 2003), niederländische Tennisspielerin
- Bosman, Herman Charles (1905–1951), südafrikanischer Autor und Journalist
- Bosman, Jean-Marc (* 1964), belgischer Fußballspieler
- Bosman, John (* 1965), niederländischer FußballspielerJohn Bosman (* 1965)

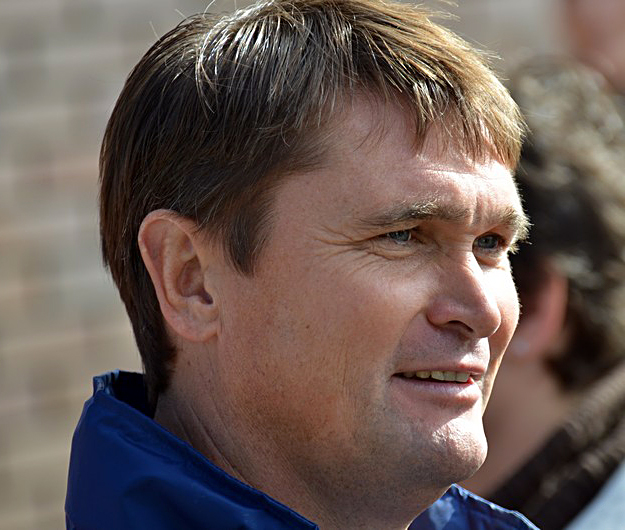
John Bosman (* 1965)

- Bosman, Machiel (* 1972), niederländischer Schriftsteller und Historiker
- Bosman, Piet (1936–2014), niederländischer Fußballschiedsrichter
- Bosman, Rogier (* 1974), niederländischer Jazzmusiker
- Bosman, Willem (* 1672), niederländischer Kaufmann und Autor
- Bosmans, Femke (* 1997), belgische Eishockeyspielerin
- Bosmans, Fernand (1883–1960), belgischer Degenfechter
- Bosmans, Henri (1852–1928), belgischer Jesuit und Mathematikhistoriker
- Bosmans, Henriëtte (1895–1952), niederländische KomponistinHenriëtte Bosmans (1895–1952)

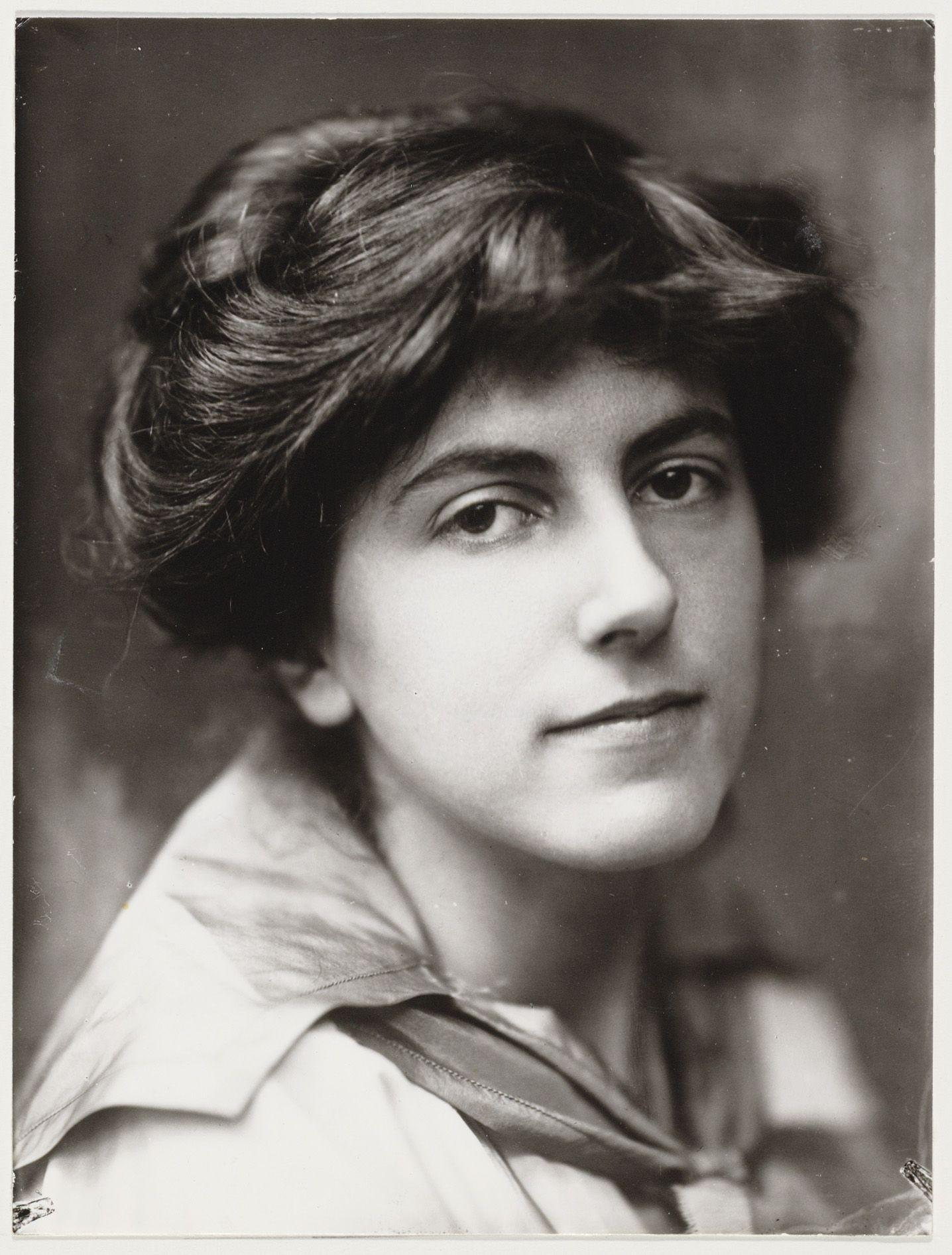
Henriëtte Bosmans (1895–1952)

- Bosmans, Kris (* 1980), belgischer Radsportler
- Bosmans, Phil (1922–2012), belgischer Ordensgeistlicher und Verfasser geistlicher Schriften
- Bosmans, Sandro (* 2001), belgischer Eishockeyspieler
- Bosmans, Wietse (* 1991), belgischer Cyclocrossfahrer
- Bosmediano (* 1948), spanischer Fußballspieler
- Bosmel, Thomas (* 1988), französischer Fußballtorhüter

### Bosn
- Bosnak, Karyn (* 1972), US-amerikanische Schriftstellerin und Fernsehproduzentin
- Bošnakoska, Gordana (* 1940), mazedonische Dichterin
- Bosnar, Davor (* 1966), kroatischer Fußballspieler
- Bosniacki, Sigismund de (1837–1921), polnischer Arzt, Botaniker, Geologe und Paläontologe
- Bosnich, Mark (* 1972), australischer Fußballtorwart
- Bošnjak, Andrija (* 1996), kroatischer Fußballspieler
- Bošnjak, Armin (* 1994), montenegrinischer Fußballspieler
- Bošnjak, Branko (1923–1996), jugoslawischer Philosoph und Professor für Philosophie
- Bosnjak, Denis (* 1997), österreichischer Fußballspieler
- Bošnjak, Dino (* 1994), kroatischer Leichtathlet
- Bošnjak, Džemal (* 1985), bosnischer Boxer
- Bošnjak, Ivan (* 1979), kroatischer Fußballspieler
- Bošnjak, Marko (* 1974), slowenischer Jurist und Richter am Europäischen Gerichtshof für Menschenrechte
- Bošnjak, Marko (* 2004), bosnisch-kroatischer PopsängerMarko Bošnjak (* 2004)

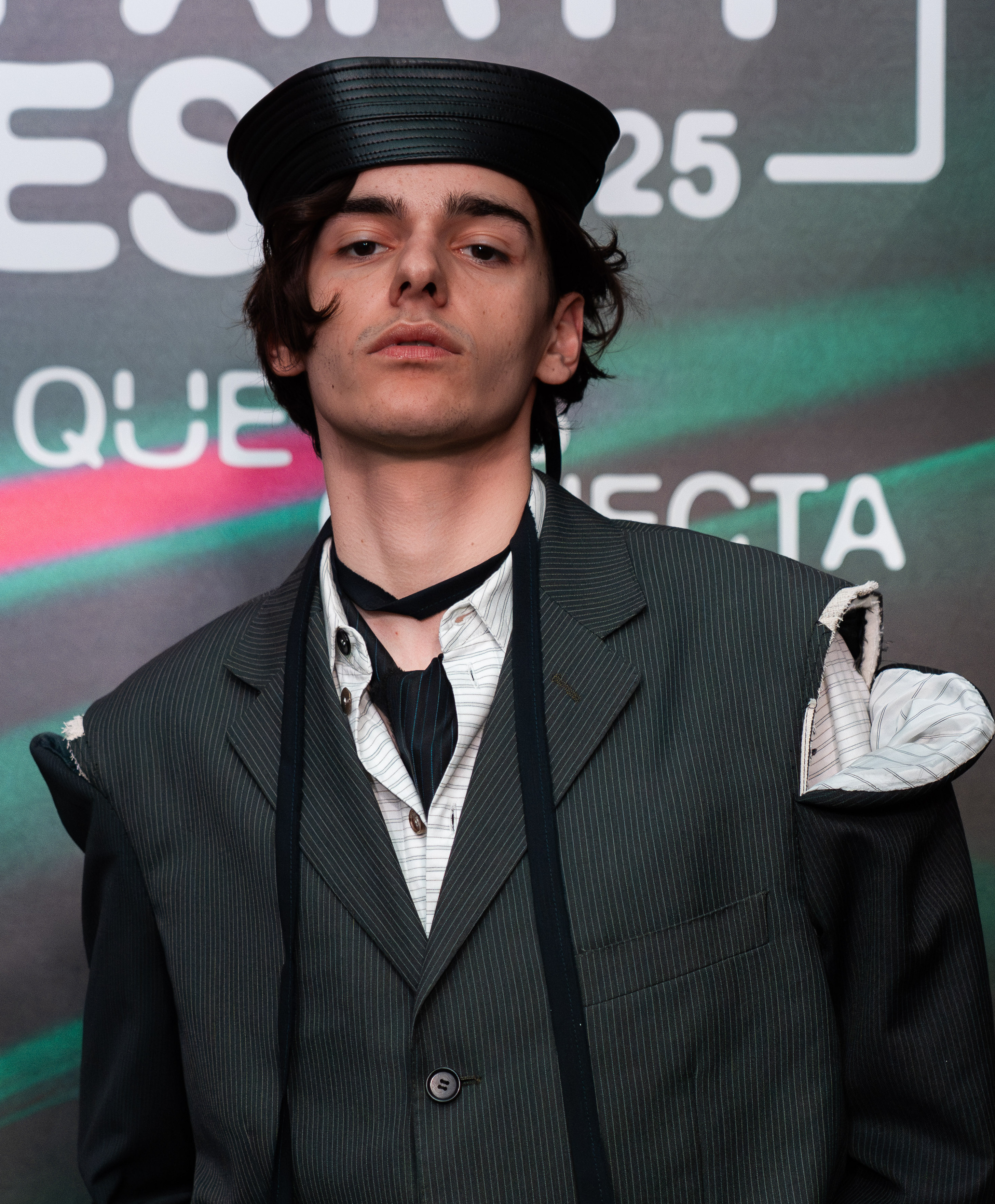
Marko Bošnjak (* 2004)

- Bošnjak, Matea (* 1997), kroatische Fußballspielerin
- Bošnjak, Mia (* 2000), kroatische Handball- und Beachhandballspielerin
- Bosnjak, Michael (* 1971), deutscher Psychologe
- Bošnjaković, Branko (* 1939), niederländisch-kroatischer Physiker
- Bošnjaković, Fran (1902–1993), kroatischer Physiker, der vor allem zu technischer Wärmelehre und Thermodynamik forschte

### Boso
- Boso I. (895–935), Graf von Provence
- Boso II., Graf von Avignon und Graf von Arles
- Boso von Arles, Graf von Arles
- Boso von Lausanne († 927), Bischof von Lausanne
- Boso von Merseburg († 970), Bischof von Merseburg
- Boso von Tuscien, Graf von Avignon, Vaisin und Arles sowie Markgraf von Tuscien
- Boso von Vienne († 887), König von Niederburgund
- Boso, Pionie, Frauenrechtsaktivistin in den Salomonen
- Bosold, Willy (* 1918), deutscher FDGB-Funktionär und Mitglied der Volkskammer der DDR
- Boson I., Stammvater der Grafen von La Marche und Périgord
- Boson II., Graf von La Marche und Périgord
- Boson III. († 1091), Graf von La Marche
- Boson, Matilda (* 1981), schwedische Handballspielerin
- Bosone, Reva Beck (1895–1983), US-amerikanische Politikerin

### Bosp
- Bosporus, Murat (* 1979), deutscher WrestlerMurat Bosporus (* 1979)

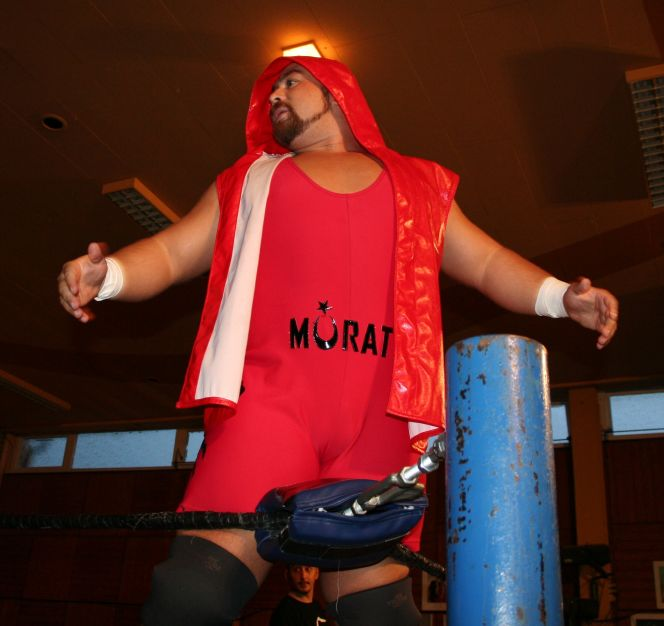
Murat Bosporus (* 1979)

### Bosq
- Bosque, Vicente del (* 1950), spanischer Fußballspieler und -trainerVicente del Bosque (* 1950)

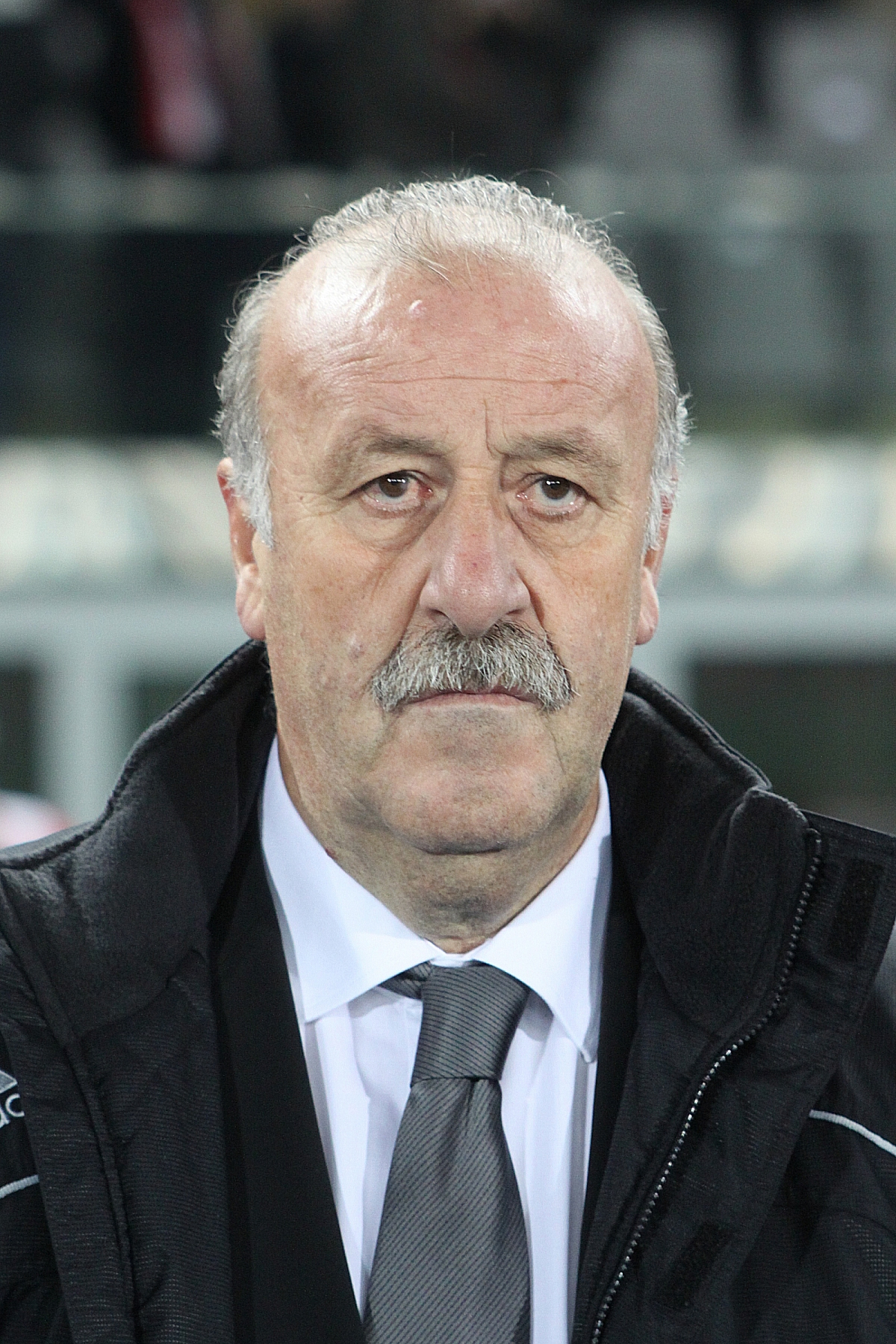
Vicente del Bosque (* 1950)

- Bosques, Gilberto (1892–1995), mexikanischer Diplomat
- Bosquet, Alain (1919–1998), russisch-französischer Dichter, Schriftsteller, Übersetzer und Essayist
- Bosquet, Albert (* 1882), belgischer Sportschütze
- Bosquet, Amélie (1815–1904), französische Schriftstellerin und Feministin
- Bosquet, Gilles (* 1974), französischer Ruderer
- Bosquet, Jean, Romanist und Grammatiker
- Bosquet, Johannes, französischer Komponist, Sänger und Kleriker
- Bosquet, Pierre (1810–1861), französischer General und Marschall von Frankreich
- Bosquet, Sébastien (* 1979), französischer Handballspieler
- Bosquez, David (* 2001), panamaischer Hochspringer
- Bosqui, Michaël (* 1990), französischer Fußballspieler
- Bosquier, Bernard (* 1942), französischer Fußballspieler
- Bosquier, Henriette (1917–1984), französische Politikerin, Mitglied der Nationalversammlung

### Boss
- Boss AC (* 1975), portugiesischer Rapper
- Boss, Alan (* 1951), US-amerikanischer Astrophysiker und Astronom
- Boss, Benjamin (1880–1970), US-amerikanischer Astronom
- Boss, Charlott, deutsche Sängerin
- Boss, Christian (1926–1987), Schweizer Volksmusikant und Komponist
- Boss, Cyrill (* 1974), deutscher Filmregisseur und Drehbuchautor
- Boss, Eduard (1873–1958), Schweizer Maler und Zeichner
- Boss, Frank (* 1961), deutscher Politiker (CDU), MdL
- Bošs, Fridrihs (1887–1950), lettischer Radrennfahrer
- Boß, Gerhard (1923–2012), deutscher Theologe und Autor, römisch-katholischer Geistlicher
- Böss, Gideon (* 1983), deutscher Schriftsteller und Kolumnist
- Böß, Gustav (1873–1946), Oberbürgermeister von Berlin
- Boss, Homer (1882–1956), US-amerikanischer Maler, Grafiker und Kunstpädagoge
- Boss, Hugo Ferdinand (1885–1948), deutscher Textilfabrikant und Mitglied der NSDAPHugo Ferdinand Boss (1885–1948)

Hugo Ferdinand Boss (1885–1948)

- Boss, Ingo (* 1979), deutscher DJ und Techno-Produzent
- Boss, Iris (* 1978), Schweizer Schauspielerin
- Boss, Johannes (* 1983), deutscher Drehbuchautor und Regisseur
- Boss, John Linscom (1780–1819), US-amerikanischer Politiker
- Boss, Jürgen (* 1947), deutscher Musiker
- Boss, Lewis (1846–1912), US-amerikanischer Astronom
- Boss, Marcellus (1901–1967), US-amerikanischer Politiker
- Boss, Martin (* 1958), Schweizer Politiker (GPS)
- Boss, Martin (* 1959), deutscher Klassischer Archäologe
- Boss, Medard (1903–1990), Schweizer Psychiater
- Böss, Monika (* 1950), deutsche Autorin
- Böss, Otto (1929–1994), deutscher Osteuropahistoriker und Bibliothekar
- Böss, Paul (1890–1969), deutscher Bauingenieur
- Boss, Pia, deutsche Fußballspielerin
- Boss, Sabine (* 1966), Schweizer Regisseurin und AutorinSabine Boss (* 1966)

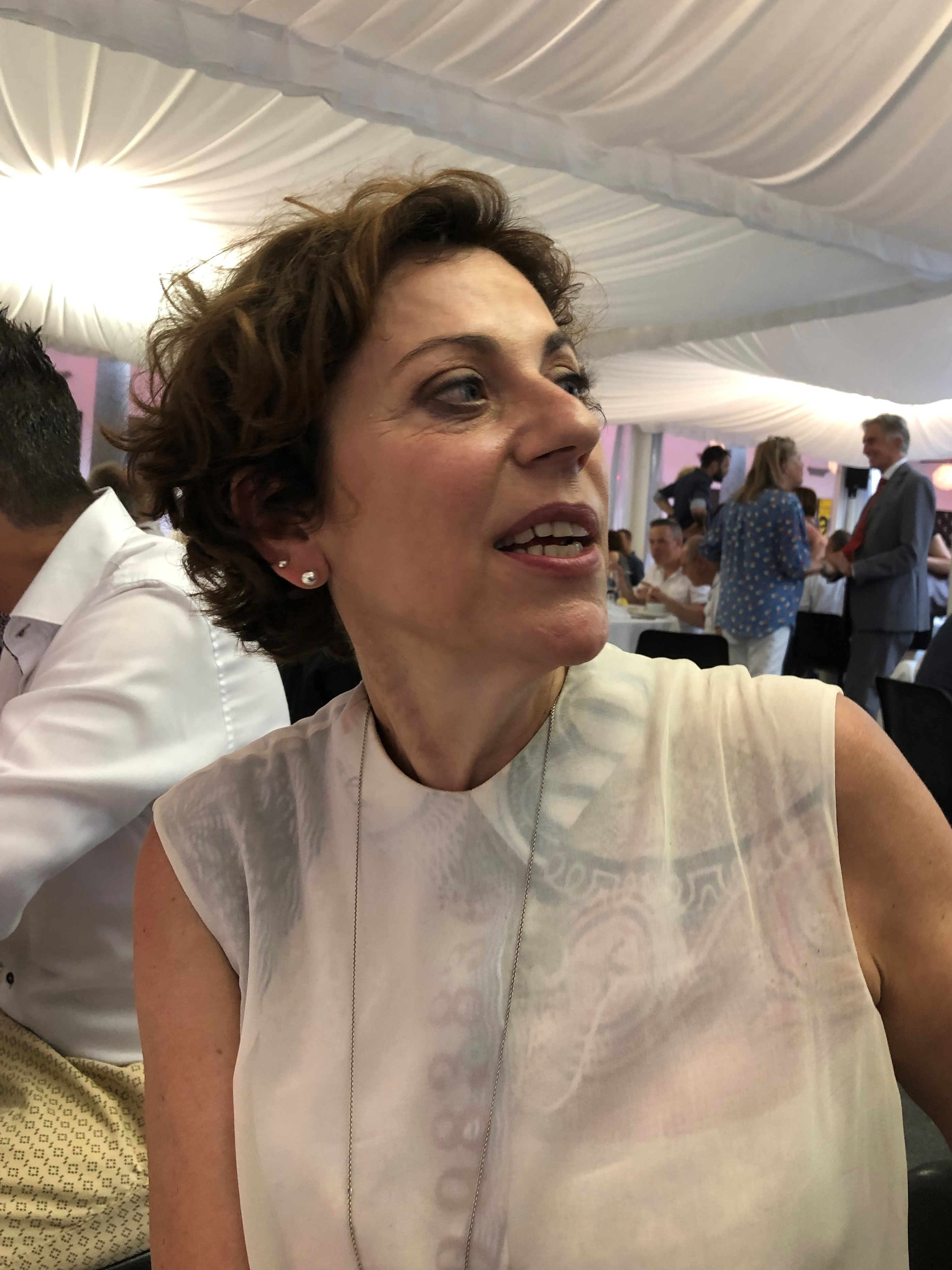
Sabine Boss (* 1966)

- Boss, Sabrina (* 2005), Schweizer Speerwerferin
- Boss, Thilo (* 1962), deutscher Journalist
- Boss, Tim (* 1993), deutscher Fußballtorhüter
- Boss, Viktor (1913–1996), Schweizer Lehrer, Sachbuchautor und Politiker (SP)
- Boss, Walter (* 1921), deutscher Jurist und Botschafter
- Böß, Willy (* 1896), deutscher Fußballspieler
- Boss, Wolfgang, deutscher Musikmanager, Musikproduzent und Inhaber des Labels „B1M1 Recordings“

#### Bossa
- Bossa, Solomy Balungi (* 1956), ugandische Juristin und Richterin am Internationalen Strafgerichtshof
- Bossaerts, Mathias (* 1996), belgischer Fußballspieler
- Bossaerts, Peter (* 1960), belgisch-amerikanischer Wirtschaftswissenschaftler
- Bossan, Pierre (1814–1888), französischer Kirchenarchitekt des Historismus
- Bossange, Martin (1766–1865), französischer Buchhändler
- Bossann, Friedrich Wilhelm (1756–1813), deutscher Theaterschauspieler und -intendant
- Bossano, Joe (* 1939), gibraltischer Politiker
- Bossányi, Ervin (1891–1975), ungarischer Maler und Kunsthandwerker
- Bossard, Alfred (* 1956), Schweizer Politiker (FDP), Landammann von Nidwalden
- Bossard, Frank (1912–2001), britischer Spion
- Bossard, Johann Michael (1874–1950), Schweizer KünstlerJohann Michael Bossard (1874–1950)

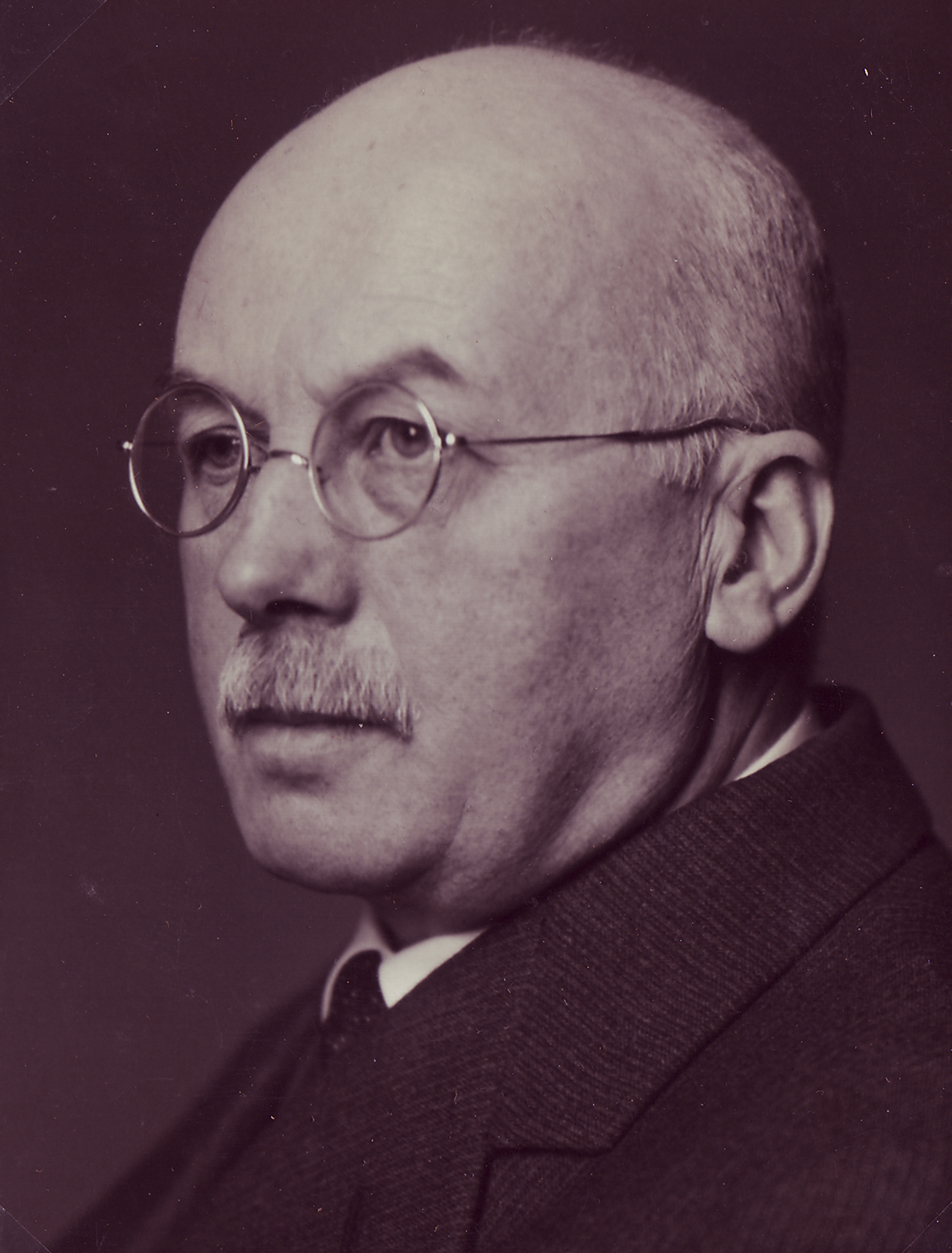
Johann Michael Bossard (1874–1950)

- Bossard, Karl (1907–1959), Schweizer Radrennfahrer
- Bossard, Karl Silvan (1846–1914), Goldschmied des Historismus, Antiquar
- Bossard, Konrad (1802–1859), Schweizer Politiker
- Bossard, Nicola (* 1996), Schweizer Politiker (Grüne)
- Bossard, Peter (1938–2001), Schweizer Politiker (FDP)
- Bossard, Raffaele (* 1982), Schweizer Jazzmusiker (Kontrabass)
- Bossard, Robert (1920–2017), Schweizer Psychologe und Autor
- Bossard, Roberto (* 1959), Schweizer Jazzgitarrist und -komponist sowie Hochschullehrer
- Bossard, Sarah (* 1982), Schweizer Film- und Fernsehproduzentin
- Bossard-Biow, Jenny (* 1813), vermutlich erste Frau in Deutschland, die das Handwerk der Fotografie erlernte
- Bossard-Krull, Jutta (1903–1996), deutsche Bildhauerin und Keramikerin
- Bossart, Alphonse (1888–1963), belgischer römisch-katholischer Ordensgeistlicher und Apostolischer Vikar von Ipamu
- Bossart, Carl Ludwig (1866–1945), deutscher evangelisch-lutherischer Geistlicher
- Bossart, Franz Josef Remigius (1777–1853), Schweizer Orgelbauer
- Bossart, Heinrich (1857–1930), deutscher Jurist und Politiker, Staatsminister des Großherzogtums Mecklenburg-Strelitz (1907–1918)
- Bossart, Hermann Werner von (1695–1762), deutscher Priester und Diplomat
- Bossart, Josef (1929–2009), Schweizer Politiker (CVP)
- Bossart, Thomas (1858–1923), Abt von Einsiedeln
- Bossart, Yves (* 1983), Schweizer Philosoph und Autor

#### Bossc
- Bosscha, Johannes (1831–1911), niederländischer Physiker
- Bosschaart, Pascal (* 1980), niederländischer Fußballspieler
- Bosschaert, Ambrosius († 1621), niederländischer Blumenmaler
- Bosschaert, Ambrosius der Jüngere, niederländischer Blumenmaler
- Bosschart, Johfra (1919–1998), niederländischer Künstler und Grafiker
- Bosschart, Leo (1888–1951), niederländischer Fußballspieler
- Bossche, Aert van den, flämischer Maler

#### Bossd
- Boßdorf, Hagen (* 1964), deutscher Sportjournalist, inoffizieller Mitarbeiter der DDR-Staatssicherheit
- Boßdorf, Hermann (1877–1921), deutscher Dramatiker und Balladendichter
- Boßdorf, Irmhild (* 1967), deutsche Politikerin (AfD), MdEP

#### Bosse
- Bosse (* 1980), deutscher Rock-Songwriter, Sänger und GitarristBosse (* 1980)

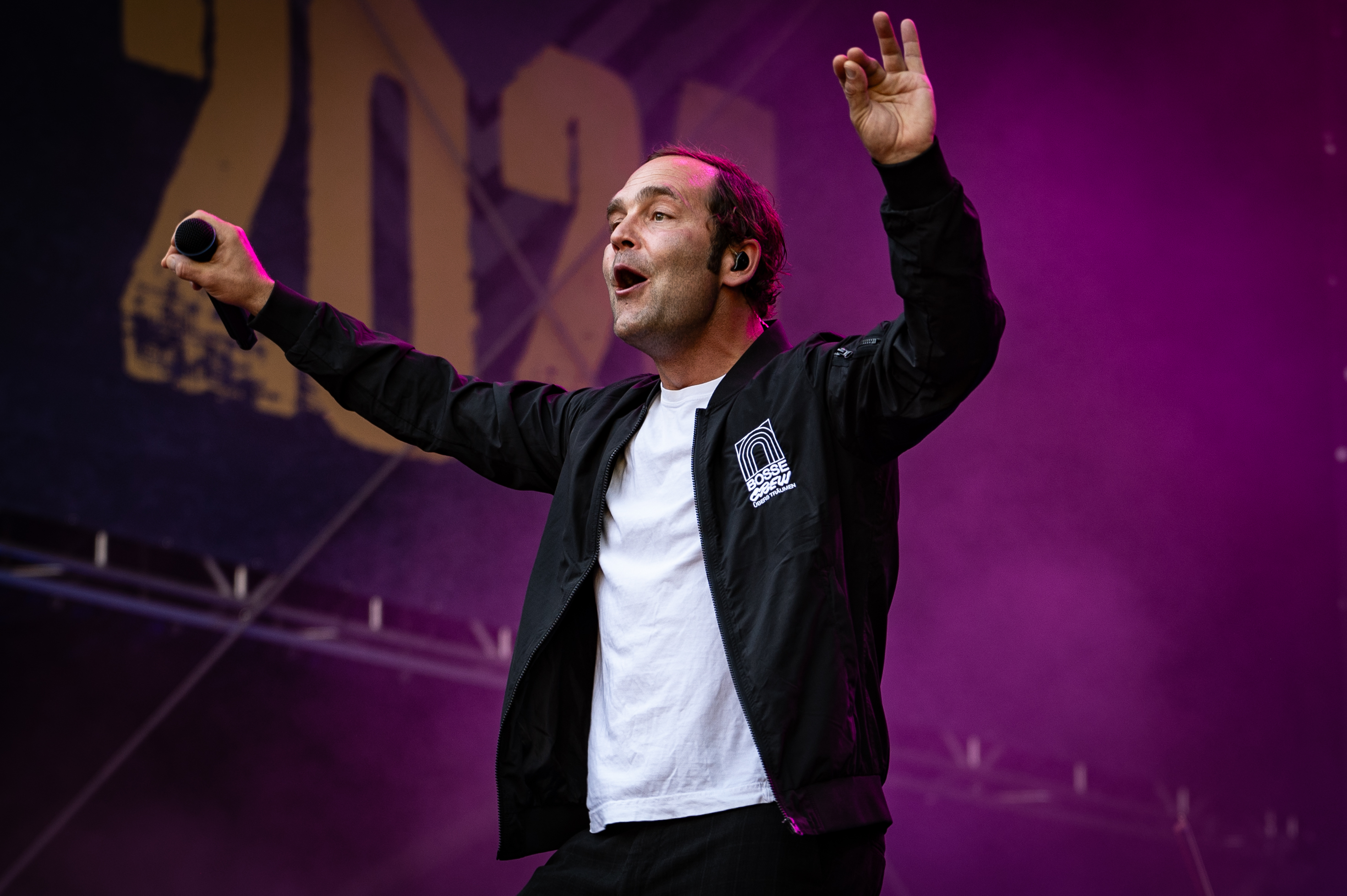
Bosse (* 1980)

- Bosse, Abraham (1602–1676), französischer Kupferstecher und Radierer
- Bosse, Anke (* 1961), deutsche Literaturwissenschaftlerin
- Bosse, Ayşe (* 1976), deutsche AutorinAyşe Bosse (* 1976)

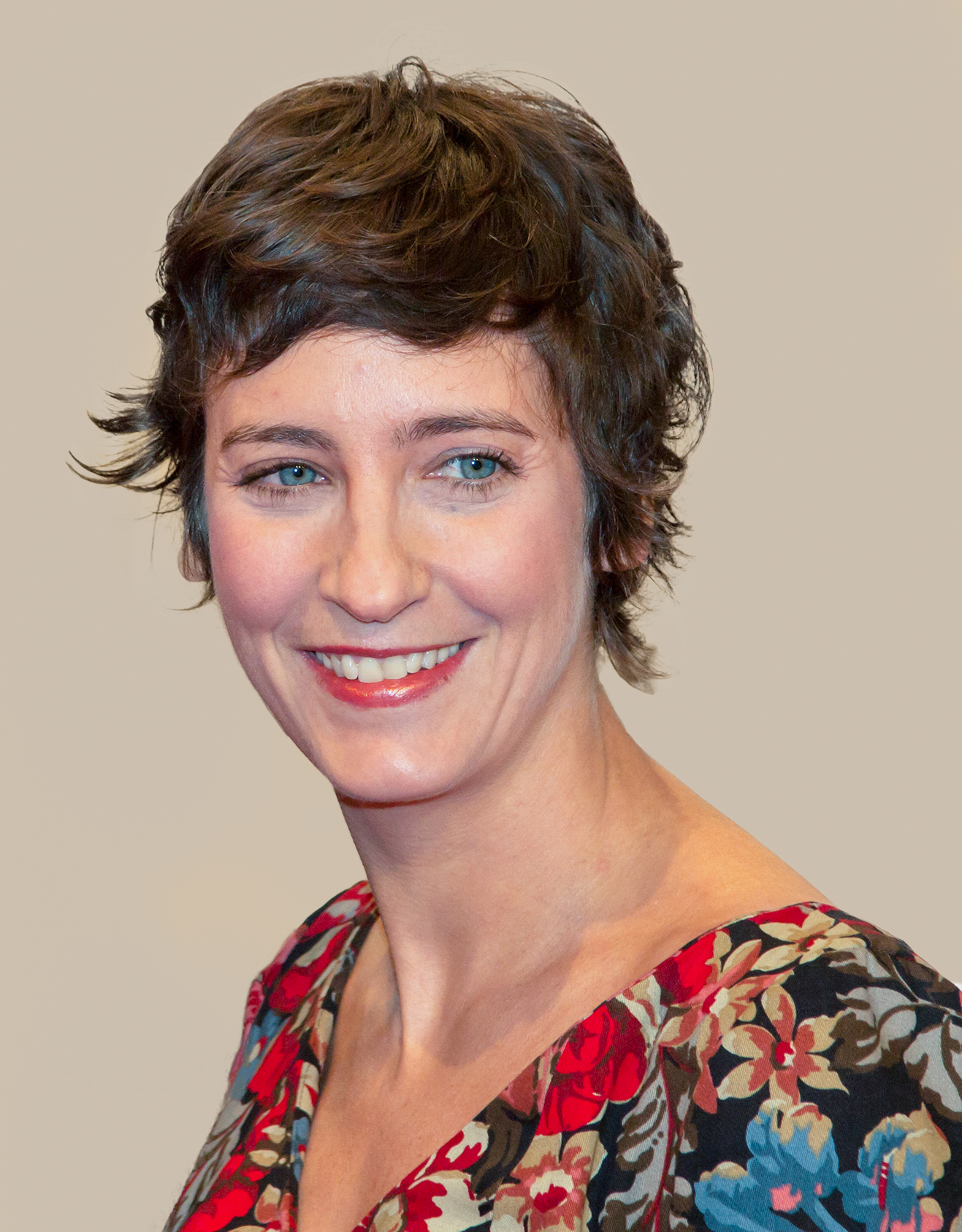
Ayşe Bosse (* 1976)

- Bosse, Béranger (* 1985), zentralafrikanischer Sprinter
- Bosse, Carl (1907–1981), österreichischer Schauspieler und Hörspielsprecher
- Bosse, Carl Ferdinand (1755–1793), deutscher Hofgärtner
- Bosse, Christian Ludwig (1771–1831), deutscher Hofgärtner und Gartenplaner
- Bosse, Christoph (1863–1950), deutscher Regierungsbeamter und Abgeordneter
- Bosse, Claudia (* 1969), deutsche Regisseurin
- Bosse, Dankmar (* 1940), deutscher Geologe
- Bosse, Dorit (* 1961), deutsche Pädagogin und Bildungsforscherin
- Bosse, Edda (* 1953), deutsche Journalistin, Präsidentin des Kirchenausschusses der Bremischen Evangelischen Kirche
- Bosse, Eduard Theodor von (1854–1927), Ingenieur und Unternehmer, einer der Gründer der Industrie vom Donbass und der Stadt Donezk
- Bosse, Ernst Gotthilf (1785–1862), deutschbaltischer Historien- und Porträtmaler
- Bosse, Ewald (1880–1956), norwegischer Volkswirt und Soziologe
- Bosse, Fjodor Emiljewitsch de (1861–1936), russischer Marineoffizier
- Bosse, Frank Rafael (* 1986), deutscher SchauspielerFrank Rafael Bosse (* 1986)

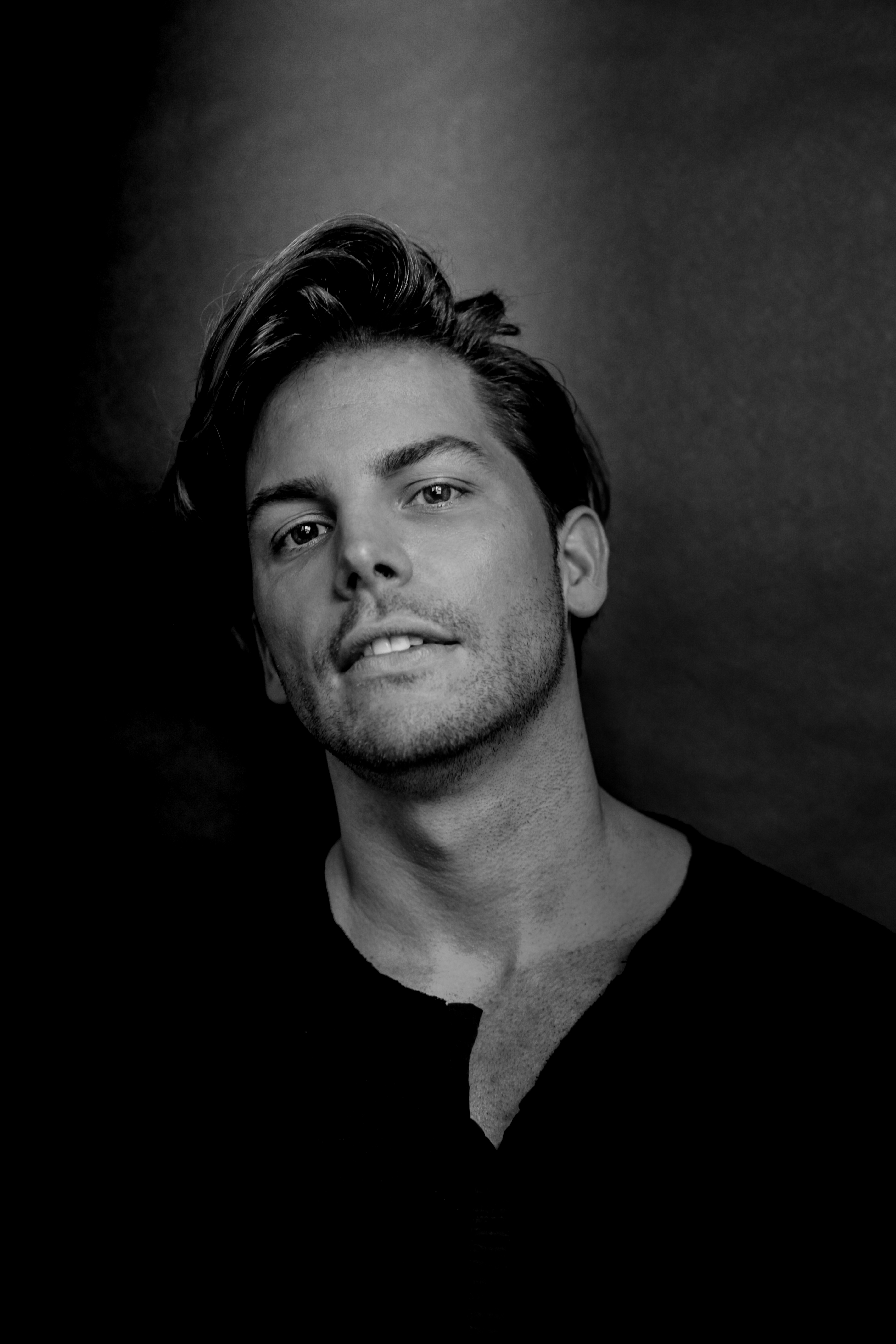
Frank Rafael Bosse (* 1986)

- Bosse, Friedrich (1864–1931), deutscher Evangelischer Theologe und Bibliothekar
- Bosse, Friedrich Leopold von (1719–1802), preußischer Generalleutnant, Chef des Dragonerregiments Nr. 11 und Amtshauptmann von Draheim
- Bosse, Georg (1791–1860), deutscher Oberstleutnant und Steuerinspektor
- Bosse, Georg Paul Gustav (1887–1965), sowjetischer Biowissenschaftler, Botaniker und Hochschullehrer
- Bosse, Gerhard (1922–2012), deutscher Geiger und Dirigent
- Bosse, Gustav (1884–1943), deutscher Musikbuchverleger
- Bosse, Hannes (1923–2013), deutscher Sachbuchautor
- Bosse, Hans (1938–2023), deutscher Anthropologe, Soziologe, Theologe und Sozialpsychologe
- Bosse, Hans Alexander von (1835–1898), deutscher Jurist und Politiker
- Bosse, Harald Julius von (1812–1894), deutschbaltischer Architekt
- Bosse, Harriet (1878–1961), norwegische Schauspielerin
- Bosse, Harry (1917–1999), deutscher Politiker (SPD), MdL
- Bosse, Heinrich (1871–1919), deutsch-baltischer Geistlicher
- Bosse, Heinrich (* 1937), deutscher Literaturwissenschaftler
- Bosse, Heinrich Christoph Friedrich (1848–1909), deutscher Schriftsteller
- Bosse, Heinrich Günther Gottfried von (1680–1755), preußischer Generalleutnant, Chef des Garnisonsregiments Nr. 6 und Amtshauptmann von Usedom, Uckermünde, Stolpe und Verchen
- Bosse, Helmuth (1929–1995), deutscher Politiker (SPD), MdL
- Bosse, Jan (* 1969), deutscher Theaterregisseur
- Bosse, Julius Friedrich Wilhelm (1788–1864), deutscher Hofgärtner und Botaniker
- Bosse, Jürgen (1939–2024), deutscher Theaterregisseur und Intendant
- Bosse, Karl Julius von (1806–1857), deutschbaltischer Arzt
- Bosse, Karl von (1797–1881), preußischer Generalleutnant
- Bosse, Lothar (1914–1996), österreichischer Wirtschafts- und Sozialstatistiker
- Bosse, Ludolf von (1852–1923), sächsischer Generalleutnant
- Bosse, Malcolm J. (1926–2002), US-amerikanischer Schriftsteller
- Bosse, Marcus (* 1965), deutscher Politiker (SPD), MdL
- Bosse, Paul (1881–1947), deutscher Chirurg, Gynäkologe und Klinikgründer
- Bosse, Peter (1931–2018), deutscher Hörfunkmoderator und ehemaliger KinderdarstellerPeter Bosse (1931–2018)

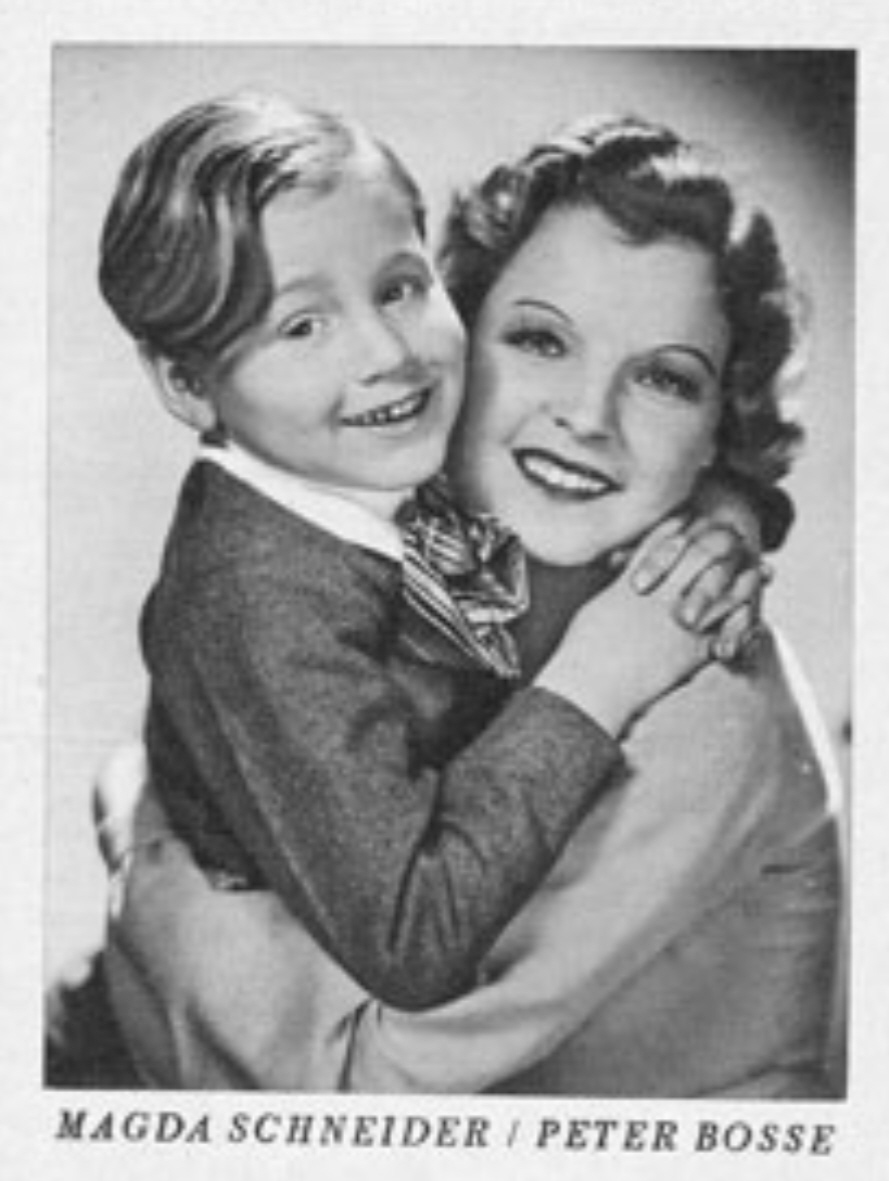
Peter Bosse (1931–2018)

- Bosse, Pierre-Ambroise (* 1992), französischer Leichtathlet
- Bosse, Pieter Philip van (1809–1879), niederländischer Staatsmann, Vorsitzender des Ministerrats (1868–1871)
- Bosse, Robert (1832–1901), deutscher Politiker
- Bosse, Rudolf (1890–1966), deutscher Politiker (SPD), MdL
- Bosse, Rudolf Heinrich Bernhard (1778–1855), deutscher Jurist, Staatsmann und Schriftsteller
- Bosse, Sara Stracké-van (1837–1922), niederländische Malerin und Bildhauerin
- Bosse, Stefan (* 1964), deutscher Politiker (CSU)
- Bosse, Stine (* 1960), dänische Managerin und Politikerin (Moderaterne)
- Bosse, Uke (* 1976), deutscher Medienschaffender, Schauspieler und Hochschullehrer
- Bosse, Ulla (* 1952), deutsche Psychologin
- Bosse, Viktor Julius von (1825–1895), sächsischer Generalleutnant
- Bosse, Walter (1904–1979), österreichischer Bildhauer
- Bosse-Griffiths, Kate (1910–1998), deutsch-walisische Ägyptologin, Schriftstellerin
- Bosse-Huber, Petra (* 1959), deutsche evangelische BischöfinPetra Bosse-Huber (* 1959)

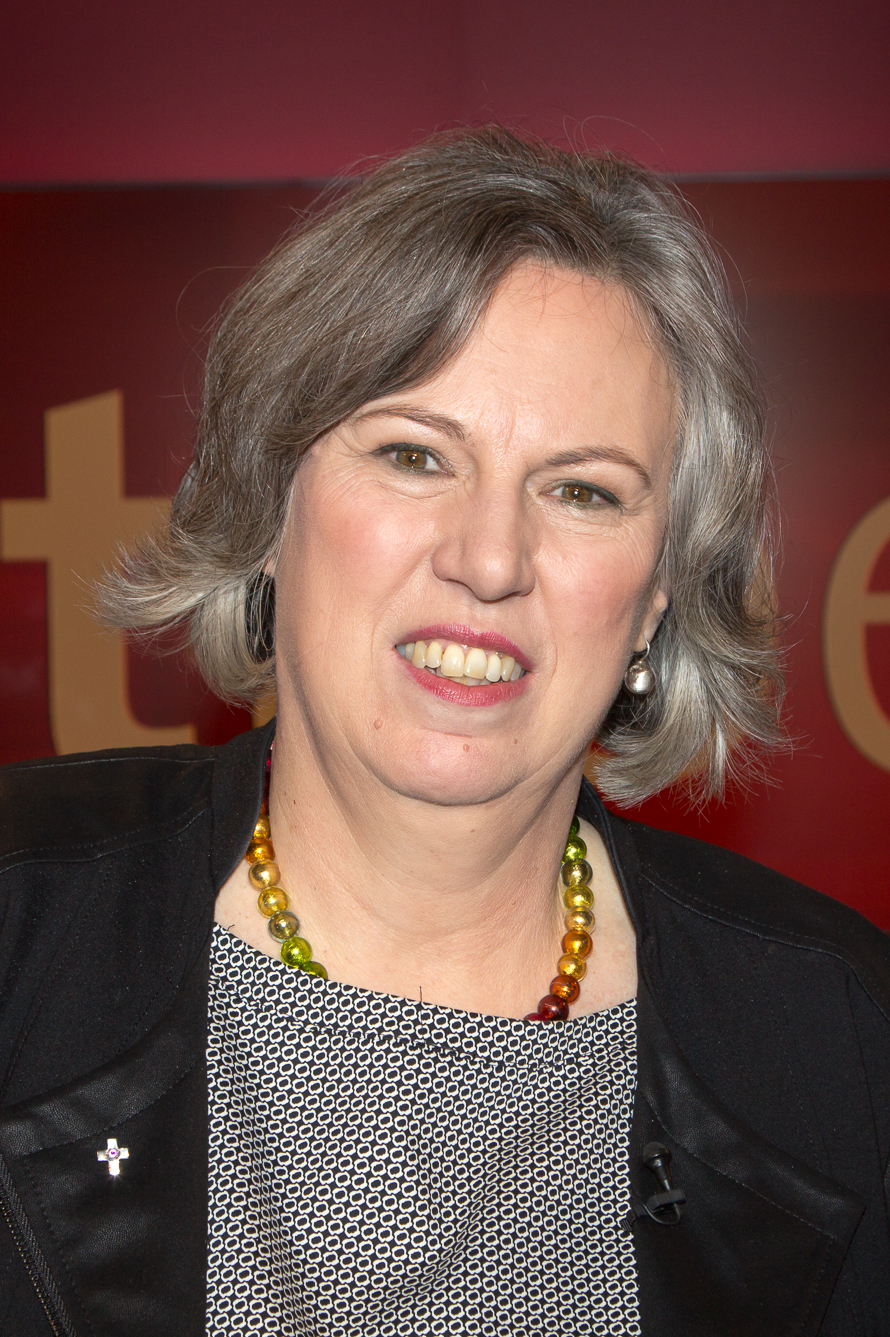
Petra Bosse-Huber (* 1959)

- Bosseck, Johann Gottlieb Theophil (1718–1798), deutscher lutherischer Orientalist und Hebraist
- Bossel, Adrien (* 1986), Schweizer Tennisspieler
- Bossel, Hartmut (* 1935), deutscher Umweltforscher
- Bossel, Ulf (* 1936), deutsch-schweizerischer Maschinenbauingenieur und Autor
- Bosselaar, Tinus (1936–2018), niederländischer Fußballspieler
- Bosseljon, Berndt (1893–1977), deutscher Maler, Dichter und Komponist
- Bosselmann, Gustav (1915–1991), deutscher Jurist und Politiker (CDU), MdL
- Bosselmann, Johann Kaspar (1690–1749), Bürgermeister von Elberfeld
- Bosselmann-Cyran, Kristian (* 1954), deutscher Historiker, Germanist und Hochschulprofessor
- Bosselt, Rudolf (1871–1938), deutscher Bildhauer, Medailleur und Reformpädagoge
- Bössen, Anna Magdalena (* 1980), deutsche Rezitatorin, Autorin, Sprechtrainerin und Dozentin
- Bossen, Peter (1866–1958), deutscher Landwirt und Politiker (DNVP), MdR
- Bossenberger, Maria (1872–1919), deutsche Opernsängerin (Sopran) und Gesangspädagogin
- Bossenbroek, Martin (* 1953), niederländischer Neuzeithistoriker, Hochschullehrer und Autor
- Bossenko, Waleri Alexejewitsch (1927–2007), sowjetischer marxistischer Philosoph
- Bössenroth, Carl (1863–1935), deutscher Maler
- Bösser, Ernst (1837–1908), deutscher Architekt des Historismus und Baurat
- Bößer, Franz Karl (1934–2003), deutscher Künstler (Malerei, Bildhauerei und Aktionskunst)
- Bosser, Jean Marie (1922–2013), französischer Botaniker und Agraringenieur
- Bosser, Jean-Pierre (* 1959), französischer General, Chef des französischen Generalstabs
- Bosserhoff, Niklas (* 1998), deutscher Hockeyspieler
- Bossert, August (1907–1973), deutscher Landrat
- Bossert, Christoph (* 1957), deutscher Organist und MusikpädagogeChristoph Bossert (* 1957)

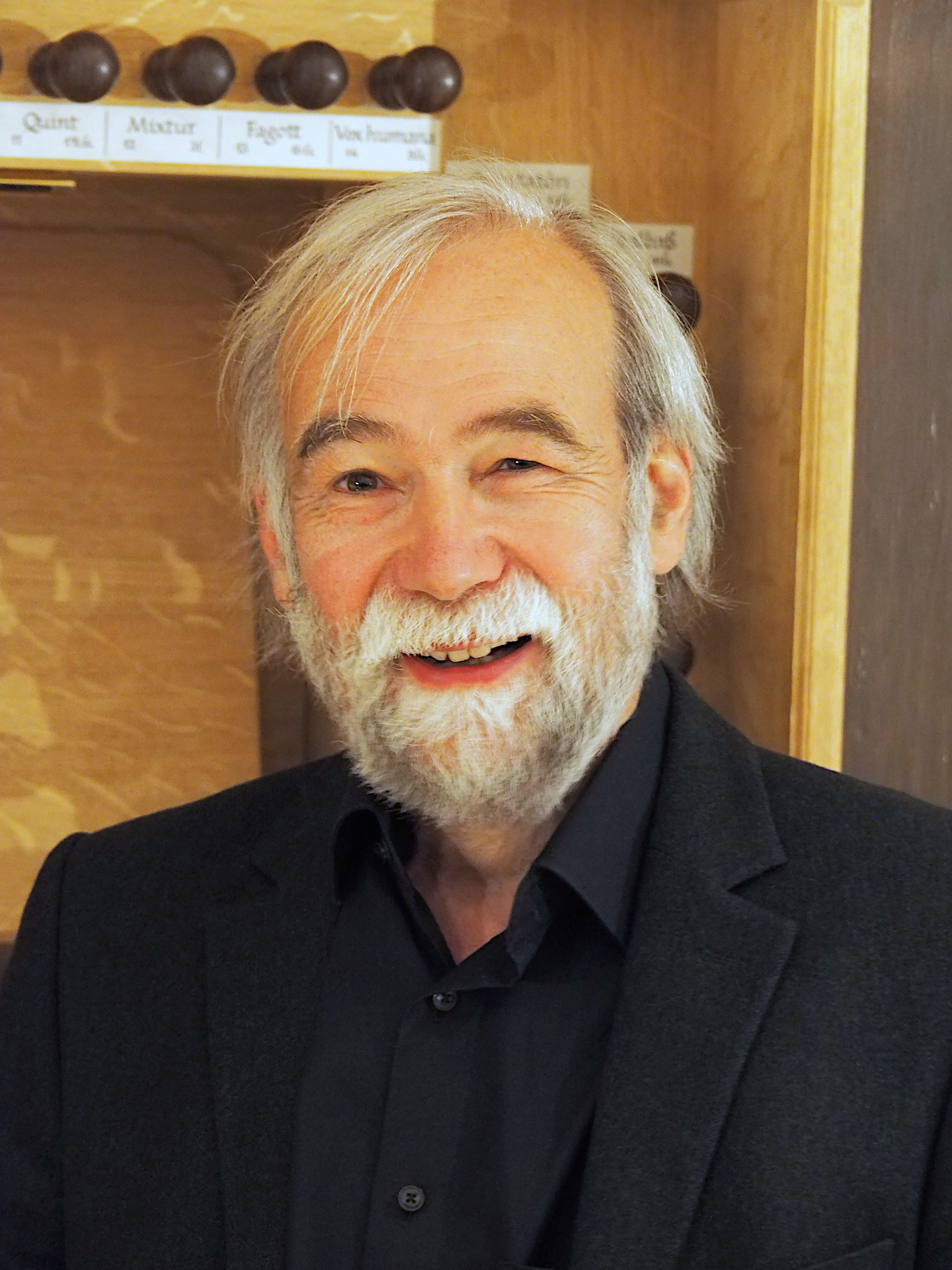
Christoph Bossert (* 1957)

- Bossert, Georg (1939–1995), deutscher Produzent, Redakteur und Rundfunkmoderator
- Bossert, Gottfried (1792–1844), württembergischer Oberamtmann
- Bossert, Helene (1907–1999), Schweizer Sprachpädagogin, Mundartdichterin und Radiomitarbeiterin
- Bossert, Helmuth Theodor (1889–1961), deutscher Vorderasiatischer Archäologe und Kunsthistoriker
- Bossert, Johann Immanuel (1742–1820), württembergischer Handelsmann und Bürgermeister von Tübingen
- Bossert, Judith (1937–2020), niederländisch-deutsche Zen-Lehrerin
- Bossert, Julian (* 1988), deutscher Jazzmusiker
- Bossert, Martin (* 1955), deutscher Elektrotechniker und Hochschullehrer
- Bossert, Otto Richard (1874–1919), deutscher Grafiker und Maler
- Bossert, Rolf (1952–1986), rumänischer Schriftsteller, Journalist, Lehrer und Lektor
- Bossert, Uwe (* 1974), deutscher Rockgitarrist und Komponist
- Bosses, Bartholomäus des (1668–1738), niederländischer Ordensgeistlicher
- Bosset, Charles de (1773–1845), Schweizer Ingenieur
- Bosset, Fritz (1853–1935), Schweizer Politiker (FDP)
- Bosset, Louis (1880–1950), Schweizer Archäologe
- Bosset, Norbert (1883–1969), Schweizer Politiker (FDP)
- Bosset, Vera de (1889–1982), russische Tänzerin und Ehefrau Igor Strawinskys

#### Bossh
- Boßhammer, Friedrich (1906–1972), deutscher Jurist, SS-Sturmbannführer, Judenreferent in Italien, Mitarbeiter von Adolf EichmannFriedrich Boßhammer (1906–1972)

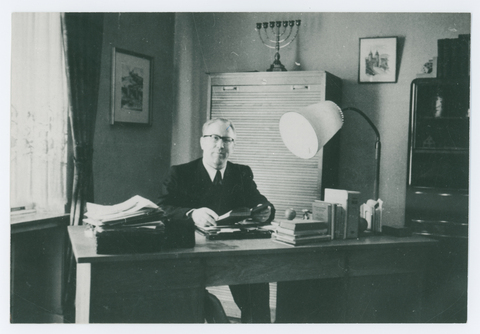
Friedrich Boßhammer (1906–1972)

- Bosshard von Rümikon, Heinrich (* 1748), Schweizer Bauer, Laienprediger und Geodät
- Bosshard, Adrian (* 1962), Schweizer Motocrossfahrer und Unternehmenschef
- Bosshard, Andres (* 1955), Schweizer Musiker
- Bosshard, Daniel (* 1978), Schweizer Thaiboxer
- Bosshard, Daniel (* 1983), Schweizer Politiker (Grüne)
- Bosshard, Emil (1860–1937), Schweizer Chemiker
- Bosshard, Hans (* 1935), Schweizer Journalist, Redaktor und Historiker
- Bosshard, Hans (* 1944), Schweizer Fussballspieler und -trainer
- Bosshard, Hans Heinrich (1925–1996), Schweizer Forstwissenschaftler
- Bosshard, Hans Rudolf (* 1929), Schweizer Maler, Grafiker, Holzschneider, Autor und Lehrer
- Bosshard, Heinrich (1811–1877), Schweizer Lehrer, Musiker, Dichter, Naturforscher und Landwirt
- Bosshard, Heinrich (1826–1897), Schweizer Unternehmer und Politiker
- Bosshard, Jennifer (* 1993), Schweizer Fernsehmoderatorin
- Bosshard, Marco Thomas (* 1976), deutscher Romanist
- Bosshard, Max (* 1949), Schweizer Architekt
- Bosshard, Patricia (* 1965), Schweizer Geigerin und Komponistin
- Bosshard, Richard (* 1935), Schweizer Radsportler, nationaler Meister im Radsport
- Bosshard, Rudolf (1890–1980), Schweizer Ruderer
- Bosshard, Walter (1892–1975), Schweizer Fotograf und Reporter
- Bosshard, Walter (1921–1984), Schweizer Fußballspieler
- Bosshard-Kälin, Susann (* 1954), Schweizer Journalistin und Sachbuchautorin
- Bosshardt, Johann Caspar (1823–1887), Schweizer Historienmaler
- Bosshardt, Majoor (1913–2007), niederländische Offizierin der Heilsarmee
- Bosshardt, Urs (* 1953), Schweizer Schauspieler
- Bosshart, David (* 1959), Schweizer Philosoph und Trendforscher
- Bosshart, Dominique (* 1977), kanadische Taekwondoin
- Bosshart, Emilie (1897–1979), Schweizer Autorin
- Bosshart, Jakob (1862–1924), Schweizer Schriftsteller
- Bosshart, Laurentius († 1532), Schweizer Chronist und Geistlicher
- Bosshart, Louis (* 1944), Schweizer Kommunikationswissenschaftler

#### Bossi
- Bossi Fedrigotti, Anton (1901–1990), österreichischer Diplomat, Autor und Journalist
- Bossi, Adolfo Luís (1908–2002), italienischer Ordensgeistlicher, katholischer Missionsbischof
- Bossi, Antonio (1829–1893), Schweizer Jurist und Politiker
- Bossi, Antonio Giuseppe (1699–1764), italienischer StuckateurAntonio Giuseppe Bossi (1699–1764)

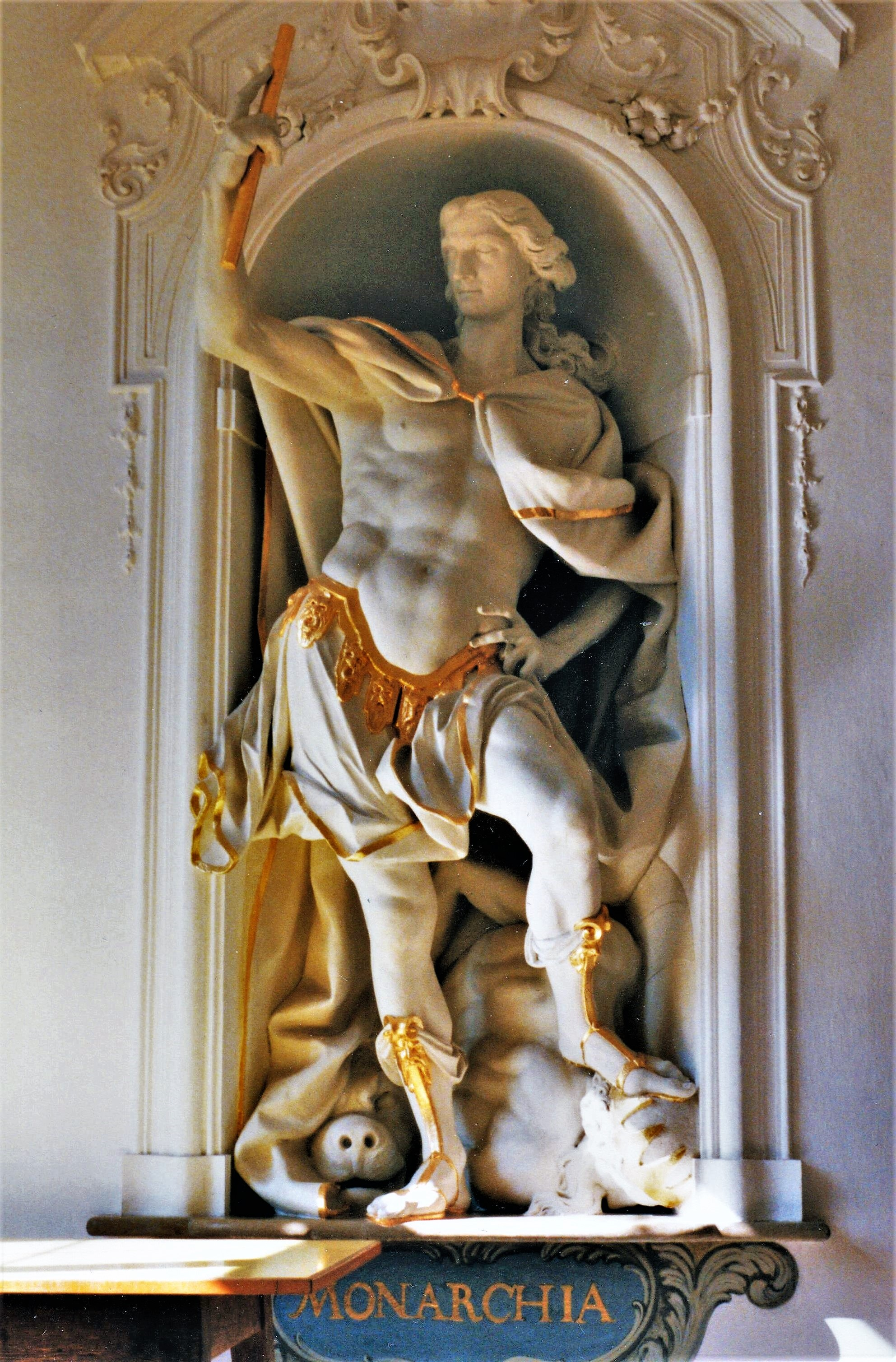
Antonio Giuseppe Bossi (1699–1764)

- Bossi, Augustin (1740–1799), italienischer Stuckateur und Ausstatter
- Bossi, Bartholomeus, Stuckateur
- Bossi, Benigno (1727–1792), italienischer Kupferstecher
- Bossi, Bixio (1896–1990), Schweizer Politiker (FDP)
- Bossi, Bruno (1901–1993), Schweizer Architekt
- Bossi, Camilla (* 2003), brasilianische Tennisspielerin
- Bossi, Carmelo (1939–2014), italienischer Boxer
- Bossi, Domenico (1767–1853), italienischer Miniaturporträtist
- Bossi, Emilio (1870–1920), Schweizer Politiker (FDP)
- Bossi, Erma (1875–1952), expressionistische MalerinErma Bossi (1875–1952)

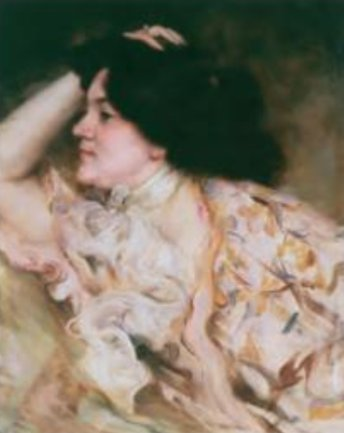
Erma Bossi (1875–1952)

- Bossi, Francesco († 1434), italienischer Jurist, Bischof von Como
- Bossi, Fritz (* 1896), Schweizer Radrennfahrer
- Bossi, Giuseppe (1777–1815), italienischer Maler, Radierer und Gelehrter
- Bossi, Guglielmo (1901–1962), italienischer Radrennfahrer
- Bossi, Henri (* 1958), luxemburgischer Fußballspieler und Trainer
- Bossi, Johann (1874–1956), Schweizer Politiker (KVP)
- Bossi, Johann Georg (1773–1844), Bischof von Chur-St. Gallen
- Bossi, Luigi (1758–1835), italienischer Archivar, Historiker und Schriftsteller
- Bossi, Marcel (* 1960), luxemburgischer Fußballspieler
- Bossi, Marco Enrico (1861–1925), italienischer Orgelvirtuose und Komponist
- Bossi, Materno (1737–1802), italienischer Stuckateur
- Bossi, Olaf (* 1971), deutsch-italienischer Musiker, Kabarettist und Songwriter
- Bossi, Pietro Antonio (1775–1848), italienischer Orgelbauer
- Bossi, Renzo (* 1988), italienischer Politiker
- Bossi, Renzo Rinaldo (1883–1965), italienischer Komponist
- Bossi, Rolf (1923–2015), deutscher Jurist und PublizistRolf Bossi (1923–2015)

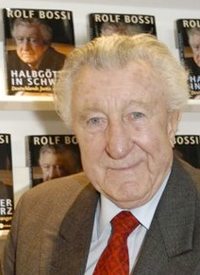
Rolf Bossi (1923–2015)

- Bossi, Umberto (* 1941), italienischer Politiker, MdEP
- Bossi-Fedrigotti, Wilhelm von (1823–1905), österreichischer Jurist, Politiker und Landeshauptmann von Tirol (1877–1881)
- Bossidy, Larry (1935–2025), US-amerikanischer Manager und Autor
- Bossier, Fernand (1933–2006), belgischer Altphilologe und Philosophiehistoriker
- Bossier, Pierre (1797–1844), US-amerikanischer Politiker
- Bossilkoff, Vincentius Eugenio (1900–1952), bulgarischer Bischof von Nicopolis
- Bossinade, Johanna (* 1945), deutsche Literaturwissenschaftlerin
- Bossinensis, Franciscus, italienischer Arrangeur und Komponist
- Bossinger, Wolfgang (* 1960), deutscher Musiktherapeut, Buchautor, Musiker und Liedermacher
- Bossini, Paolo (* 1985), italienischer Schwimmer
- Bossio, Ángel (1905–1978), argentinischer Fußballtorhüter
- Bossio, Miguel (* 1960), uruguayischer Fußballspieler
- Bossis, Jacques (* 1952), französischer Radrennfahrer
- Bossis, Maxime (* 1955), französischer FußballspielerMaxime Bossis (* 1955)

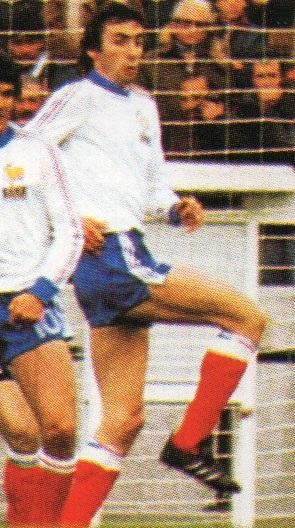
Maxime Bossis (* 1955)

#### Bossl
- Bößl, Max (1925–1973), deutscher Schauspieler
- Bossle, Lothar (1929–2000), deutscher Soziologe und Hochschullehrer
- Boßler, Albert (1861–1928), deutscher Lehrer, Direktor und Heimatkundler
- Boßler, Andreas (1884–1961), deutscher Unternehmer
- Boßler, Christian (1810–1877), deutscher Altphilologe und Direktor des 1629 von Landgraf Ludwig V. gegründeten Ludwig-Georgs-Gymnasium zu Darmstadt
- Boßler, Elija (* 1943), deutsche Unbeschuhte Karmelitin, Fotografin
- Boßler, Friedrich Jacob (1717–1793), deutscher Waffenhersteller
- Boßler, Georg (1881–1946), deutscher Unternehmer
- Bossler, Heinrich Philipp (1744–1812), deutscher Musikverleger
- Bossler, Herbert (1907–1999), deutscher Unternehmer aus dem Bereich des Fremdenverkehrs
- Boßler, Irmela, deutsche Querflötistin
- Boßler, Johann Peter (1689–1742), deutscher Waffenhersteller
- Bossler, Kurt (1911–1976), deutscher Organist und Komponist
- Boßler, Ludwig August (1838–1913), deutscher Gymnasiallehrer- und Direktor, Ortsnamenforscher sowie Botaniker
- Boßler, Marie (1833–1919), deutsch-österreichische Theaterschauspielerin
- Bossler, Timo (* 1978), deutscher Trompeter, Musikpädagoge und Komponist
- Boßler, Werner Ludwig (1931–2018), deutscher Unternehmer aus dem Bereich der Güterschifffahrt, Funktionär in Schifffahrtsverbänden auf nationaler und europäischer Ebene
- Boßlet, Albert (1880–1957), deutscher Architekt
- Bosslet, Eberhard (* 1953), deutscher Künstler

#### Bossm
- Bossman, Peter (* 1955), slowenischer Politiker
- Bössmann, Eva (1929–2020), deutsche Wirtschaftswissenschaftlerin
- Boßmann, Johannes (1797–1875), deutscher katholischer Geistlicher und Weihbischof in Münster
- Bossmann, Pila (* 1990), deutsche Meteorologin und Journalistin
- Boßmeyer, Christine (* 1938), deutsche Bibliothekarin und IT-Spezialistin

#### Bossn
- Bößneck, Bernhard (1849–1901), deutscher Politiker (NLP) und Unternehmer
- Bössner, Josef († 2005), österreichischer Speedway-Sportler

#### Bosso
- Bosso, Ezio (1971–2020), italienischer Pianist, Kontrabassist, Dirigent und KomponistEzio Bosso (1971–2020)

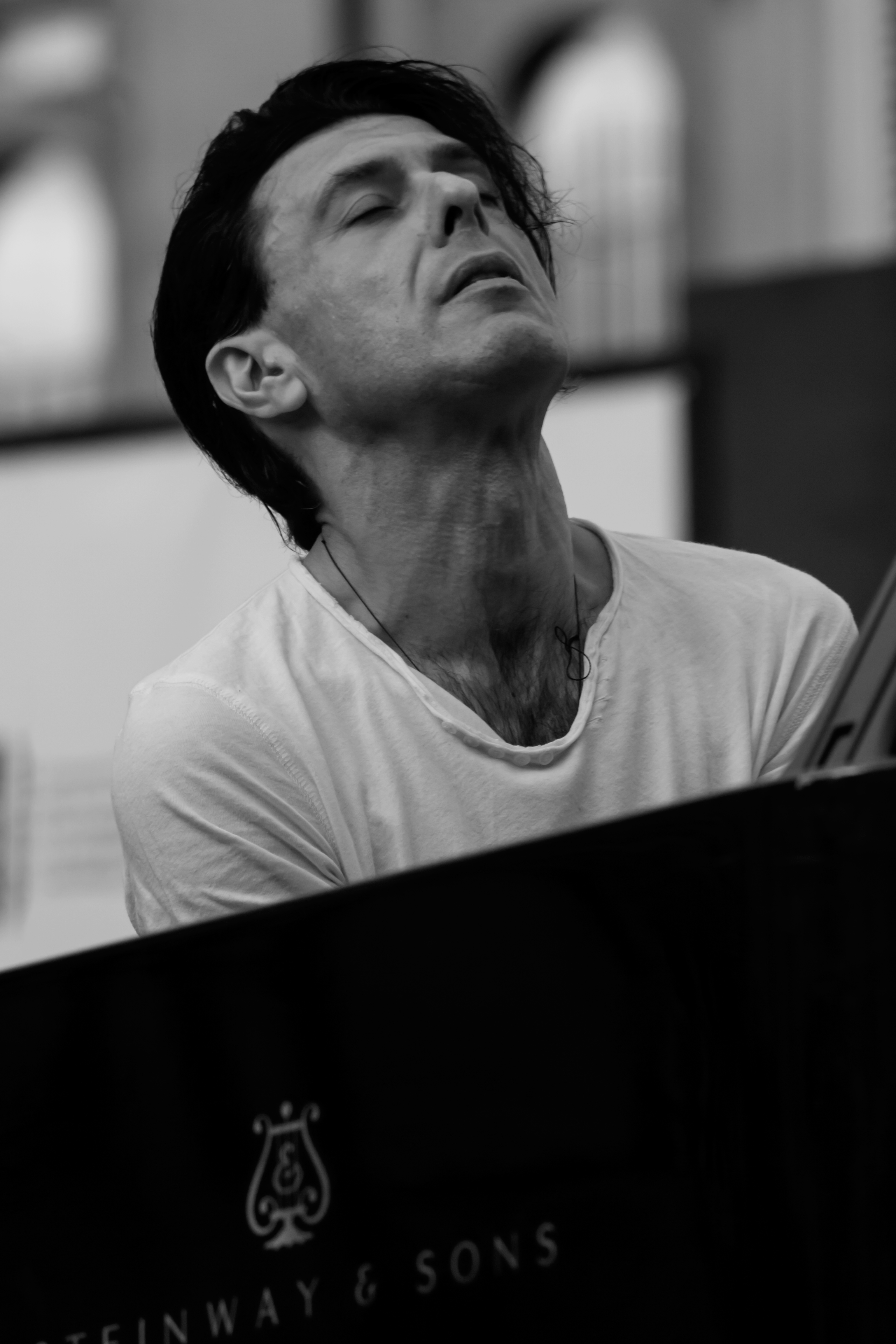
Ezio Bosso (1971–2020)

- Bosso, Fabrizio (* 1973), italienischer Jazzmusiker
- Bosso, Hassan (* 1969), nigerianischer Leichtathlet
- Bosso, Osvaldo (* 1993), chilenischer Fußballspieler
- Bossoli, Carlo (1815–1884), Schweizer Maler, Lithograf, Illustrator und Karikaturist
- Bossom, Alfred, Baron Bossom (1881–1965), britischer Architekt, Peer und Politiker
- Bosson (* 1969), schwedischer Sänger
- Bosson, Adrien (* 1991), französischer Windsurfer
- Bosson, Barbara (1939–2023), US-amerikanische Schauspielerin
- Bosson, Charles (1908–2001), französischer Politiker, Mitglied der Nationalversammlung
- Bossong, Franz (1872–1914), deutscher Buchhändler, Verleger, Herausgeber, Autor von Sachbüchern und Mundartdichter
- Bossong, Georg (* 1948), deutscher Romanist
- Bossong, Horst (1951–2020), deutscher Sozialwissenschaftler und Hochschullehrer
- Bossong, Josef (1879–1965), deutscher Politiker (CDU), MdBB
- Bossong, Nora (* 1982), deutsche SchriftstellerinNora Bossong (* 1982)

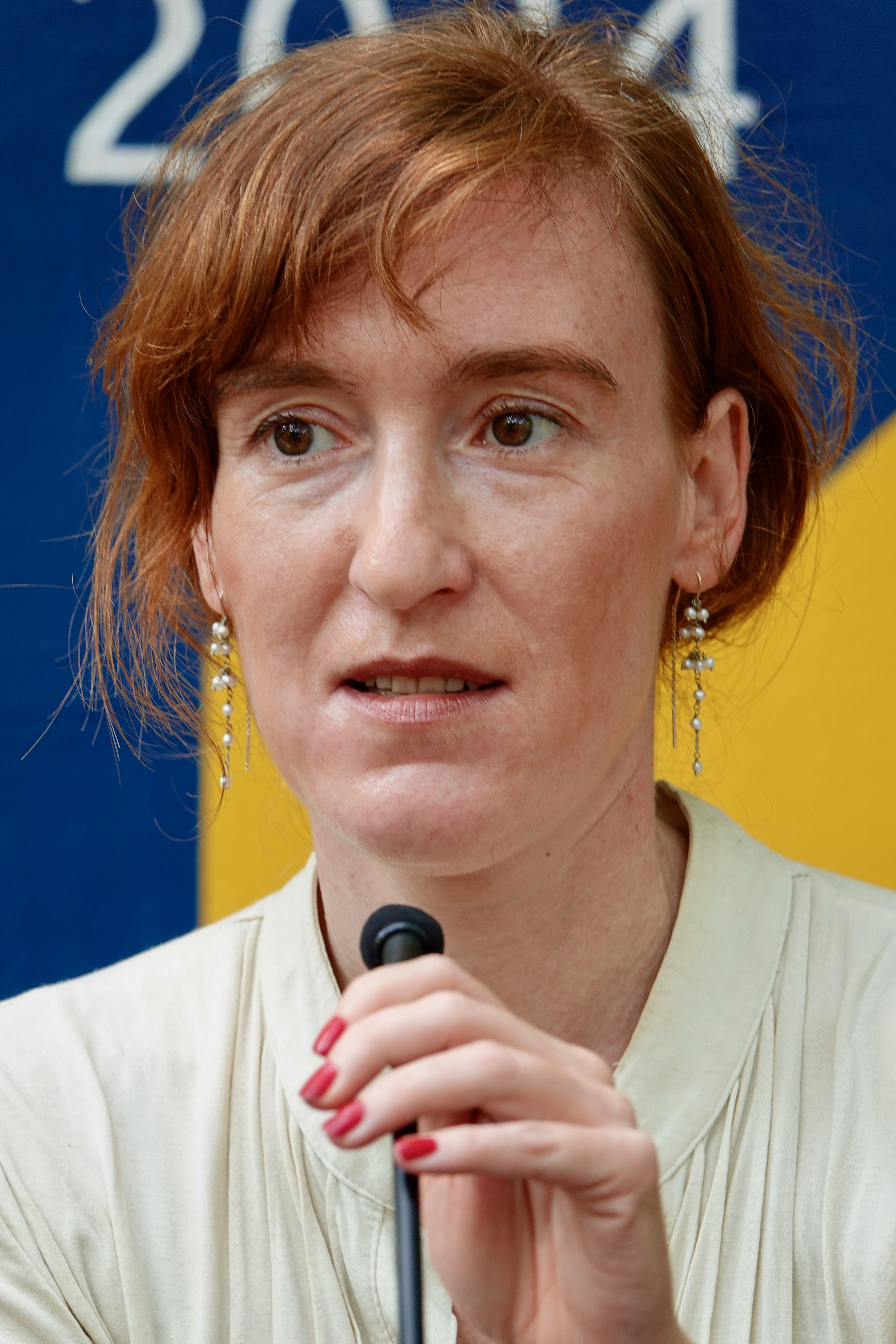
Nora Bossong (* 1982)

- Bossoni, Paolo (* 1976), italienischer Radrennfahrer
- Bossou, Vincent (* 1986), togoischer Fußballspieler
- Bossoutrot, Lucien (1890–1958), französischer Flugpionier und Politiker

#### Bossu
- Bossu, Boby (* 2005), deutscher Fußballspieler
- Bossu, Jean Bernard (1720–1792), französischer Kapitän und Forschungsreisender
- Bossuat, Robert (1888–1968), französischer Romanist und Mediävist
- Bossuet, Félix (* 2005), französischer Kinderdarsteller
- Bossuet, François Antoine (1798–1889), belgischer Vedutenmaler
- Bossuet, Jacques Bénigne (1627–1704), französischer Bischof und Autor
- Bossus, Pierre (1935–2000), Schweizer Schriftsteller, Alpinist, UIAA-Präsident
- Bossut, Charles (1730–1814), französischer Ingenieur und Mathematiker
- Bossut, Sammy (* 1985), belgischer Fußballtorwart
- Bossuta Stefan († 1028), Erzbischof von Gnesen (1027–1028)
- Bossuyt, Shari (* 2000), belgische RadsportlerinShari Bossuyt (* 2000)

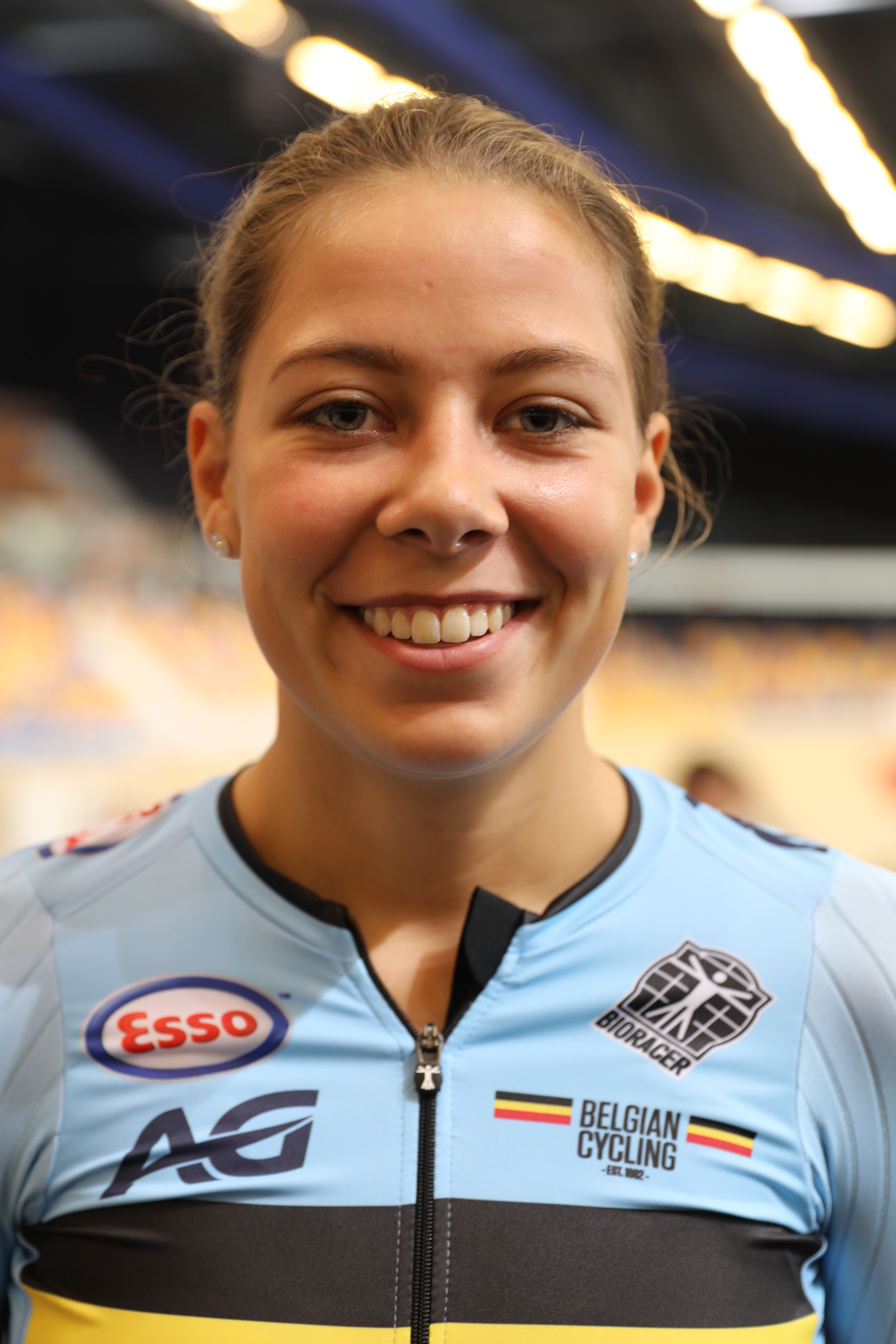
Shari Bossuyt (* 2000)

#### Bossy
- Bossy, Aloys (1844–1913), Schweizer Politiker
- Bossy, John (1933–2015), britischer Historiker
- Bossy, Mike (1957–2022), kanadischer Eishockeyspieler

### Bost
- Bost, Ami (1790–1874), Schweizer Erweckungsprediger
- Bost, Eduard (1813–1879), deutscher Opernsänger (Bass), Theaterschauspieler und Komiker
- Bost, Hans-Josef (1916–1989), deutscher Politiker (CDU), MdL
- Bost, Jacques-Laurent (1916–1990), französischer Journalist, Schriftsteller und Übersetzer
- Bost, Jean-Benoît (* 1961), französischer Mathematiker
- Bost, John (1817–1881), Schweizer reformierter Pfarrer und Sozialpionier
- Bost, Josiane (* 1956), französische Radrennfahrerin
- Bost, Mike (* 1960), US-amerikanischer Politiker der Republikanischen Partei
- Bost, Pierre (1901–1975), französischer Journalist, Schriftsteller und Drehbuchautor
- Bost, Reinhold (1929–2019), deutscher Pädagoge, Kommunalpolitiker (CDU) und Autor
- Bost, Roger-Yves (* 1965), französischer Springreiter
- Bostan, Ayzit (* 1968), türkische Modedesignerin
- Bostan, Elisabeta (* 1931), rumänische Filmregisseurin
- Bostanai († 670), erster Exilarch
- Bostancieri, Ilayda (* 1995), deutsche Politikerin (Bündnis 90/Die Grünen), MdL NRW
- Bostani, Agostino (1876–1957), libanesischer Geistlicher, maronitischer Bischof
- Bostanlık, Funda (* 1987), türkische Schauspielerin
- Bostanoğlu, Bülent (* 1953), türkischer Admiral
- Bostaph, Paul (* 1964), US-amerikanischer SchlagzeugerPaul Bostaph (* 1964)

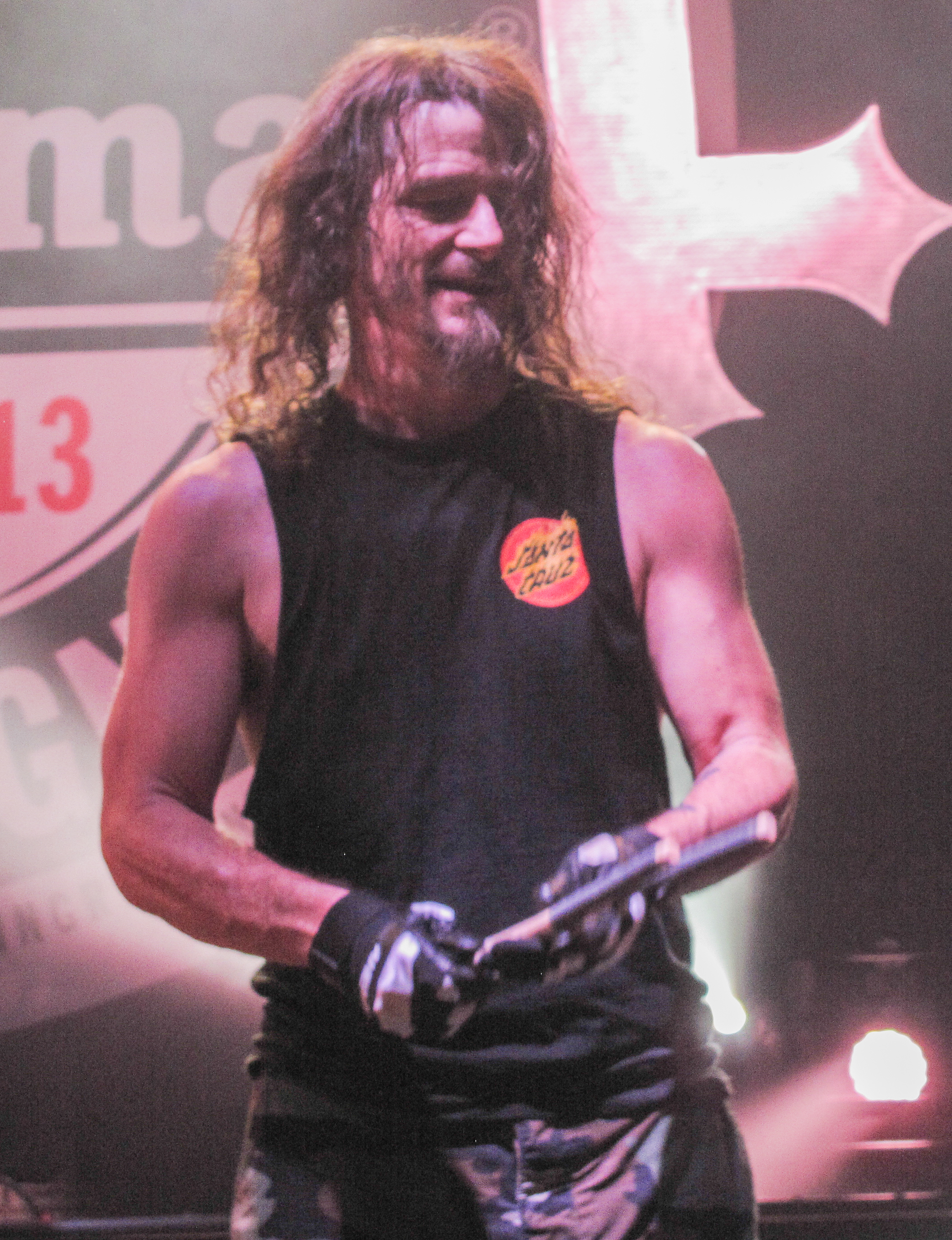
Paul Bostaph (* 1964)

- Boste, John († 1594), römisch-katholischer Priester, Märtyrer und Heiliger
- Bostedt, Mintje (1897–1955), deutsche Wohlfahrtspflegerin und Schulleiterin
- Bostel, Hans von (1779–1839), deutscher Jurist, Beamter, Richter und Autor
- Bostel, Lukas von (1649–1716), deutscher Dichter, Jurist sowie Bürgermeister von Hamburg
- Bostelmann, Antje (* 1960), deutsche Schriftstellerin
- Bostelmann, Dirk (* 1952), deutscher Kommunalpolitiker (CDU) und ehemaliger Samtgemeindebürgermeister (Samtgemeinde Tostedt)
- Bostelmann, Else (1882–1961), deutsch-amerikanische Autorin und Malerin
- Bostelmann, Justus (1815–1889), deutscher Landwirt, Kaufmann und Politiker, MdR
- Bostelmann, Karl († 1912), deutscher Miniaturmaler
- Bostelmann, Willy (1934–1969), deutscher Mediziner und Hochschullehrer
- Bøsterud, Helen (* 1940), norwegische Politikerin (Arbeiderpartiet), Mitglied des Storting und Justizministerin
- Bostetter, August (1850–1922), deutscher Arzt und Politiker, MdR
- Bostetter, Paul (1878–1960), deutscher Verwaltungsbeamter
- Bostic, Celina (* 1979), deutsche Soul- und Contemporary R&B-Sängerin und Songwriterin
- Bostic, Earl (1913–1965), US-amerikanischer Altsaxophonist und Komponist
- Bostick, Devon (* 1991), kanadischer SchauspielerDevon Bostick (* 1991)

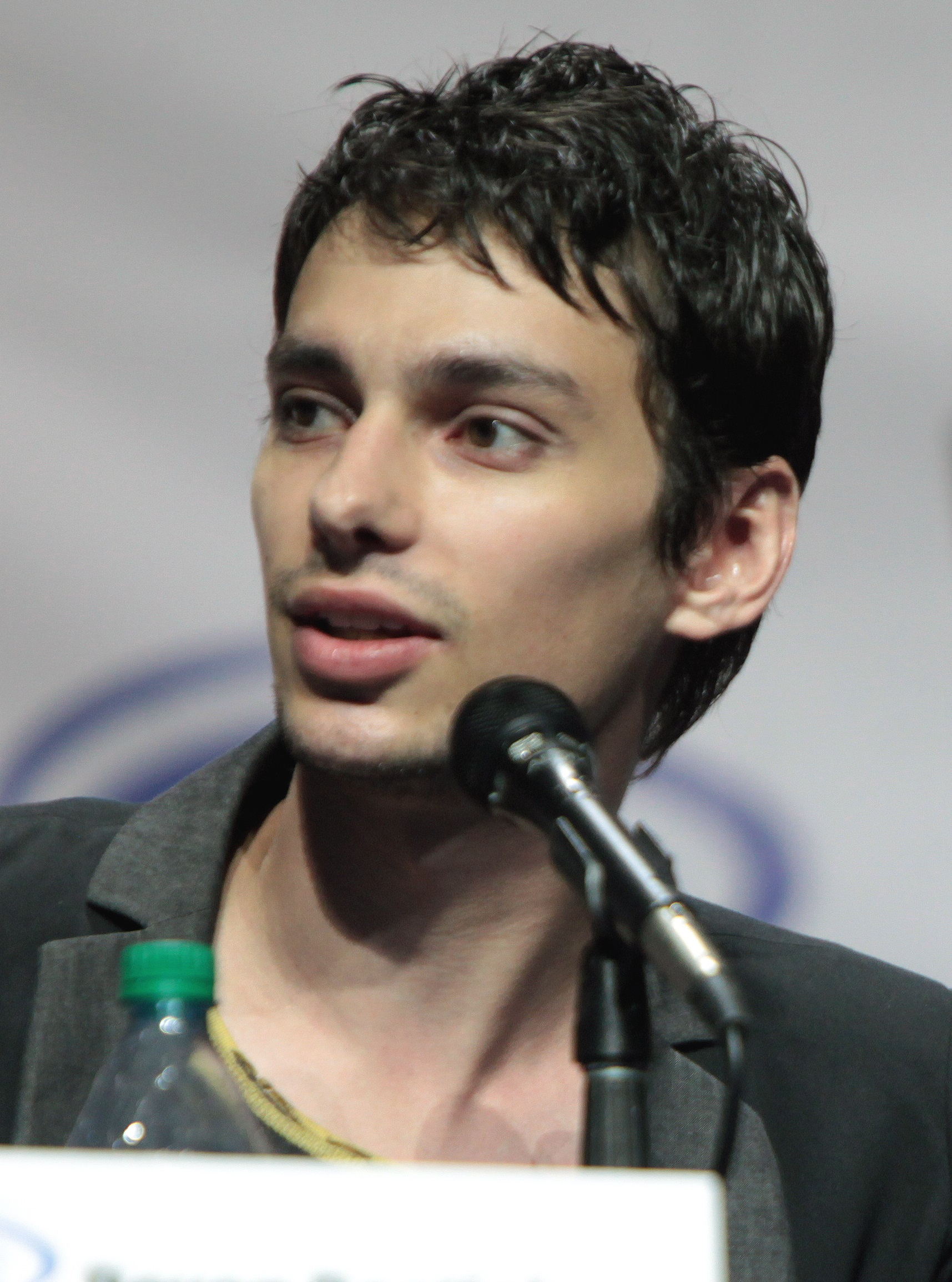
Devon Bostick (* 1991)

- Bostick, Kent (* 1953), US-amerikanischer Radrennfahrer
- Bostick, Thomas P. (* 1956), US-amerikanischer Offizier, Generalleutnant der US-Army
- Boștină, Gabriel (* 1977), rumänischer Fußballspieler
- Boștinaru, Victor (* 1952), rumänischer Politiker (Partidul Social Democrat und Lehrer), MdEP
- Bostock, David (1936–2019), britischer Philosoph und Philosophiehistoriker
- Bostock, Douglas (* 1955), englischer Dirigent und Musikpädagoge
- Bostock, John († 1846), britischer Arzt und Naturforscher
- Bostock, John (* 1992), englischer Fußballspieler
- Bostofte, Lonny, dänische Badmintonspielerin
- Boston, Al (* 1968), deutscher Sänger
- Boston, Aliyah (* 2001), US-amerikanische Basketballspielerin
- Boston, Bernie (1933–2008), US-amerikanischer Fotograf
- Boston, Billy (* 1934), walisischer Rugby-League-Spieler
- Boston, Byron, US-amerikanischer Schiedsrichter im American Football
- Boston, Mark (* 1949), US-amerikanischer Bassist und Gitarrist
- Boston, Rachel (* 1982), US-amerikanische Schauspielerin
- Boston, Ralph (1939–2023), US-amerikanischer Leichtathlet
- Boston, Roseina (* 1935), australische Musikerin, Gumleaf-Musik
- Boston, Terence, Baron Boston of Faversham (1930–2011), britischer Politiker (Labour)
- Bostridge, Ian (* 1964), britischer Opernsänger (Tenor)Ian Bostridge (* 1964)

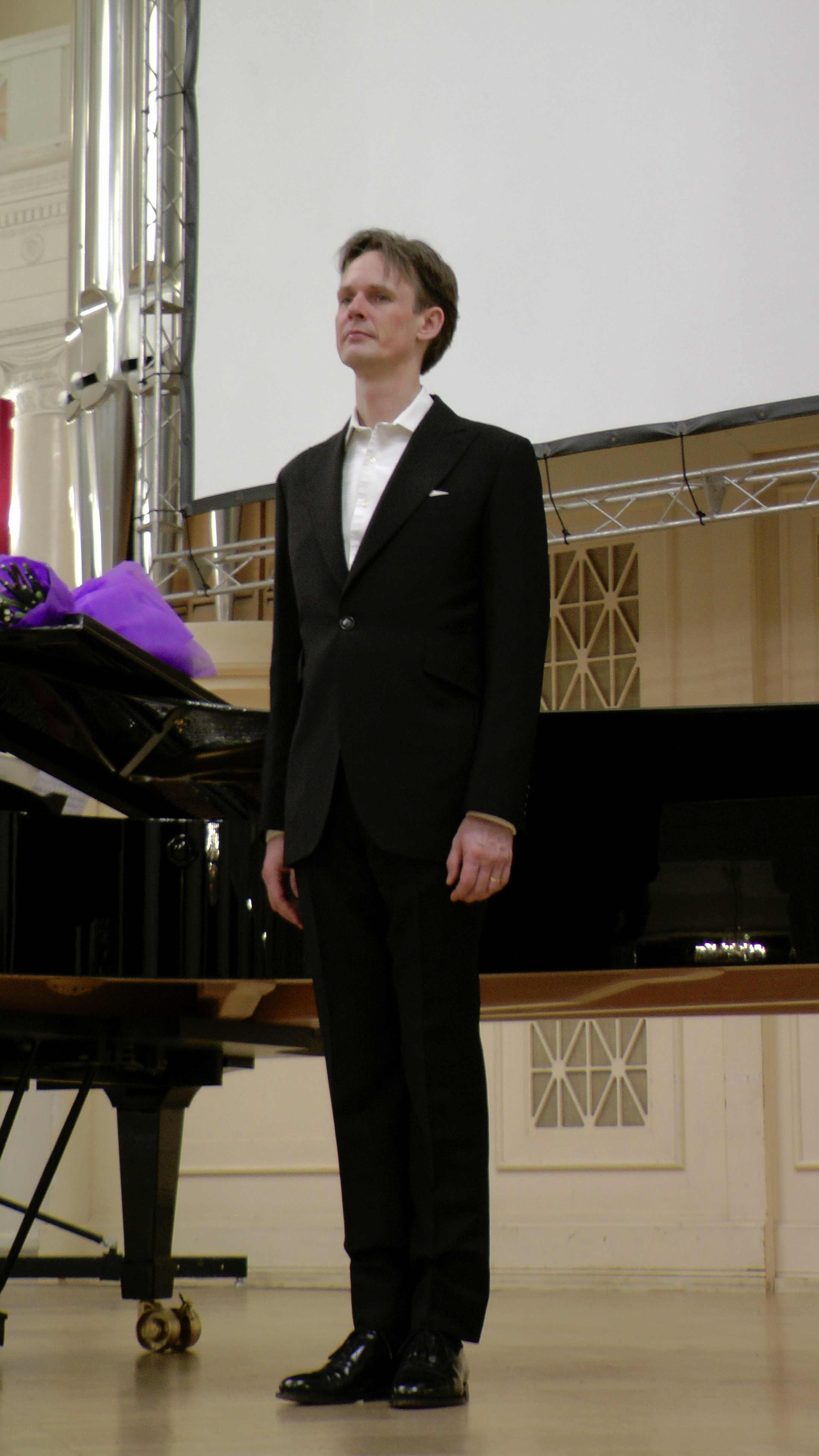
Ian Bostridge (* 1964)

- Bostroem, Annemarie (1922–2015), deutsche Lyrikerin und Nachdichterin
- Bostroem, August (1886–1944), deutscher Neurologe und Psychiater
- Boström Knausgård, Linda (* 1972), schwedische Lyrikerin und AutorinLinda Boström Knausgård (* 1972)

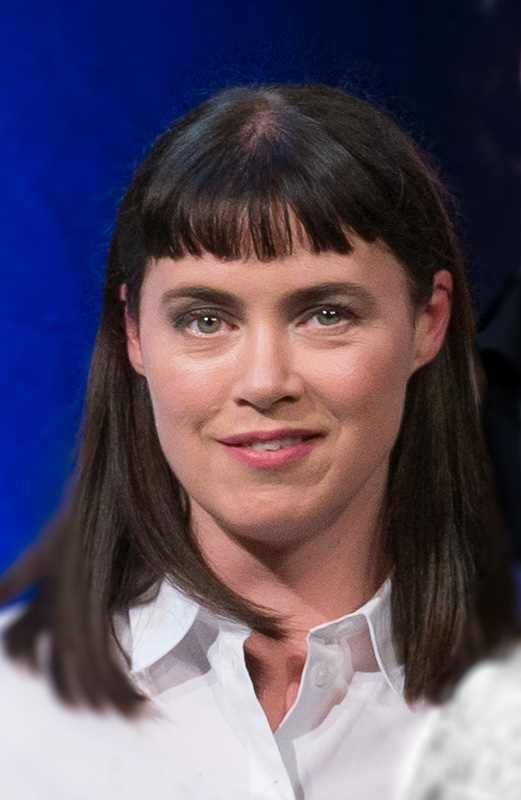
Linda Boström Knausgård (* 1972)

- Boström Müssener, Moa (* 2001), schwedische Skirennläuferin
- Bostrom, Ben (* 1974), US-amerikanischer Motorradrennfahrer
- Boström, Erik (1869–1932), schwedischer Sportschütze
- Boström, Erik Gustaf (1842–1907), schwedischer Politiker, Mitglied des Riksdag und Ministerpräsident
- Boström, Figge (* 1969), schwedischer Komponist, Produzent, Musiker und Sänger
- Boström, Håkan (1939–2023), schwedischer Schriftsteller
- Boström, Johan Einar (1922–1977), schwedischer Bandy-, Eishockey- und Fußballschiedsrichter
- Boström, Jörg (1936–2025), deutscher Maler, Fotograf und Hochschullehrer
- Boström, Juhani (* 1949), finnischer Eishockeyspieler
- Bostrom, Justin (* 1986), US-amerikanischer Eishockeyspieler
- Boström, Kirsi (* 1968), finnische Orientierungsläuferin
- Boström, Mårten (* 1982), finnischer Leichtathlet und Orientierungsläufer
- Boström, Mikael (* 1970), finnischer Orientierungsläufer
- Bostrom, Nick (* 1973), schwedischer Philosoph und Hochschullehrer
- Boström, Olle (1926–2010), schwedischer Bogenschütze
- Boström, Olle (* 1990), schwedischer Orientierungsläufer
- Boström, Sixten (* 1963), finnischer Fußballspieler und -trainer
- Boström, Teresia (* 1975), schwedische Pfarrerin, Bischöfin von Härnösand
- Boström, Wollmar (1878–1956), schwedischer Tennisspieler
- Bostrup, Steen (1939–2006), dänischer Journalist und Nachrichtensprecher
- Bostsarron, Gilbert (1903–1944), französischer Widerstandskämpfer
- Bostwick, Barry (* 1946), US-amerikanischer SchauspielerBarry Bostwick (* 1946)

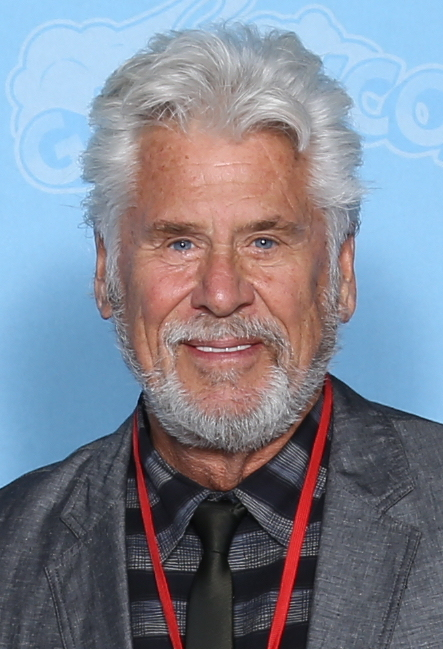
Barry Bostwick (* 1946)

- Bostwick, Jackson (* 1943), US-amerikanischer Schauspieler und Synchronsprecher
- Bostwick, Janet (* 1939), bahamaische Politikerin
- Bostwick, John (* 1939), bahamaischer Politiker

### Bosu
- Bosua-van Gelderen, Roos, niederländische Politikerin der PvdA
- Bosurgi, Silvia (* 1979), italienische Wasserballspielerin
- Bosustow, Nick (1940–2022), US-amerikanischer Filmproduzent
- Bosustow, Stephen (1911–1981), kanadischer Filmproduzent

### Bosv
- Bosvelt, Paul (* 1970), niederländischer Fußballspieler

### Bosw
- Böswald, Alfred (1931–2018), deutscher Historiker, Kommunalpolitiker (CSU) und Bürgermeister
- Boswall, John (1920–2011), britischer Schauspieler
- Bosweli, Neofit († 1848), bulgarischer Priester, Schriftsteller und Lehrer
- Boswell Fried, Catherine (1936–2015), britische Bildhauerin, Malerin, Fotografin und Schriftstellerin
- Boswell, Alan (1943–2017), englischer Fußballspieler
- Boswell, Arthur Radcliffe (1838–1925), kanadischer Politiker und 24. Bürgermeister von Toronto
- Boswell, Bobby (* 1983), US-amerikanischer Fußballspieler
- Boswell, Chris (* 1991), US-amerikanischer American-Football-Spieler
- Boswell, Connee (1907–1976), US-amerikanische Blues- und Jazz-Sängerin und Schauspielerin
- Boswell, Ian (* 1991), US-amerikanischer Radrennfahrer
- Boswell, James (1740–1795), schottischer Schriftsteller und RechtsanwaltJames Boswell (1740–1795)

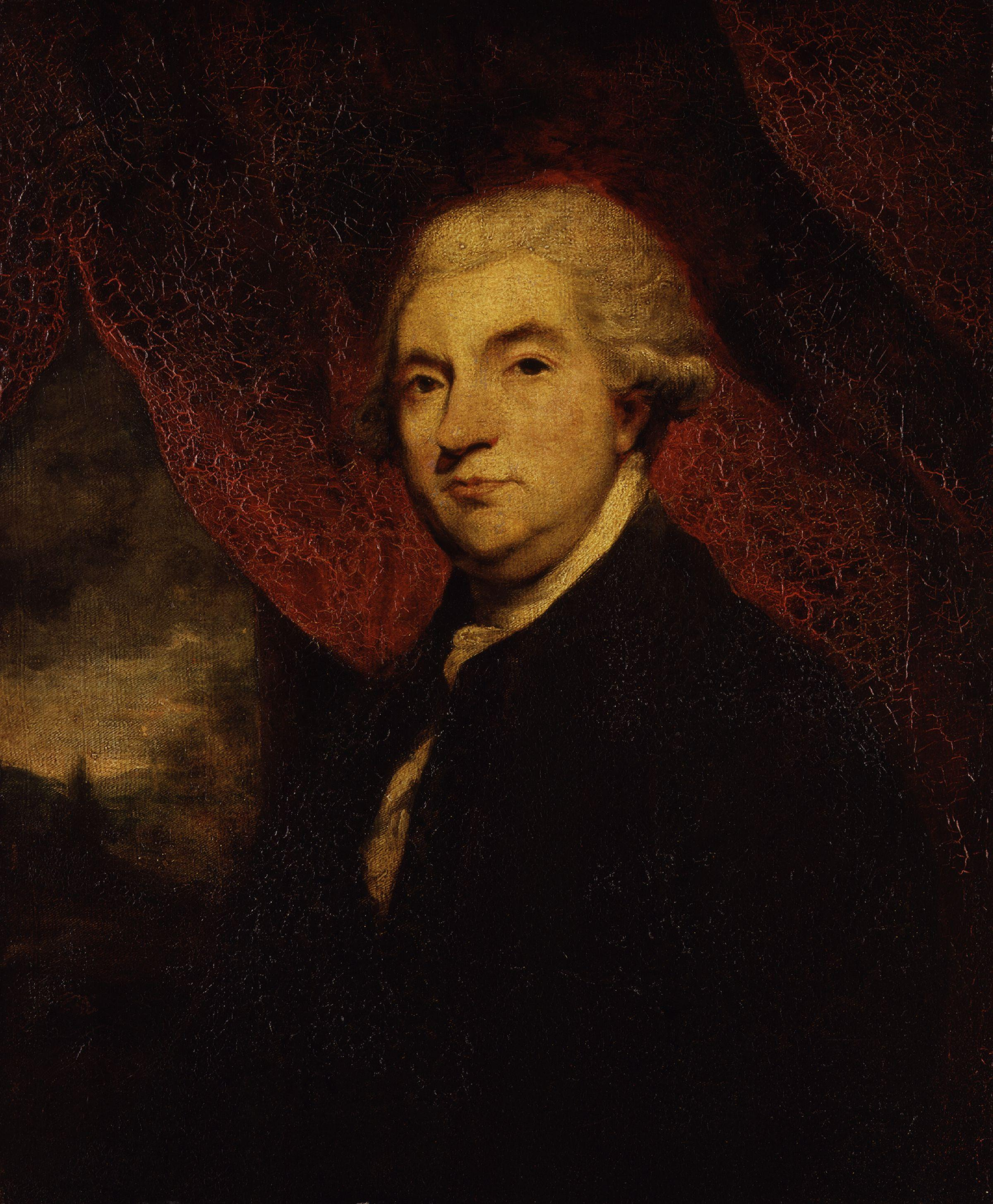
James Boswell (1740–1795)

- Boswell, John (1947–1994), US-amerikanischer Historiker
- Boswell, Leonard (1934–2018), amerikanischer Politiker
- Boswell, Mark (* 1977), kanadischer Hochspringer jamaikanischer Herkunft
- Boswell, Merideth, amerikanische Szenenbildnerin
- Boswell, Philip (* 1963), schottischer Politiker
- Boswell, Phoebe (* 1982), kenianisch-britische Multimediakünstlerin und Filmemacherin
- Boswell, Robert von (1816–1876), königlich preußischer Generalmajor
- Boswell, Simon (* 1956), britischer Filmkomponist
- Boswell, Stewart (* 1978), australischer Squashspieler
- Boswell, Tim, Baron Boswell of Aynho (* 1942), britischer Politiker (Conservative Party), Mitglied des House of Commons
- Boswell, William († 1649), britischer Diplomat
- Bosworth Focke, Anne (1868–1907), US-amerikanische Mathematikerin und Hochschullehrerin
- Bosworth, Andrew, amerikanischer Programmierer und Manager
- Bosworth, Brian (* 1965), US-amerikanischer American-Football-Spieler und SchauspielerBrian Bosworth (* 1965)

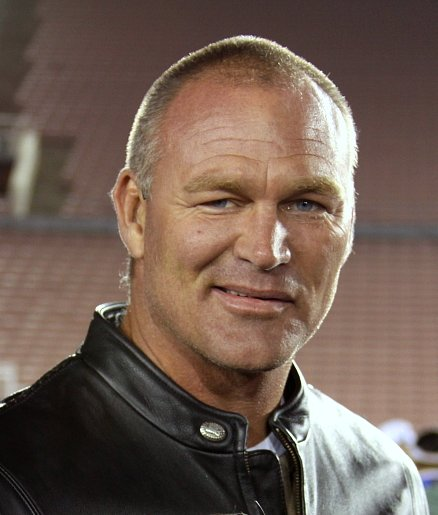
Brian Bosworth (* 1965)

- Bosworth, Clifford Edmund (1928–2015), britischer Historiker und Orientalist
- Bosworth, Fred Francis (1877–1958), US-amerikanischer Pfingstprediger
- Bosworth, Hobart (1867–1943), US-amerikanischer Schauspieler und Filmregisseur
- Bosworth, Kate (* 1983), US-amerikanische SchauspielerinKate Bosworth (* 1983)

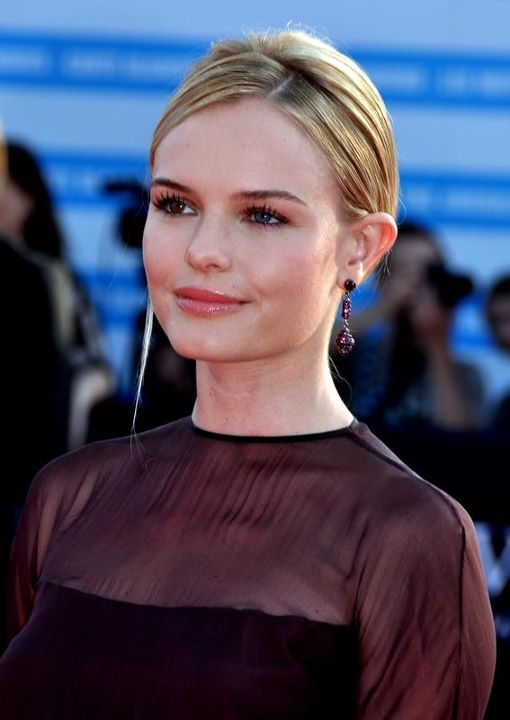
Kate Bosworth (* 1983)

- Bosworth, Patricia (1933–2020), US-amerikanische Journalistin, Schauspielerin und Autorin
- Bosworth, Richard James Boon (* 1943), australischer Historiker
- Bosworth, Sam (* 1994), neuseeländischer Ruderer
- Bosworth, Stephen W. (1939–2016), US-amerikanischer Diplomat und Hochschullehrer
- Bosworth, Tom (* 1990), britischer Geher

### Bosy
- Bosy, Stanisław (* 1948), polnischer Geistlicher und Bischof für das Bistum Breslau der Polnisch-Katholischen Kirche
- Bosy-Westphal, Anja, deutsche Wissenschaftlerin
- Bosymbajew, Qanat (* 1969), kasachischer Politiker

### Bosz
- Bosz, Peter (* 1963), niederländischer Fußballspieler und -trainer
- Boszhard, Carlo (* 1969), niederländischer Fernsehmoderator
- Böszörményi, Géza (1924–2004), ungarischer Regisseur, Drehbuchautor und Schauspieler
- Böszörményi, László (* 1949), ungarischer Informatiker
- Böszörményi, Zoltán (* 1951), rumänienungarischer, siebenbürgischer Dichter, Schriftsteller und Redakteur
- Böszörményi-Nagy, Iván (1920–2007), ungarischer Arzt, Psychotherapeut und Hochschullehrer